# Хронологія Французької революції
Ця стаття містить хронологію Французької революції.

## 1788 - королівська скарбниця порожня; прелюдія до революції

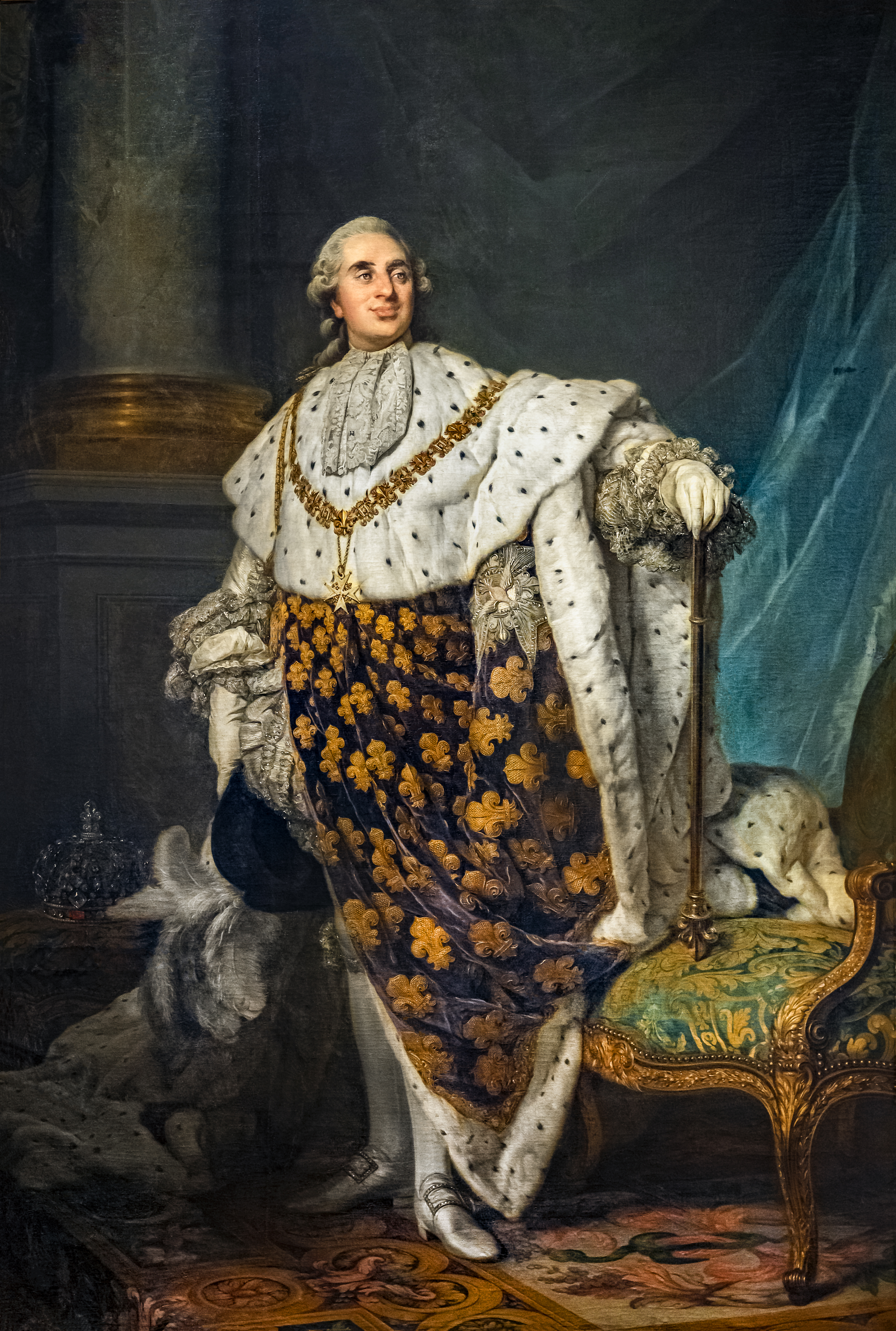
Людовик XVI в 1777 році
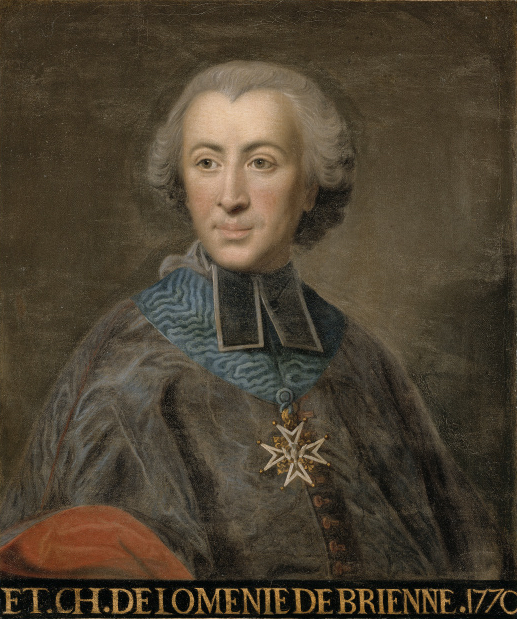
Етьєнн Шарль де Ломені де Брієнн, міністр фінансів в 1787-1788 рр.
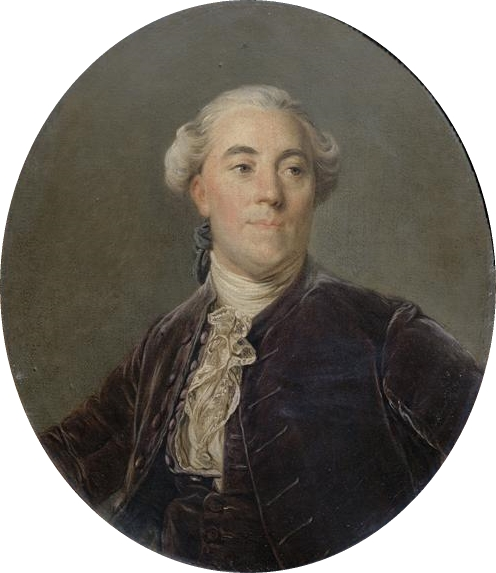
Жак Неккер, міністр фінансів в 1788-1790 рр.

- 7 червня: День черепиці в Греноблі, перше повстання проти короля.
- 21 липня: Візільська асамблея, збори Генеральних штатів області Дофіне.
- 8 серпня: королівська скарбниця оголошується порожньою; Паризький парламент відмовляється реформувати податкову систему або позичити Короні більше грошей. Щоб заручитися підтримкою для просування фіскальних реформ, міністр фінансів Брієнн призначає 5 травня 1789 року збори Генеральних штатів, збори знаті, духовенства і простого народу (третій стан), які не відбувалися з 1614 року.
- 16 серпня: казначейство призупиняє виплати за боргами уряду.
- 25 серпня: Брієнн йде з поста міністра фінансів, і його змінює швейцарський банкір Жак Неккер, популярний серед третього стану. Французькі банкіри і бізнесмени, які завжди високо цінували Неккера, погоджуються надати державі позику в розмірі 75 мільйонів за умови, що Генеральні штати матимуть всі повноваження для реформування системи.
- 27 грудня: незважаючи на опір дворян, Неккер оголошує, що представництво Третього стану буде подвоєно, і що дворяни і священнослужителі засідатимуть разом з третім станом [1].

## 1789 - початок революції; Генеральні штати і Установчі збори
Січень 1789

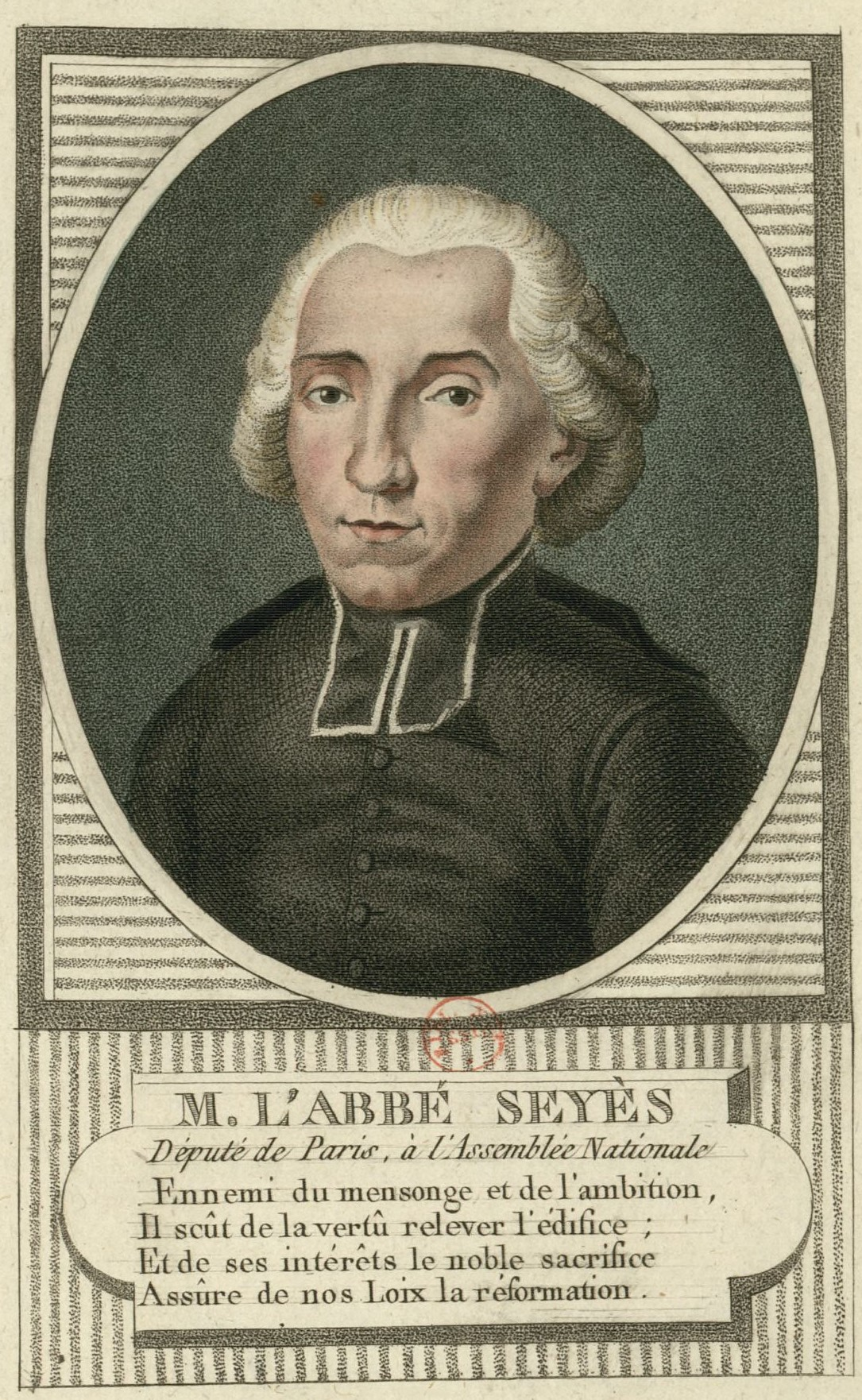
Емманюель Жозеф Сьейес, який запропонував, щоб депутати з третього стану оголосили себе Національними зборами (1789-1791) (10 червня 1789 року)

- Січень: абат Емманюель Жозеф Сієс видає свою знамениту брошуру «Що таке третій стан?». У ній він пише: «Що таке третій стан? Усе. Чим він був до сих пір в політичному відношенні? Нічим. Чого він вимагає? Стати чимось».
- 24 січня: король Людовик XVI скликає вибори делегатів в Генеральні штати [1].

Квітень 1789
- 27 квітня: заворушення в Парижі, влаштовані робітниками фабрики шпалер Ревельона в передмісті Сен-Антуан[en]. 25 робітників гинуть в боях з поліцією.

Травень 1789
- 2 травня: представлення королю депутатів Генеральних штатів у Версалі. Духовенство і знать вітають офіційними церемоніями і процесіями, третій стан - ні.
- 5 травня: урочисте відкриття Генеральних штатів у Версалі.
- 6 травня: депутати третього стану відмовляються збиратися окремо від інших станів, займають головний зал і запрошують духовенство і знать приєднатися до них.
- 11 травня: дворянство відмовляється зустрічатися з третім станом, але духовенство вагається і призупиняє підтвердження своїх депутатів.
- 20 травня: духовенство відмовляється від особливих податкових пільг і приймає принцип фінансової рівності.
- 22 травня: дворянство відмовляється від особливих податкових пільг. Однак три стани не можуть домовитися про спільну програму.
- 25 травня: депутати від третього стану з Парижа, затримані через виборчі процедури, прибувають в Версаль.

Червень 1789

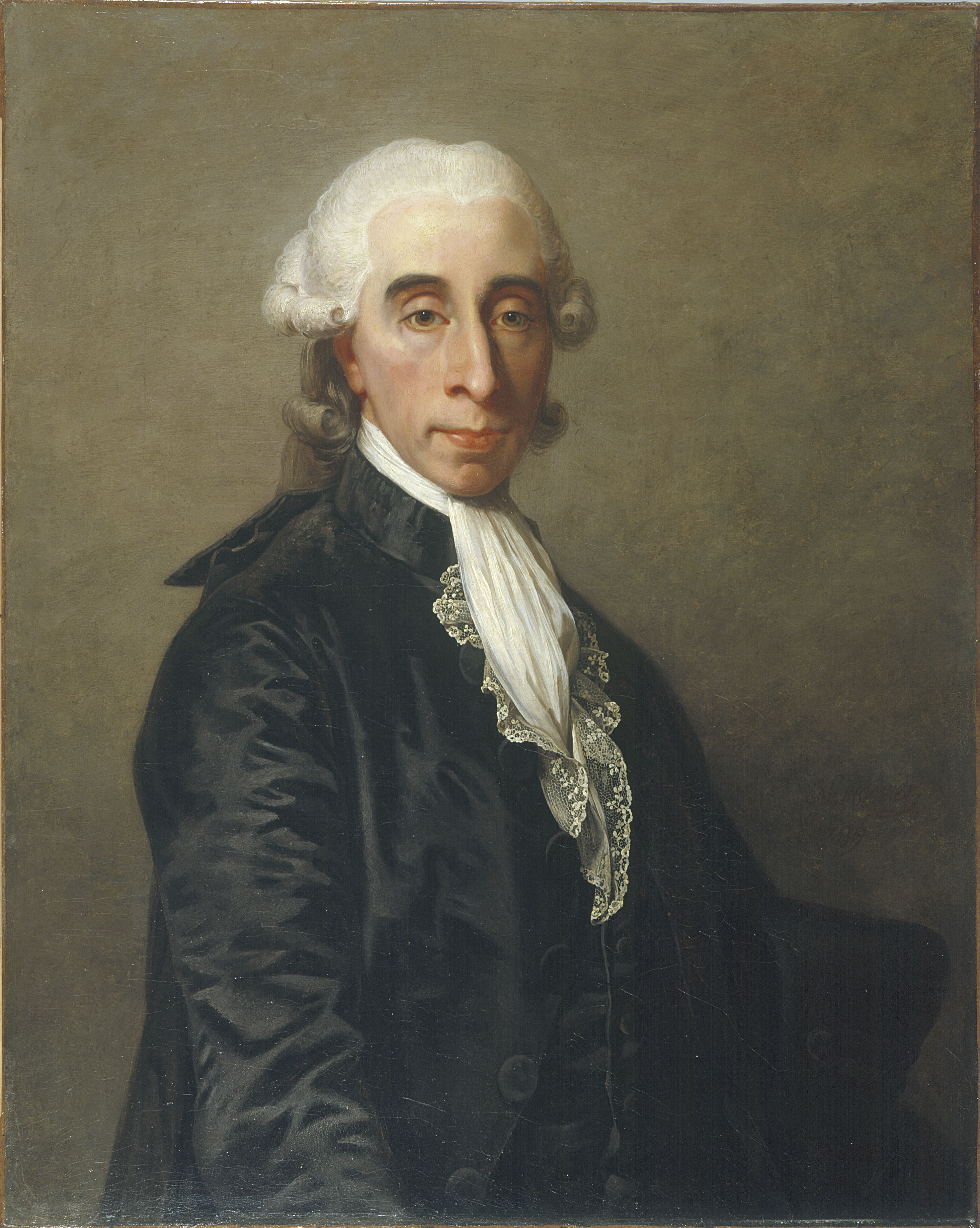
Жан Сільвен Байї, лідер третього стану (1789)

- 3 червня: учений Жан Сільвен Байї обраний лідером депутатів від третього стану.
- 4 червня: після смерті семирічного Людовика Жозефа Ксав'є Франсуа, дофіна Франції, старшого сина і спадкоємця Людовика XVI, його чотирирічний брат Луї-Шарль, герцог Нормандії, стає новим дофіном.
- 6 червня: представники дворянства відкидають компромісну програму, запропоновану міністром фінансів Жаком Неккером.
- 10 червня: за пропозицією Сієса депутати від третього стану вирішують провести власні збори і запрошують інші стани приєднатися до них.
- 13-14 червня: дев'ять депутатів духовенства приймають рішення приєднатися до наради Третього стану.
- 17 червня: за пропозицією Сьейеса депутати третього стану оголошують себе Національними зборами[en]. Щоб забезпечити підтримку населення, вони ухвалюють, що податки треба платити тільки під час сесії зборів.
- 19 червня: 149 голосами проти 137 депутати духовенства приєднуються до зборів третього стану.
- 20 червня: за наказом Людовика XVI зал засідань третього стану закривається. За пропозицією доктора Жозефа Ігнаса Гільотена депутати натомість збираються в залі для гри в м'яч, де клянуться не розходитися до тих пір, поки у Франції не буде створена і затверджена нова Конституція (Клятва в залі для гри у м'яч).
- 21 червня: королівську рада відхиляє фінансову програму міністра Неккера.
- 22 червня: нові Національні збори зустрічаються в соборі святого Людовіка в Версалі. Присутні 150 депутатів від духовенства, а також два депутати від дворянства.
- 23 червня: Людовик XVI в особистому зверненні до Генеральних штатів ( фр. Séance royale анулює рішення Національних зборів і доручає трьом станам продовжувати зустрічатися окремо. Король йде в супроводі всіх депутатів від другого і більшості від першого стану, але депутати від третього стану залишаються в залі. Коли королівський церемоніймейстер нагадує їм, що Людовик скасував їх укази, граф де Мірабо, депутат від третього стану із Екс, сміливо кричить, що «ми зібралися тут з волі народу» і що вони «підуть тільки під загрозою багнета».
- 25 червня: 48 дворян на чолі з Людовиком Філіпом II, герцогом Орлеанським, приєднуються до зборів.
- 27 червня: Людовик XVI змінює курс, доручає знаті і духівництву зустрітися з іншими станами і визнає нові збори. У той же час він направляє в Париж надійні військові частини, які в основному складаються з швейцарських і німецьких найманців.
- 30 червня: натовп вторгається в тюрму абатства Сен-Жермен-де-Пре і звільняє солдатів, які були ув'язнені за відвідування зборів політичних клубів.

Липень 1789
- 6 липня: Національні збори формують комітет з тридцяти членів для написання нової конституції.
- 8 липня: у міру зростання напруженості граф де Мірабо, депутат від третього стану з Екс, вимагає, щоб полк[en] французької гвардії був виведений з Парижа і щоб в місті була створена нова громадянська гвардія.
- 9 липня: Національні збори перетворюються в Установчі збори.

### 14 липня 1789 - облога і здача Бастилії.

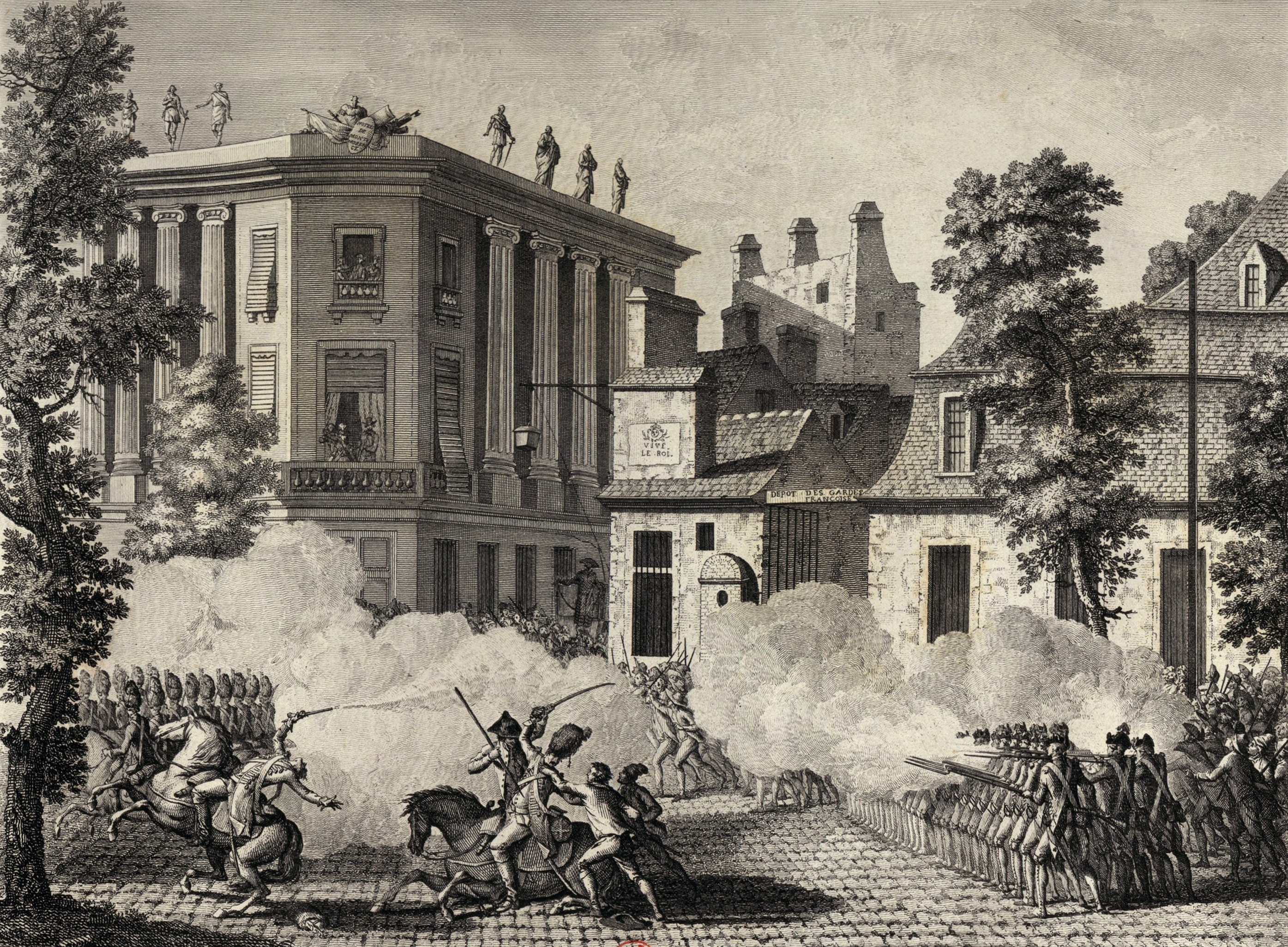
Сутичка німецьких солдатів королівської гвардії з французькими гвардійцями в Парижі (12 липня 1789 роки)
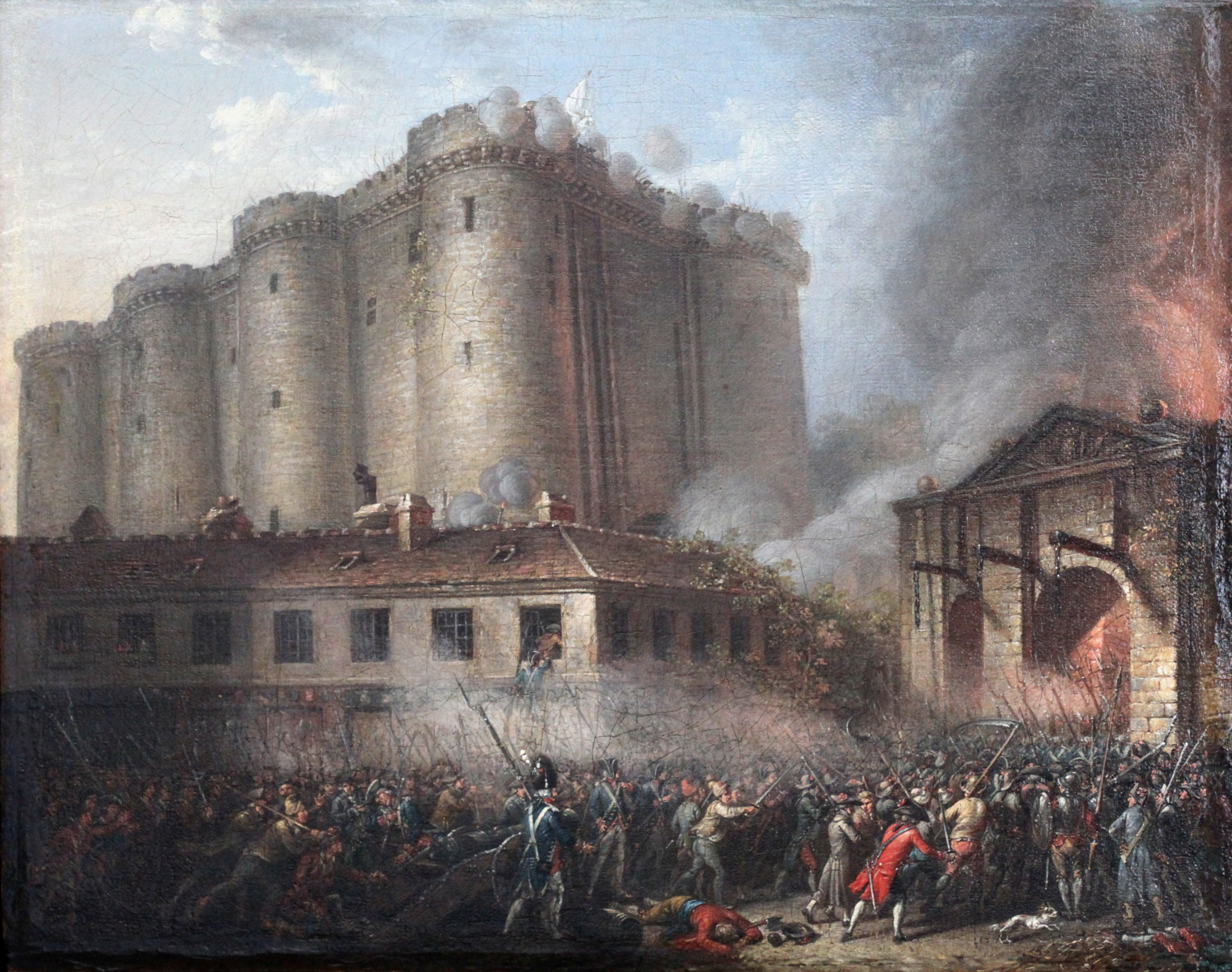
Взяття Бастилії (14 липня 1789 роки)
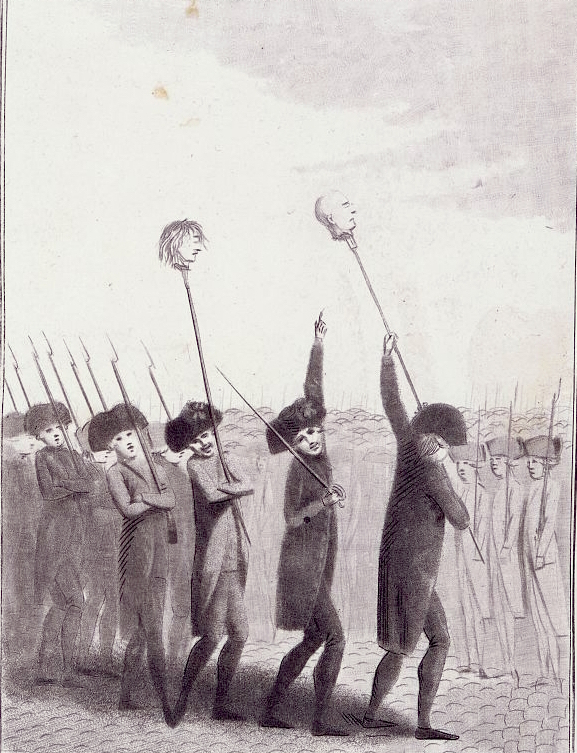
Хода з головами губернатора Бастилії і старшини паризьких купців (14 липня 1789 роки)

- 11 липня: Людовик XVI раптово звільняє Неккера. У відповідь парижани спалюють непопулярні митні застави, вторгаються в монастир Отців Лазаристів і грабують його. Сутички між кавалеристами Королевського німецького кавалерійського полка[en] королівської гвардії і розлюченим натовпом біля палацу Тюїльрі. Більшість французьких гвардійців встають на бік народу.
- 13 липня: Національні збори оголошують про свою постійну сесію. В Отель-де-Віль керівники міста починають формувати керуючий комітет і збройне ополчення.
- 14 липня: Взяття Бастилії. Великий збройний натовп бере в облогу Бастилію, в якій міститься всього сім ув'язнених, але є великий запас пороху, який потрібен повсталим. Після декількох годин опору губернатор фортеці де Лоне нарешті здається; коли він виходить, його вбиває натовп. Також вбивають де Флесселя, старшину паризьких купців.

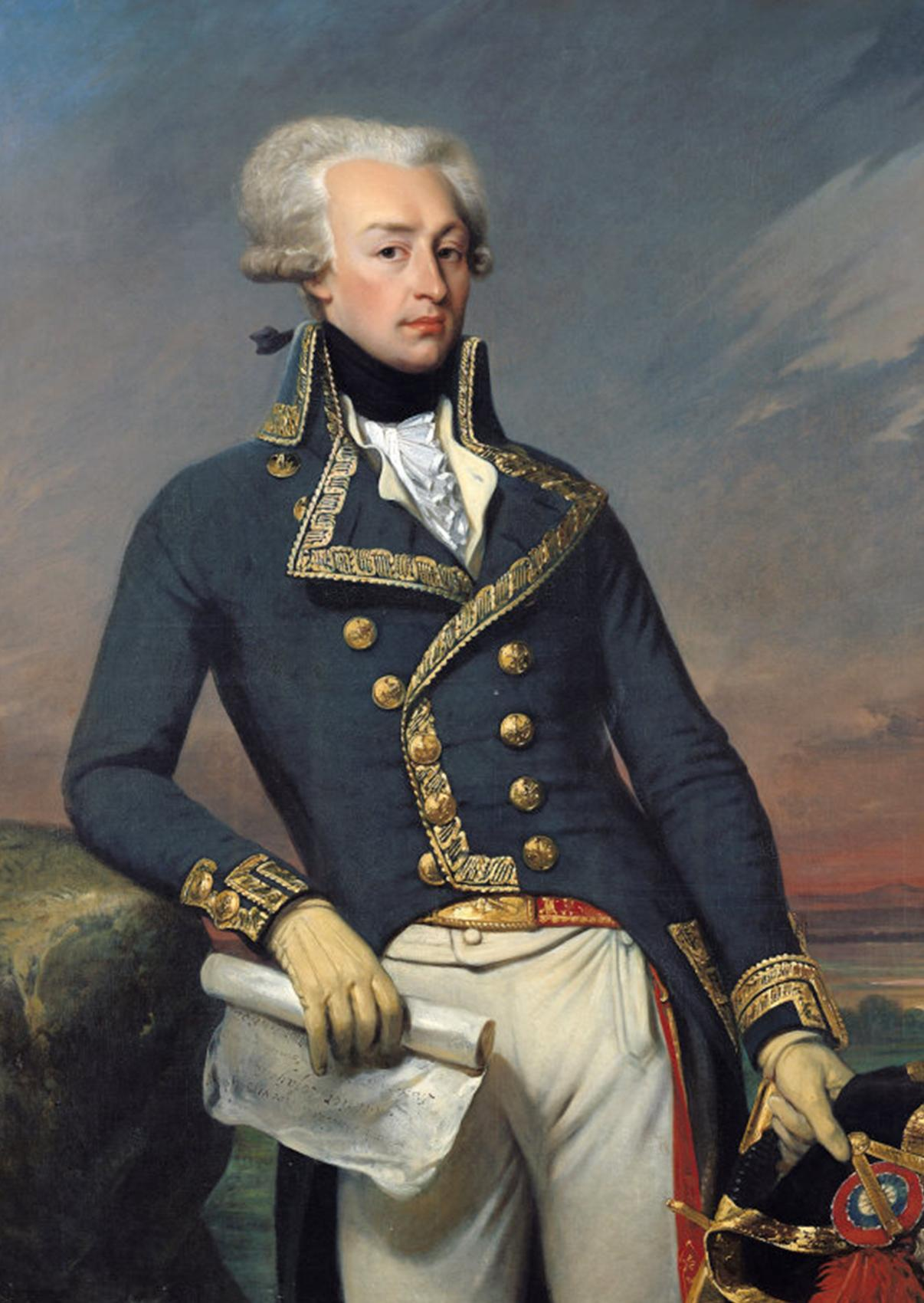
Лафайет в 1791 році

- 15 липня: астроном і математик Жан Сільвен Байї призначений мером Парижа, а Лафайет призначений командувачем новосформованої Національної гвардії.
- 16 липня: король відновлює Неккера на посаді міністра фінансів і виводить королівські війська з центру міста. Новообрані Паризькі збори голосують за руйнування Бастилії. Подібні комітети і місцеві ополчення сформовані в Ліоні, Рене та інших великих французьких містах.
- 17 липня: король відвідує Париж, де його зустрічають в Отелі-де-Віль Байї і Лафайет. Королю вручають триколірну кокарду, і він одягає її. У передчутті прийдешніх подій кілька значних представників знаті, в тому числі граф Артуа, принц де Конде, герцог Енгіенскій, барон де Бретейль, герцог Брольї, герцог Поліньяк[en] і його дружина, стали першими в хвилі емігрантів, які залишили Францію.
- 18 липня: Каміль Демулен починає публікацію «La France libre», вимагаючи набагато більш радикальну революцію і закликаючи до республіки, стверджуючи, що революційне насильство виправдане.
- 19 липня - 6 серпня: Великий страх. Період загальної паніки у Франції.
- 22 липня: збройний натовп на Гревській площі вбиває Бертьє де Совіньї[en], інтенданта Парижа, і його тестя, обвинувачених в спекуляції зерном.
- 21 липня - 1 серпня: бунти і селянські повстання в Страсбурзі (21 липня), Ле-Мане (23 липня), Кольмаре, Ельзасі і Ено (25 липня).
- 28 липня: Жак П'єр Бріссо починає публікацію «Le Patriote français», впливової газети революційного руху жирондистів.

Серпень 1789
- 4 серпня: король призначає уряд міністрів-реформістів навколо Неккера. Збори голосують за скасування привілеїв і феодальних прав дворянства.
- 7 серпня: публікація «Розкриття змови з метою заколисувати людей» Жана-Поля Марата, який засуджує реформи 4 серпня як недостатні і вимагає набагато більш радикальної революції. Марат швидко стає голосом найбурхливішої фракції революції - санкюлотів.
- 23 серпня: Збори проголошують свободу релігійних переконань.
- 24 серпня: Збори проголошують свободу слова.

### 27 серпня 1789 - Декларація прав людини і громадянина

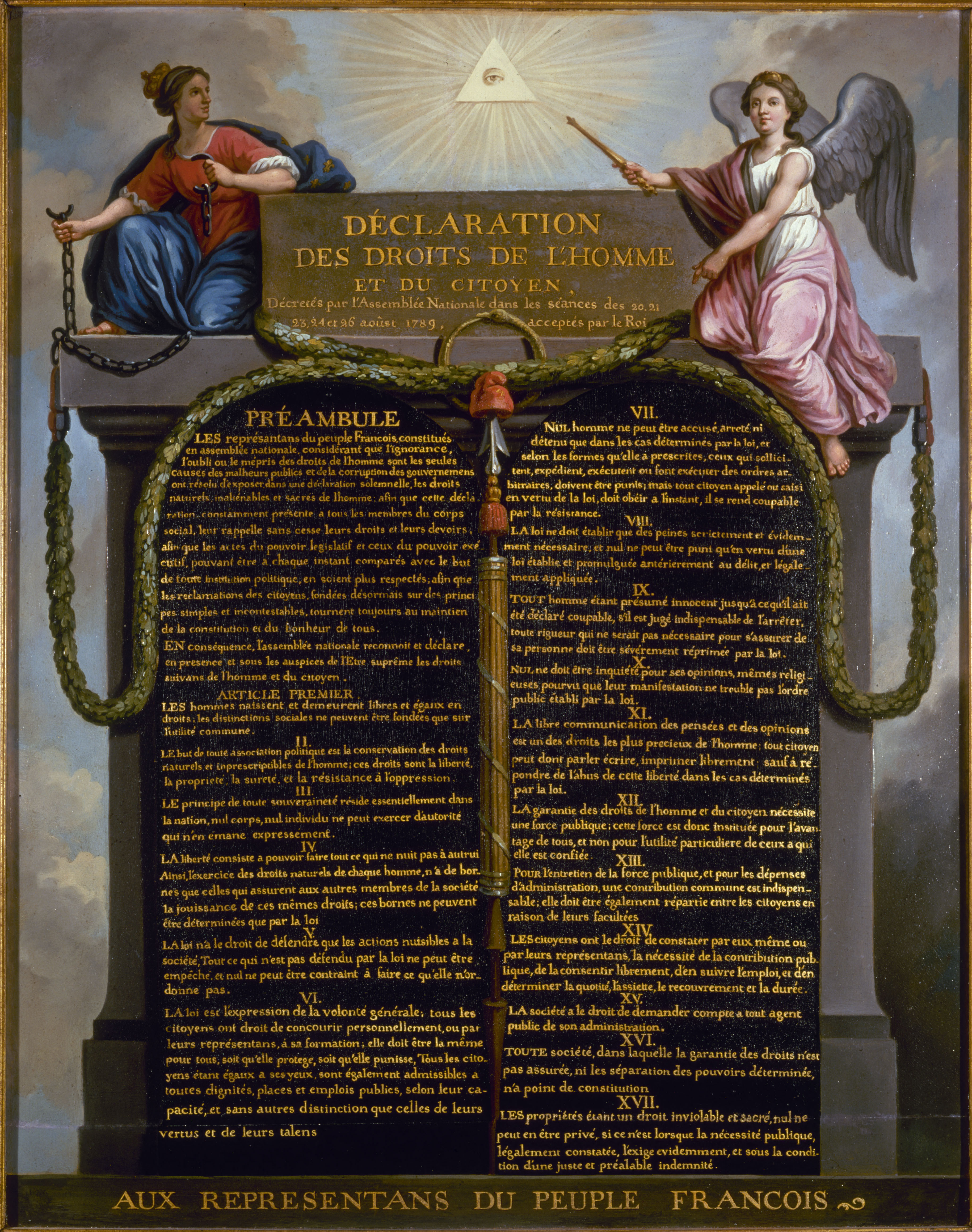
Декларація прав людини і громадянина
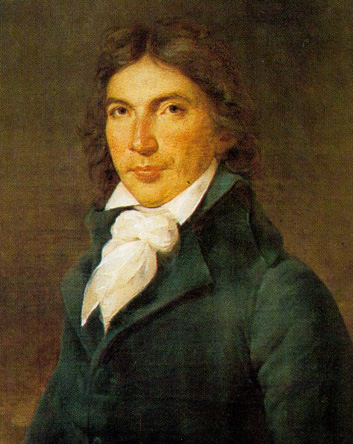
Каміль Демулен
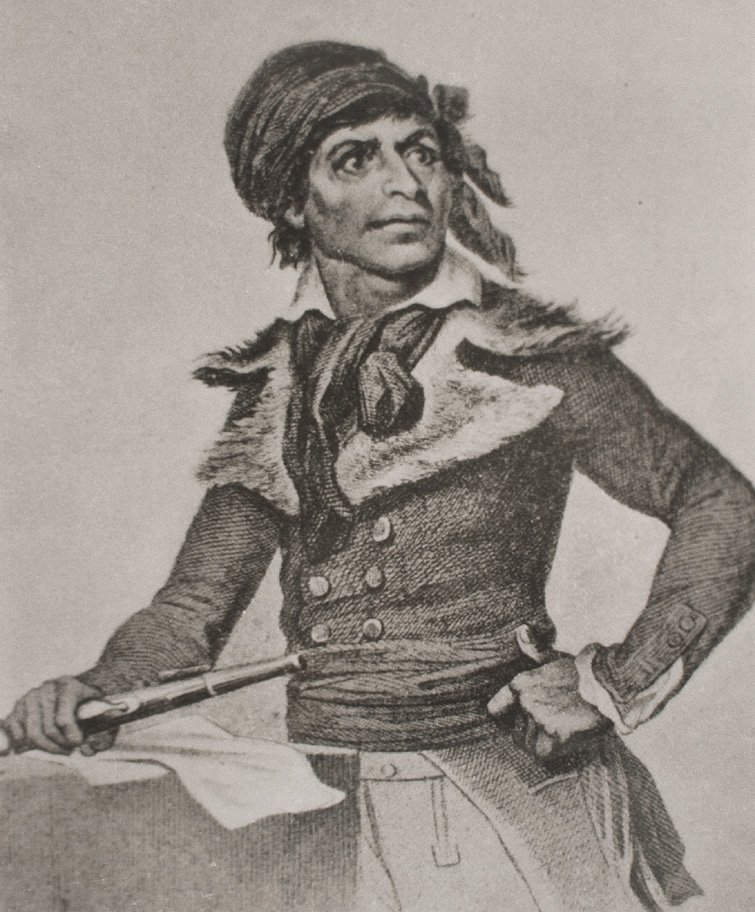
Жан-Поль Марат

- 27 серпня: Збори приймають Декларацію прав людини і громадянина, складену головним чином Лафайєтом.
- 28 серпня: Збори обговорюють надання королю права вето.
- 30 серпня: Демулен організовує повстання в Пале-Рояль, щоб не дати королю права вето і змусити його повернутися в Париж. Повстання зазнає поразки.
- 31 серпня: конституційний комітет Зборів пропонує двопалатний парламент і королівське право вето.
- 9 вересня: мер Труа убитий натовпом.
- 11 вересня: Національні збори дають королю право тимчасово накладати вето на закони на двох законодавчих сесіях.
- 15 вересня: Демулен видає «Discours de la lanterne aux Parisiens», радикальний памфлет, який виправдовує політичне насильство і вихваляє паризький натовп.
- 16 вересня: перший номер газети Жана-Поля Марата «Друг народу», в якій пропонується радикальна соціальна і політична революція.
- 19 вересня: вибори нових муніципальних зборів в Парижі з 300 членами, обраними по округах.
- 1 жовтня: на бенкеті королівських гвардійців (фр. banquet des Gardes du Corps du Roi) у Версалі, який відвідали Людовик XVI, Марія-Антуанетта і дофін, королівська гвардія наділа білу королівську кокарду. Хибна новина про те, що гвардійці розтоптали триколор, швидко доходить до Парижа і викликає обурення.

### 6 жовтня 1789 - похід жінок на Версаль

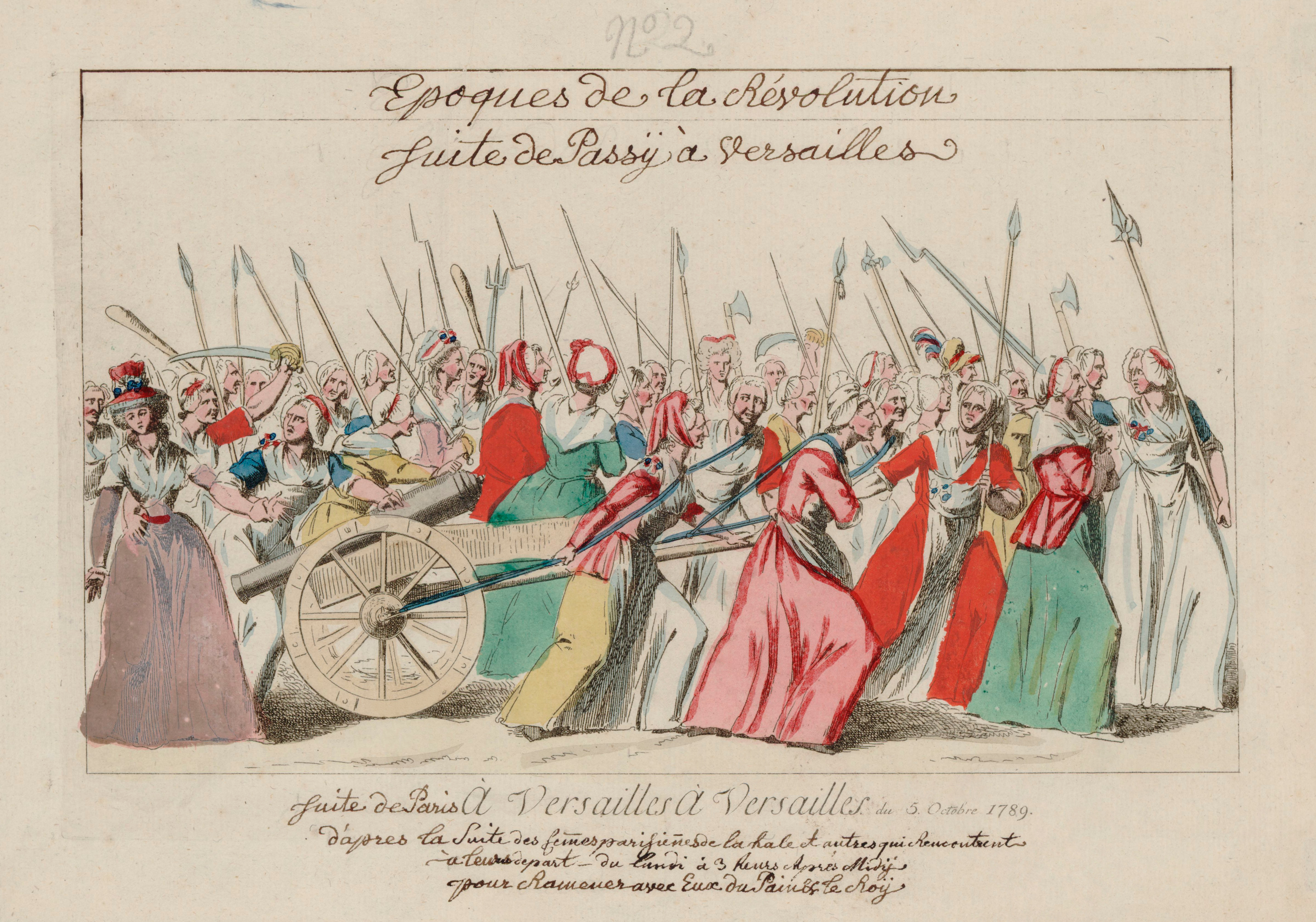
Похід жінок на Версаль (5-6 жовтня 1789 роки)

- 5 жовтня: газета Марата вимагає маршу на Версаль в знак протесту проти образи кокарди з триколором. У марші беруть участь тисячі жінок, до яких ввечері приєднується національна гвардія Парижа на чолі з Лафаєтом.
- 6 жовтня: після організованого маршу до палацу вторгається натовп жінок. Жінки вимагають, щоб король і його родина супроводжували їх назад в Париж, і король погоджується. Національні збори також вирішують переїхати в Париж.
- 10 жовтня: Збори призначають Лафайєта командувачем регулярною армією в Парижі і його околицях. Збори також змінюють королівський титул з «Король Франції і Наварри» на «Король Франції». Жозеф Ігнас Гильотен, лікар, член Зборів, пропонує нову і більш гуманну форму публічної страти, яка в кінцевому підсумку названа в його честь - гільйотиною [2].
- 12 жовтня: Людовик XVI таємно пише королю Іспанії Карлу IV, скаржачись на жорстоке поводження. Граф Артуа потайки пише Йосипу II з проханням про військове вторгнення до Франції.
- 19 жовтня: Національні збори проводить своє перше засідання в Парижі, в каплиці резиденції архієпископа поруч з собором Паризької Богоматері.
- 21 жовтня: Збори оголошують військовий стан для запобігання майбутніх повстань.
- 2 листопада: Збори голосують за передачу власності церкви в розпорядження нації.
- 9 листопада: Збори переїжджають в Манежну залу[en], колишню школу верхової їзди недалеко від палацу Тюїльрі.
- 28 листопада: Перший випуск тижневика Демулена «Histoire des Révolutions de France et de Brabant», люто атакує роялістів і аристократів.
- Листопад: У Парижі в домініканському монастирі святого Якова відтворюється Бретонський клуб, члени якого більш відомі як якобінці, під назвою «Товариство друзів Конституції».
- 1 грудня: повстання моряків французького флоту в Тулоні, які заарештували адмірала д’Альбера[en].
- 9 грудня: Збори вирішують розділити Францію на департаменти замість колишніх областей.
- 19 грудня: введення ассігнатів, форми валюти, заснованої не на сріблі, а на вартості власності церкви, конфіскованої державою.
- 24 грудня: Збори постановляють, що протестанти мають право займати державні посади; євреї, як і раніше до них не допускаються.

## 1790 - розквіт політичних клубів

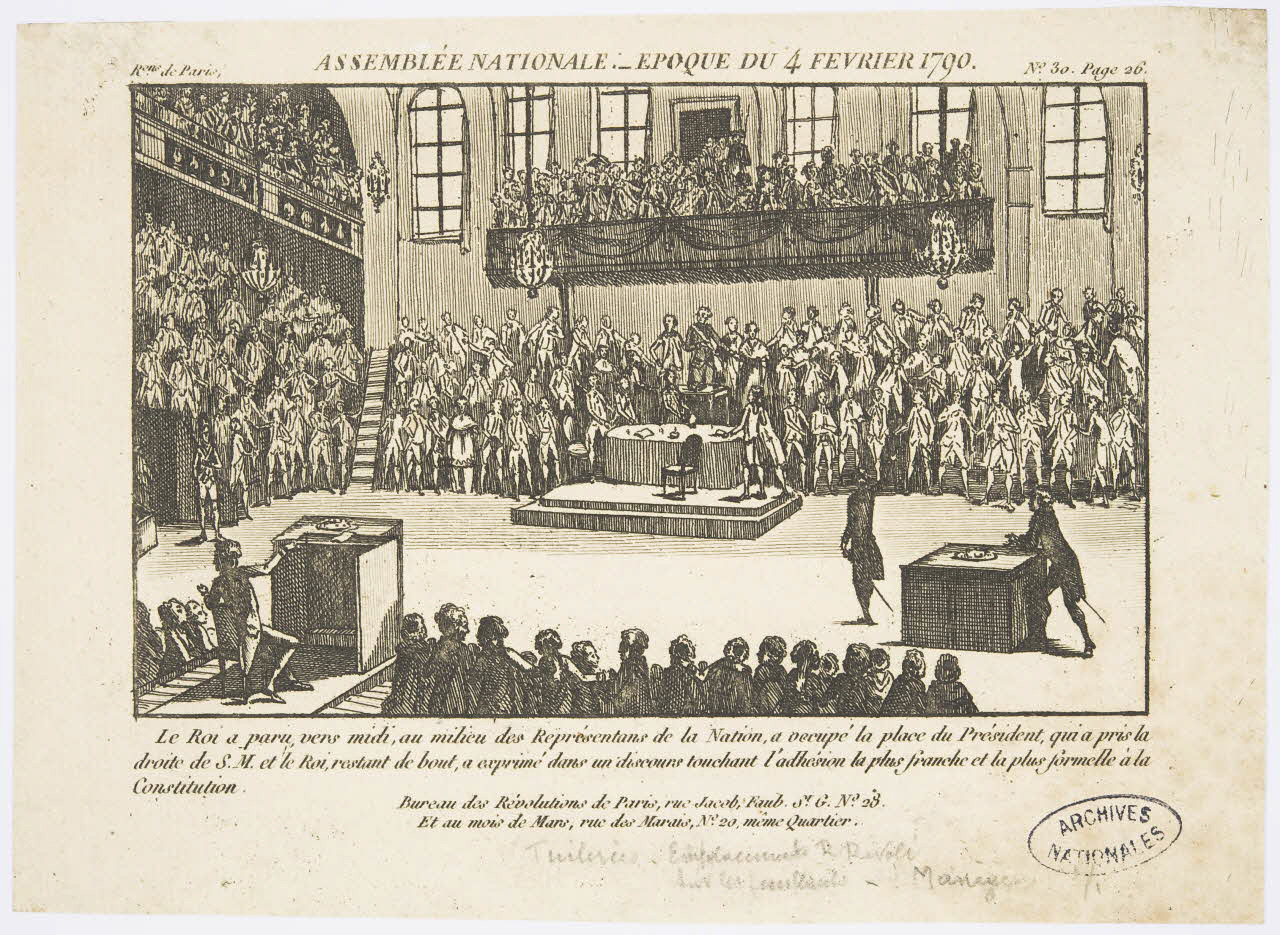
Засідання Національних зборів (4 лютого 1790 роки)
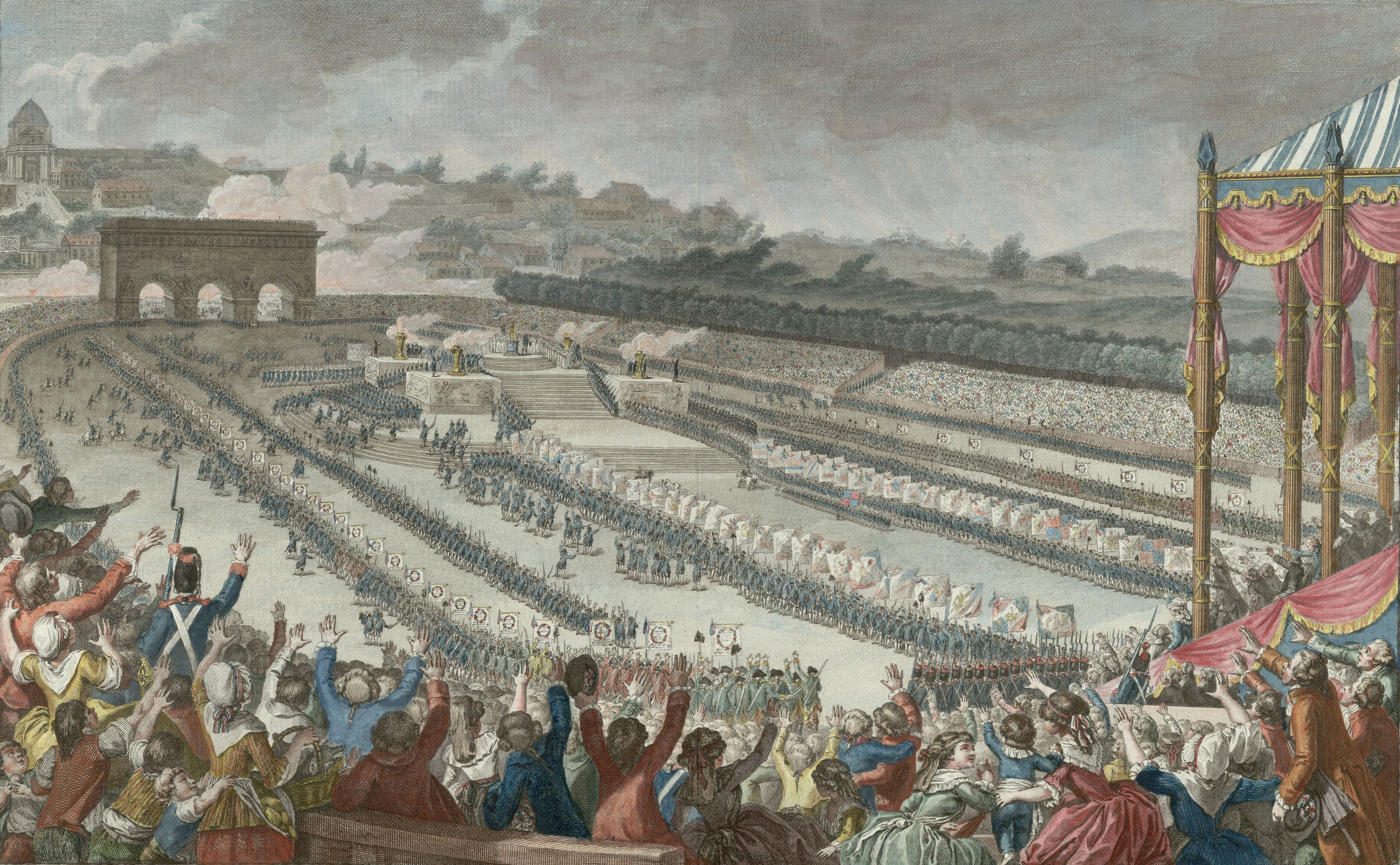
Fête de la Fédération (14 липня 1790 роки)

- 7 січня: бунт в Версалі з вимогою зниження цін на хліб.
- 18 січня: Марат публікує памфлет, в якому люто атакує міністра фінансів Неккера.
- 22 січня: муніципальна поліція Парижа намагається заарештувати Марата за критику уряду, але його захищає натовп санкюлотів, і він втікає в Лондон.
- 13 лютого: Збори забороняють прийняття релігійних обітниць.
- 23 лютого: Збори вимагають, щоб кюре (парафіяльні священники) в церквах по всій Франції зачитували вголос постанови Зборів.
- 28 лютого: Збори скасовують вимогу, щоб армійські офіцери були представниками дворянства.
- 8 березня: Збори вирішують продовжувати підтримувати інститут рабства у французьких колоніях[en], але дозволяють створення колоніальних зборів.
- 12 березня: Збори дозволяють продаж муніципалітетами власності церкви.
- 29 березня: Папа Пій VI в секретній консисторії засуджує Декларацію прав людини і громадянина.
- 5 квітня - 10 червня: серія прокатолицьких і антиреволюційних бунтів у французьких провінціях; в Вані (5 квітня), Німі (6 квітня), Тулузі (18 квітня), Тулоні (3 травня) і Авіньйоні (10 червня) в знак протесту проти антиклерикальних заходів.
- 17 квітня: заснування клубу кордельерів, який збирається в колишньому однойменному монастирі. Він стає одним з найпалкіших прихильників радикальних змін.
- 30 квітня: заворушення в Марселі. Три форти захоплені, а командир форту Сен-Жан де Боссе убитий.
- 12 травня: Лафайет і Байї засновують Клуб 1789 року.
- 15 травня: прийнятий закон, що дозволяє викуп маноріальних зборів.
- 18 травня: Марат повертається в Париж і відновлює видання «Друга народу».
- 22 травня: Збори вирішують, що тільки вони можуть вирішувати питання війни і миру, але що війна не може бути оголошена без пропозиції і санкції короля.
- 30 травня:  Ліон святкує революцію, влаштувавши Свято федерації ( фр. Fête de la Fédération 6 червня в Ліллі проводиться аналогічний захід, в Страсбурзі 13 червня, в Руані 19 червня.
- 3 червня: повстання жителів французької колонії Мартиніка.
- 19 червня: Збори скасовують титули, ордени та інші привілеї спадкової знаті.
- 26 червня: Авіньйон, який перебував тоді під владою папи, просить приєднатися до Франції. Збори, бажаючи уникнути конфронтації з папою Пієм VI, відкладають рішення.
- 26 червня: дипломати Англії, Австрії, Пруссії і Сполучених провінцій зустрічаються в Райхенбасі, щоб обговорити можливе військове втручання до Франції. Підсумком зустрічі стає підписання Рейхенбаської конвенції.
- 12 липня: Збори приймають остаточний текст про статус французького духовенства. Священнослужителі втрачають свій особливий статус і зобов'язані  присягнути на вірність уряду.

### 14 липня 1790 - Свято федерації
- 14 липня: на Марсовому полі в Парижі в честь першої річниці революції проводиться Свято Федерації. На заході присутні король і королева, Національні збори, уряд і величезний натовп. Лафайєт складає присягу громадянина «бути завжди вірним народу, закону і королю; всіма силами підтримувати конституцію, прийняту Національними зборами і прийняту королем». Цю присягу складають його війська, а також король. Свято федерації - останній захід, яке об'єднав усі фракції в Парижі під час революції.
- 23 липня: Папа пише секретного листа Людовіку XVI, обіцяючи засудити скасування Зборами особливого статусу французького духовенства.
- 26 липня: Марат публікує вимогу негайної страти від 500 до 600 аристократів для порятунку революції.
- 28 липня: Збори відмовляються дозволити австрійським військам перетнути територію Франції, щоб придушити повстання в Бельгії, натхненне французькою революцією.
- 31 липня: Збори вирішують вжити заходів проти Марата і Демулена через їх закликів до революційного насильства.
- 16 серпня: Збори встановлюють посади мирових суддів по всій країні, щоб замінити традиційні суди, що належать місцевій знаті.
- 16 серпня: Збори закликають відновити дисципліну в армії.
- 31 серпня: бої в Нансі між бунтівними солдатами армії і частинами національної гвардії міста, які підтримують Лафайєта і Збори.
- 4 вересня: звільнення міністра фінансів Неккера. Національні збори відповідають за державну скарбницю
- 16 вересня: заколот моряків французького флоту під Брестом.
- 6 жовтня: Людовик XVI пише лист своєму двоюрідному братові Карлу IV, в якому висловлює свою ворожість до нового статусу французького духовенства.
- 12 жовтня: Збори розпускають місцеві збори Санто-Домінго (нині Гаїті) і знову підтверджують інститут рабства.
- 21 жовтня: Збори постановляють, що триколор замінить білий прапор і флер-де-ліс французької монархії як емблему Франції.
- 4 листопада: повстання у французькій колонії Іль-де-Франс (нині Маврикій).
- 25 листопада: повстання чорних рабів у французькій колонії Санто-Домінго (нині Гаїті).
- 27 листопада: Збори постановляють, що всі члени духовенства повинні присягнути нації, закону і королю. Переважна більшість французьких священнослужителів відмовляються приймати присягу.
- 3 грудня: Людовик XVI пише королю Пруссії Фрідріху Вільгельму II лист з проханням про військове втручання європейських монархів для відновлення його влади.
- 27 грудня: 39 депутатів Зборів, які також є священнослужителями, присягають на вірність уряду. Однак більшість беруть участь у Зборах священнослужителів відмовляються приймати присягу.

## 1791 - безуспішна втеча королівської сім'ї з Парижа
- 1 січня: Мірабо обраний президентом Зборів.
- 3 січня: Священникам наказують присягнути народу протягом двадцяти чотирьох годин. Більшість священників Зборів відмовляються приймати присягу.
- 19 лютого: Мадам, дочки Людовика XV і тітки Людовика XVI, залишають Францію і вирушають в вигнання.
- 24 лютого: Конституційні єпископи, які принесли присягу перед державою, замінюють колишню церковну ієрархію.
- 28 лютого: День кинджалів. Лафаєт наказує заарештувати 400 озброєних аристократів, які зібралися під палацом Тюїльрі, щоб захистити королівську сім'ю. Їх звільняють 13 березня.
- 2 березня: Скасування традиційних торгових гільдій.
- 3 березня: Збори наказує переплавити срібні предмети, що належать церкви, і продати їх для фінансування уряду.
- 10 березня: папа Пій VI засуджує Цивільний устрій духовенства.
- 25 березня: розірвані дипломатичні відносини між Францією і Ватиканом.
- 2 квітня: смерть Мірабо.
- 3 квітня: Збори пропонують перетворити нову, ще не освячену, церква Святої Женев'єви в Пантеон, мавзолей для видатних громадян Франції. 4 травня останки Мірабо першими поміщені в новий Пантеон.
- 13 квітня: енцикліка папи Пія VI засуджує Цивільний устрій духовенства.
- 18 квітня: національна гвардія, незважаючи на наказ Лафайєта, не дає королівської сім'ї виїхати в замок Сен-Клу на святкування Великодня.
- 16 травня: за пропозицією Робесп'єра Збори голосують за заборону членам поточних Зборів ставати кандидатами в наступні Збори.
- 30 травня: Збори наказують перенести прах Вольтера в Пантеон.
- 14 червня: Зборами прийнятий закон ле Шапелье, який скасовує робочі коаліції і забороняє профспілки і страйки.
- 15 червня: Збори забороняють священникам носити церковний одяг поза церквою.

### 20-21 червня 1791 - королівська сім'я тікає з Парижа

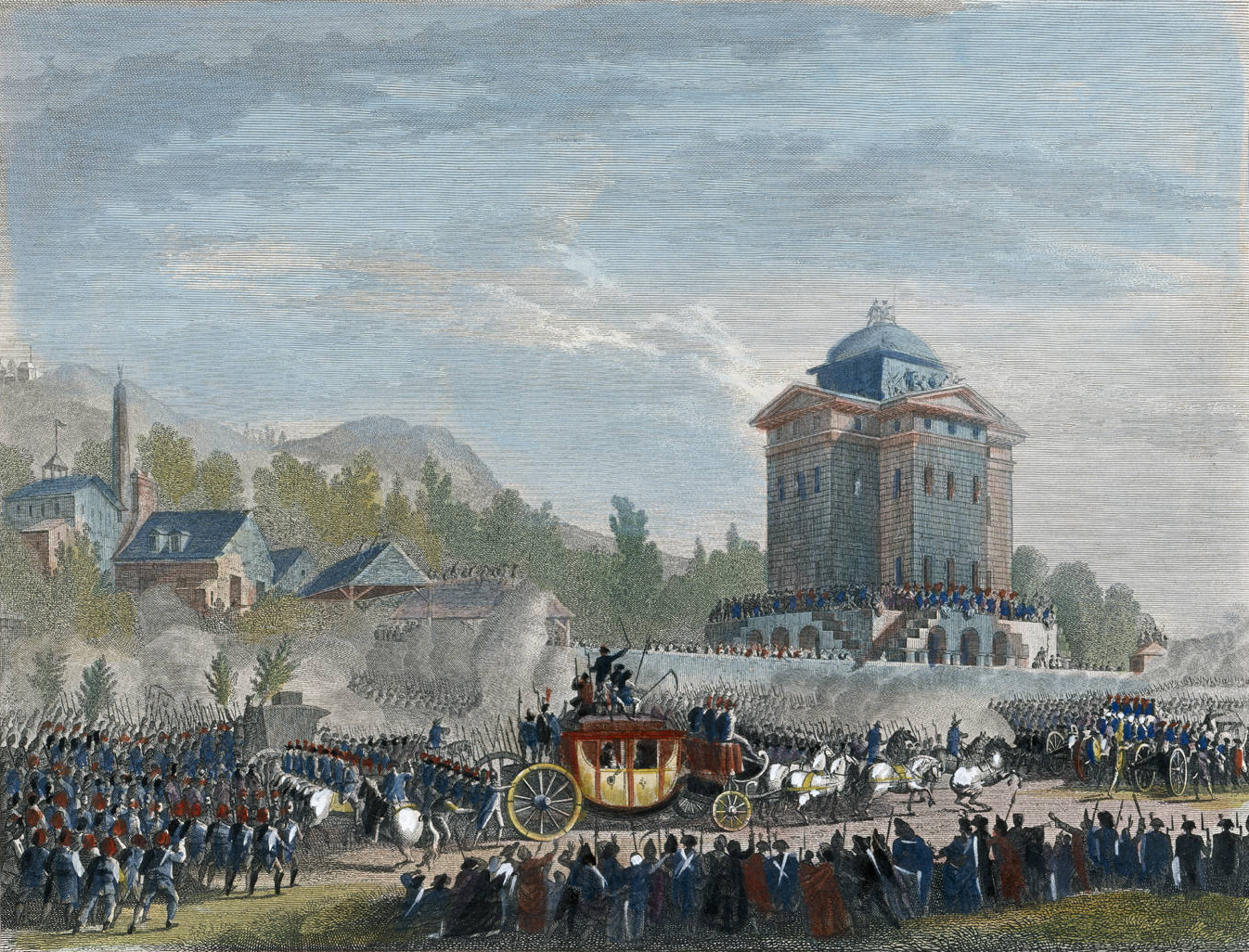
Король Людовик XVI повертається в Париж після спроби втечі (25 червня 1791 року)

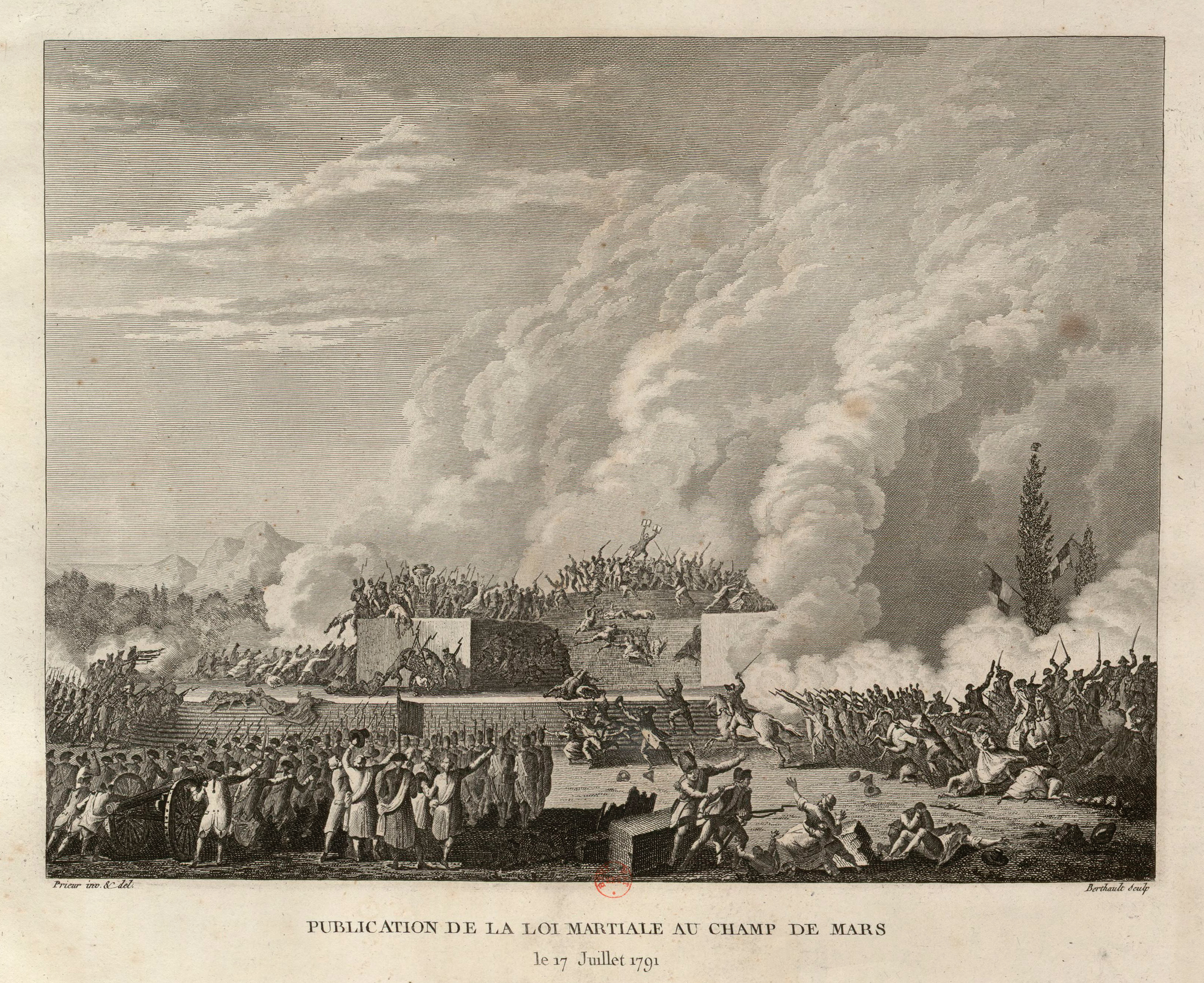
Національна гвардія стріляє по демонстрантах на Марсовому полі (17 липня 1791 року)

- 20-21 червня: Втеча в Варенн. В ніч з 20 на 21 червня король, королева та їхні діти потайки залишають палац Тюїльрі і тікають на кареті в напрямку Монмеді.
- 21-22 червня: короля впізнають в Варенні. Збори оголошують, що короля відвезли проти його волі, і відправляють трьох комісарів, щоб вони повернули його в Париж.
- 25 червня: Людовик XVI повертається в Париж. Збори призупиняють його повноваження до подальшого повідомлення.
- 5 липня: імператор Леопольд II видає Падуанський циркуляр, що закликає королівські родини Європи прийти на допомогу Людовику XVI, своєму зятю.
- 9 липня: Збори постановляють, що емігранти повинні повернутися до Франції протягом двох місяців, інакше вони втратять свою власність.
- 11 липня: прах Вольтера переносять у Пантеон.
- 15 липня: Національні збори оголошують короля недоторканним і непідвладним суду. Людовик XVI відсторонений від своїх обов'язків до ратифікації нової конституції.
- 16 липня: більш помірні члени клубу якобінців відокремлюються, щоб сформувати новий клуб фельянів.
- 17 липня: Розстріл на Марсовому полі. Демонстрація, організована якобінцями, кордельєрами та їх союзниками, несе на Марсове поле петицію з вимогою висилки короля. Уряд міста піднімає червоний прапор, знак воєнного стану, і забороняє демонстрацію. Національна гвардія стріляє по натовпу, близько п'ятдесяти осіб убито [3].
- 18 липня: після подій на Марсовому полі Збори забороняють підбурювання до заворушень, заклики громадян до порушення закону і крамольні публікації, спрямовані проти якобінців і кордельєрів. Марат ховається, а Дантон втікає до Англії.
- 14 серпня: в Санто-Домінго (Гаїті) починається повстання рабів.
- 27 серпня: Пільницька декларація - заява прусського короля Фрідріха Вільгельма II і імператора Священної Римської імперії Леопольда II підтверджує їхнє бажання «повернути королю Франції положення, що сприяє зміцненню основ монархічного правління». Цю розпливчасту заяву сприймають у Франції як пряму погрозу з боку інших європейських держав втрутитися в хід революції.
- 3 вересня: початок дії конституційної монархії.
- 13-14 вересня: Людовик XVI офіційно приймає нову Конституцію.
- 27 вересня: Збори заявляють, що всі люди, які живуть у Франції, незалежно від кольору шкіри, вільні, але зберігають рабство у французьких колоніях. Французьким євреям надається громадянство.
- 29 вересня: Збори обмежують членство в Національній гвардії громадянами, які платять певний рівень податків, тим самим виключаючи робітничий клас.
- 30 вересня: останній день роботи національних Установчих зборів. Збори амністують всіх, хто покараний за незаконну політичну діяльність з 1788 року.
- 1 жовтня: перша сесія нових національних Законодавчих зборів. Їх головою обрано монархіста Клода Пасторе.
- 16 жовтня: бунти проти революційної комуни (міського уряду) в Авіньйоні. Після вбивства чиновника комуни вбивають антиурядових ув'язнених, яких утримують в підвалах Папського палацу.
- 9 листопада: емігрантам знову наказують повернутися до Франції до 1 січня 1792 року під страхом втрати майна і смертного вироку. Король Людовик XVI накладає вето на декларацію 11 листопада, але просить своїх братів повернутися до Франції.
- 14 листопада: Жером Петіон де Вільнев обраний мером Парижа, отримавши 6728 голосів проти 3126 за Лафайєта. З 80 тис. виборців, що мають право голосу, 70 тис. утрималися.
- 25 листопада: законодавчі збори створюють наглядовий комітет для контролю за урядом.
- 29 листопада: священникам знову наказують присягнути уряду.
- 3 грудня: король пише секретного листа Фрідріху Вільгельму II, переконуючи його почати військове вторгнення до Франції, «щоб зупинити зло, яке відбувається тут, перш ніж воно наздожене інші держави Європи» [4].
- 3 грудня: брати Людовика XVI (графи Провансу і Артуа) відмовляються повернутися до Франції, посилаючись на «моральний і фізичний полон, в якому перебуває король» [4].
- 14 грудня: Лафайєт отримує командування однією з трьох нових армій, створених для захисту французьких кордонів, Армією Центру[en], що базується в Меці. Двома іншими арміями командують Рошамбо (Армія Півночі[en]) і Ніколя Люкнер (Рейнська армія).
- 28 грудня: Збори голосують за скликання масової армії добровольців для захисту кордонів Франції.

## 1792 - війна і повалення монархії

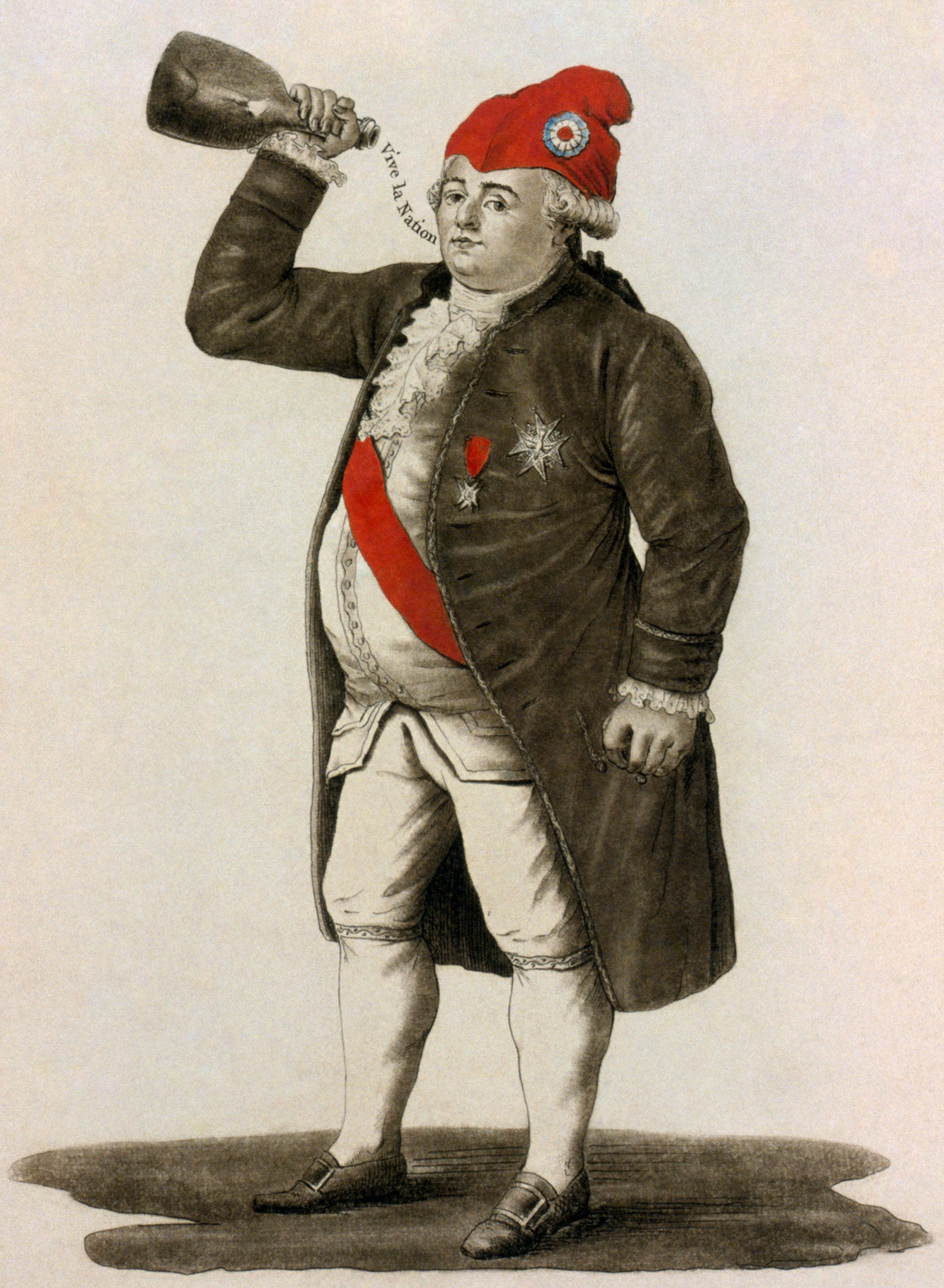
Король змушений надіти фригійський ковпак і випити за народ (20 червня 1792 р.)
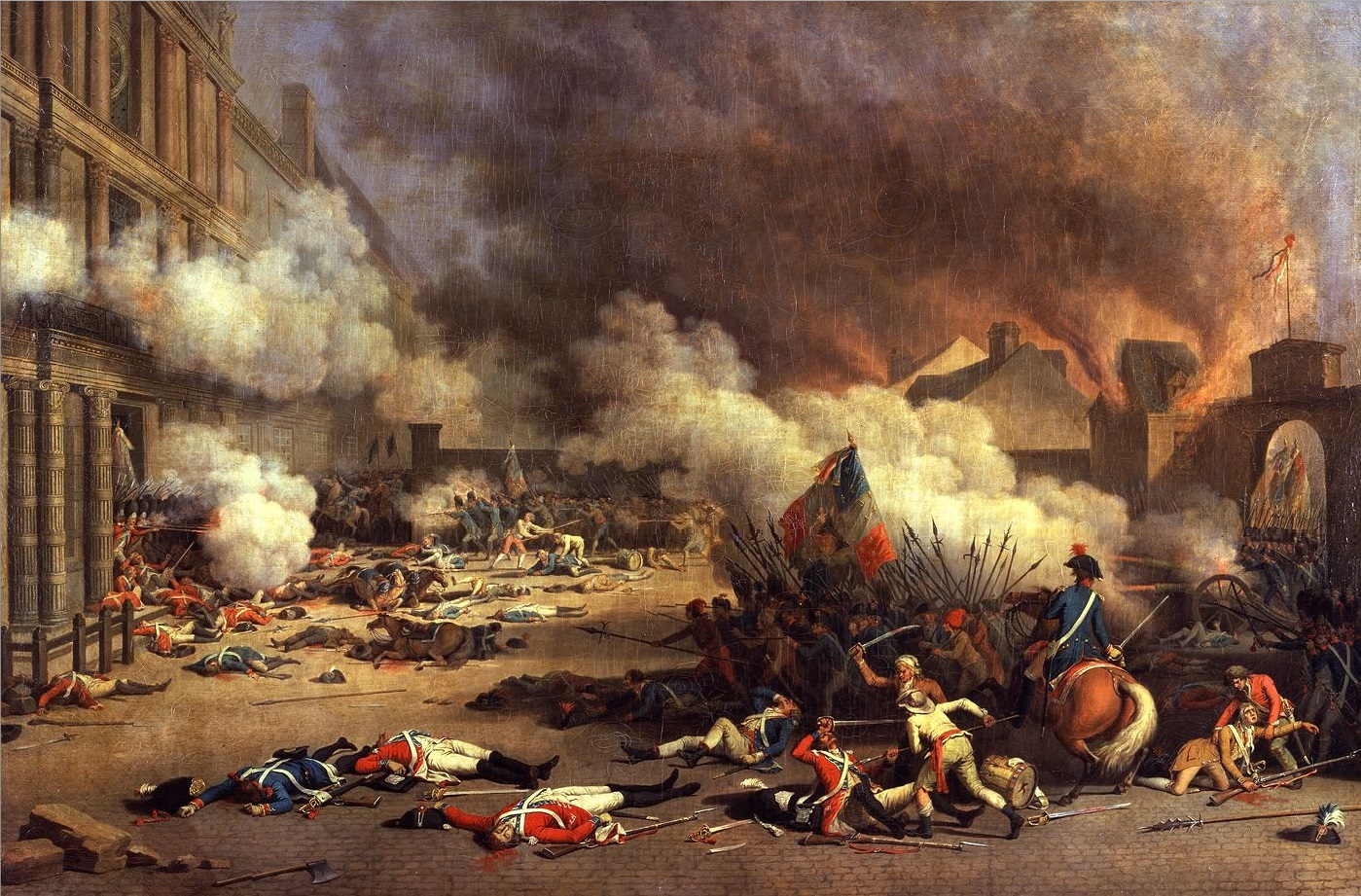
Санкюлоти захоплюють палац Тюїльрі і вбивають швейцарських гвардійців (10 серпня 1792 р.)
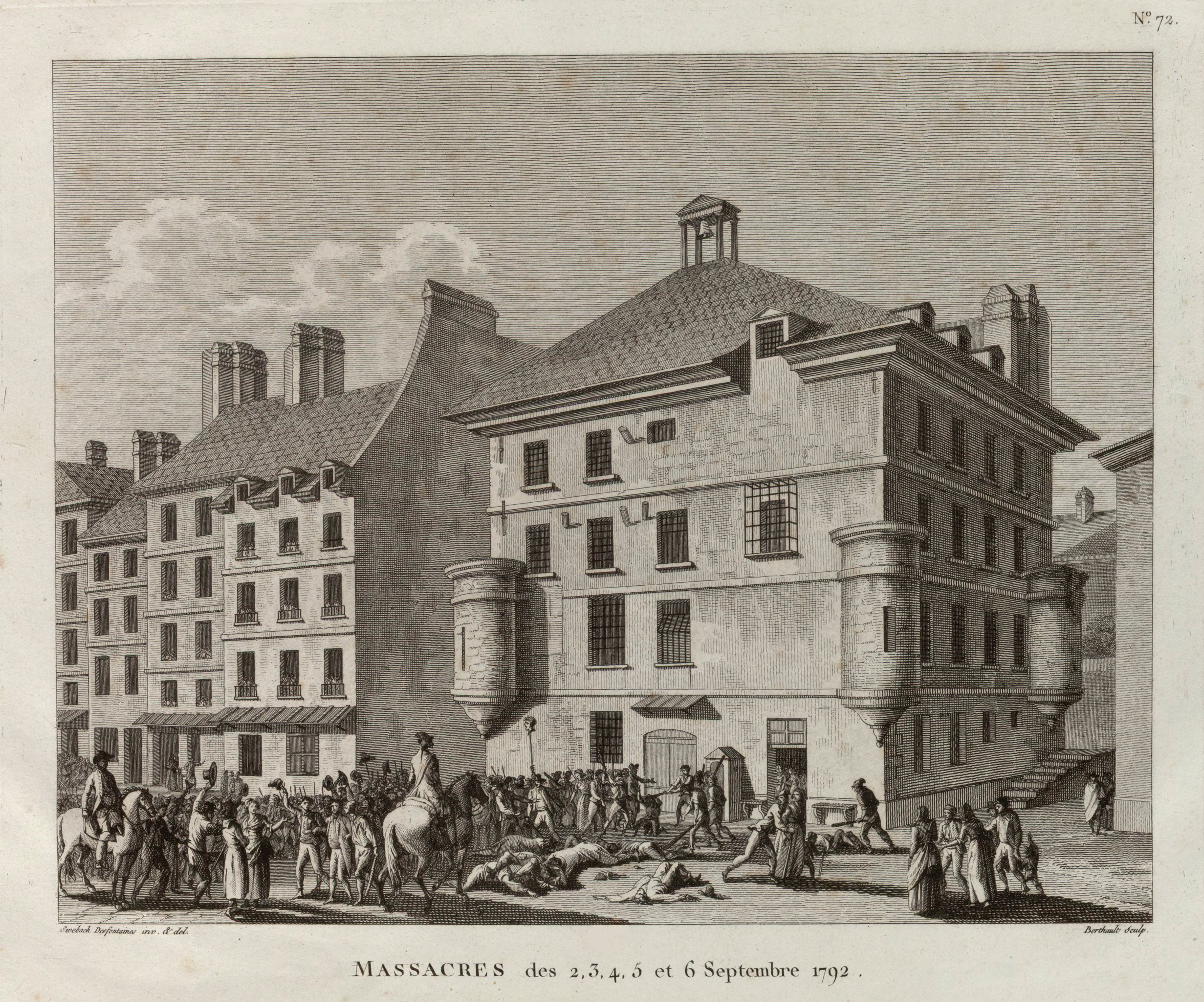
Розправа над ув'язненими в тюрмах Парижа (2-7 вересня 1792 р.)
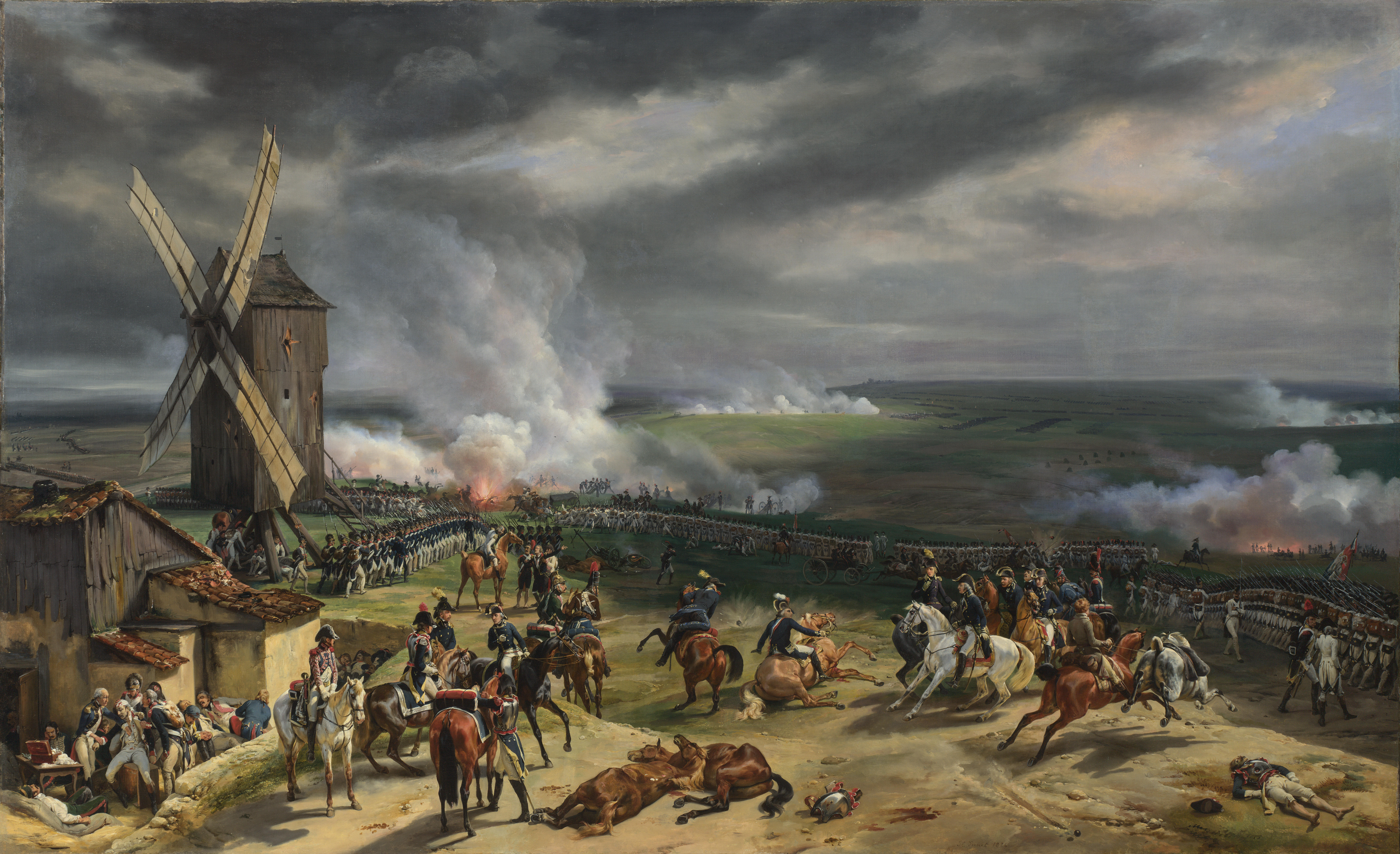
Перемога Франції над пруссаками в битві під Вальмі (29 вересня 1792 р.)

- 23 січня: повстання рабів на Гаїті викликає гостру нестачу цукру і кави в Парижі. Починаються бунти, викликані браком продовольства; розграбовано багато продуктових магазинів. Січень - березень: продовольчі бунти в Парижі.
- 1 лютого: громадянам Франції необхідно мати паспорт для поїздок по країні.
- 7 лютого: Австрія і Пруссія підписують в Берліні військову конвенцію про вторгнення до Франції і захисту монархії.
- 9 лютого: Збори постановляють конфіскацію власності емігрантів на користь нації.
- 23 лютого: Зіткнення між армією і натовпом в Бетюні через розподіл зерна.
- 7 березня: Герцог Брауншвейзький призначається командувачем спільним австро-прусським вторгненням до Франції.
- 4 квітня: Збори надали рівні права вільним кольоровим людям в Гаїті[5].
- 5 квітня: Збори закривають Сорбонну, центр консервативної теології.
- 20 квітня: Збори оголошують війну королю Богемії і Угорщини, тобто Священній Римській імперії.
- 25 квітня: в Страсбурзі вперше співають «Марсельєзу» Клода Жозефа Руже де Ліля.
- 28 квітня: початок війни. Армія Рошамбо вторгається в австрійські Нідерланди.
- 30 квітня: уряд направляє триста мільйонів ассігнатов на фінансування війни.
- 5 травня: Збори наказують зібрати 31 новий батальйон.
- 6 травня: Королівський німецький кавалерійський полк[en], що складається з німецьких найманців, дезертирів з французької армії і приєднується до австрійсько-прусської коаліції.
- 12 травня: гусарські полки Сакса[fr] дезертують з французької армії і приєднуються до коаліції.
- 27 травня: Збори видають наказ про депортацію священників, які не підписали присягу уряду, відому як Цивільний устрій духовенства.
- 8 червня: Збори наказують зібрати армію з двадцяти тисяч добровольців і встати табором під Парижем.
- 11 червня: Людовик XVI накладає вето на закони про депортацію священників і формуванні нової армії за межами Парижа.
- 20 червня: створюється секретний повстанський комітет, підтримуваний Паризькою комуною і очолюваний прокурорами П'єром Луї Манюель і Жоржем Дантоном.
- 20 червня: Демонстрація 20 червня 1792 року. Натовп вторгається в Тюїльрі, і король Людовик XVI змушений надіти червоний фригійський ковпак і випити за здоров'я народу[6].
- 21 червня: Збори забороняють збори збройних громадян в межах міста.
- 28 червня: Лафайєт виступає перед Зборами, засуджуючи дії якобінців та інших радикальних угруповань в Зборах. Його пропозиція про організацію огляду Національної гвардії в Парижі скасовується мером Парижа Петіоном.
- 30 червня: Лафайет залишає Париж і повертається в свою армію. Робесп'єр засуджує його, а натовп в Пале-Роялі спалює його зображення.
- 11 липня: поки австрійська армія повільно просувається до Парижу, Збори заявляють, що вітчизна в небезпеці.
- 15 липня: Збори голосують за відправку регулярних армійських частин, офіцери яких в основному підтримують Лафайєта, далеко за місто.
- 15 липня: члени клубу кордельєрів на чолі з Дантоном вимагають скликання Конвенту на заміну Законодавчим зборам.
- 25 липня: Збори дозволяють паризьким секціям (місцевим зборам в кожному районі), багато з яких контролюються якобінцями і кордельерами, проводити постійні засідання.
- 25 липня: Брауншвейзький маніфест. Австрійський командувач попереджає, що, якщо королівської сім'ї буде завдано шкоди, слід чекати «показової помсти, яка запам'ятається назавжди».
- 28 липня: Брауншвейзький маніфест широко поширюється в Парижі, викликаючи лють проти короля.
- 30 липня: указ Зборів дозволяє громадянам з робітничого класу (тим, хто не платить податків) вступати в Національну гвардію.
- 30 липня: прибуття в Париж добровольчих федерацій з Марселя. Вони співають новий військовий гімн Рейнської армії, який поступово починають називати «Марсельєза». Між новими добровольцями і вірними Лафайету солдатами Національної гвардії спалахують бійки.
- 3 серпня: 47 з 48 районів Парижа, в основному контрольованих кордельєрами і якобінцями, направляють петиції до Зборів з вимогою усунення короля. Їх представляє мер Парижа Петіон.
- 4 серпня: паризька секція номер 80 оголошує 10 серпня повстання, якщо Збори не змістять короля. На прохання королівського двору швейцарська гвардія Тюїльрі отримала підкріплення, до якого приєдналися багато озброєних дворян.
- 9 серпня: Жорж Дантон, заступник міського прокурора, і його союзники-кордельєри приймають на себе управління Паризьким міським урядом і засновують Революційну Паризьку комуну. Вони захоплюють Отель-де-Віль і збільшують кількість депутатів від Комуни до 288. 10 серпня Збори визнає їх законним урядом Парижа.

### 10 серпня 1792 - штурм Тюїльрі; скинення короля
- 10 серпня: штурм палацу Тюїльрі. Національна гвардія повсталої Паризької комуни і революційні федерації з Марселя і Бретані атакують палац Тюїльрі. Король і його сім'я знаходять притулок в Законодавчих зборах. Швейцарські гвардійці, які захищали палац, вбиті. Законодавчі збори тимчасово призупиняє влада короля і наказує обрати новий уряд - Конвент.
- 11 серпня: Збори обирають новий Виконавчий комітет замість уряду. Дантон призначений міністром юстиції. Муніципалітети уповноважені заарештовувати підозрюваних ворогів революції, а роялістські газети і публікації заборонені.
- 13 серпня: королівська сім'я ув'язнена в Тампль.
- 14 серпня: Лафайет безуспішно намагається переконати свою армію відправитися в Париж, щоб врятувати королівську сім'ю.
- 17 серпня: на вимогу Робесп'єра і Паризької комуни, які загрожують збройним повстанням, якщо Збори не підкоряться, Збори голосують за створення Революційного трибуналу, члени якого обираються Комуною, і скликання Національного Конвенту, що заміняє Збори.
- 18 серпня: Збори скасовують останні релігійні ордени, що містять навчальні установи і лікарні.
- 19 серпня: Лафайєт залишає свою армію і відправляється у вигнання. Коаліційна армія австрійських і прусських солдатів, а також французьких емігрантів на чолі з герцогом Брауншвейзьким перетинає північні і східні кордони Франції.
- 21 серпня: перше спрощене судове засідання Революційного трибуналу і страта на гільйотині рояліста Луї Коллено д'Ангремона.
- 22 серпня: Паризька комуна наказує, щоб відтепер всі зверталися один до одного як «Citoyen» і «Citoyenne» ( «громадянин» і «громадянка»), а не «месьє» або «мадам».
- 22 серпня: повстання роялістів у Бретані, Вандеї і Дофіне.
- 2 вересня: здача Вердена без бою військам герцога Брауншвейзького.

### 2-7 вересня 1792 - різанина в паризьких в'язницях
- 2-7 вересня: після звістки про здачу Вердена Комуна наказує вбити ув'язнених у в'язницях Парижа. Убито від 1400 до 2000 ув'язнених, переважна більшість з яких були звичайними злочинцями, 17% - священниками, 6% - швейцарськими гвардійцями і 5% - політичними ув'язненими [7].
- 10 вересня: уряд реквізує все церковні предмети з золота і срібла.
- 19 вересня: створення Лувру, в якому представлені твори мистецтва з королівських скарбниць.
- 20 вересня: на останній сесії Зборів приймається новий закон, що дозволяє цивільні шлюби і розлучення.

### 20 вересня 1792 - перемога французів під Вальмі; початок роботи Конвенту
- 20 вересня: французька армія під командуванням генералів Дюмур'є і Келлермана перемагає пруссаків у битві під Вальмі. Пруссаки відступають.
- 20 вересня: новообраний Національний конвент проводить свою першу сесію за закритими дверима, в Манежній залі, колишній школі верхової їзди при палаці Тюїльрі, і обирає своє Бюро. З 749 депутатів 113 є якобінцями, які займають свої місця на найвищих лавах в залі, званих «Гора» (фр. Montagne) і отримують прізвисько «монтаньяри».
- 22 вересня: Конвент проголошує скасування королівської влади і Першу Французьку республіку.
- 29 вересня: французькі війська займають Ніццу, потім частину Савойї.
- 3 жовтня: французькі війська окупують Базель в Швейцарії, яким тоді керував архієпископ Базельський, і проголошують його незалежною республікою.
- 23 жовтня: французькі війська займають Франкфурт-на-Майні.
- 27 жовтня: французька армія під командуванням Дюмурье вторгається в австрійські Нідерланди (Бельгія). 14 листопада вони займають Брюссель.
- 19 листопада: Конвент заявляє про право військового втручання в будь-яку країну, «де народ бажає відновити свою свободу».
- 20 листопада: виявлення в покоях короля в Тюїльрі armoire de fer[en], залізної скрині, що містить секретну переписку Людовика XVI з Мірабо і іноземними монархами.
- 27 листопада: Конвент оголошує про приєднання Ніцци і Савойї до Франції.
- 28 листопада: французька армія займає Льєж.
- 3 грудня: Робесп'єр, лідер якобінців і перший депутат Парижа в Конвенті, вимагає страти короля.
- 4 грудня: депутати, послані зборами Брюсселя в Конвент, висловлюють подяку бельгійському народу і просять Францію офіційно визнати незалежність Бельгії. Конвент негайно приймає запропонований указ[8].
- 6 грудня: за пропозицією Марата Конвент постановляє, що кожен депутат повинен індивідуально і публічно оголосити свій голос з питання про смертну кару короля.

## 10 грудня 1792 - 21 січня 1793 - суд над Людовіком XVI і страта

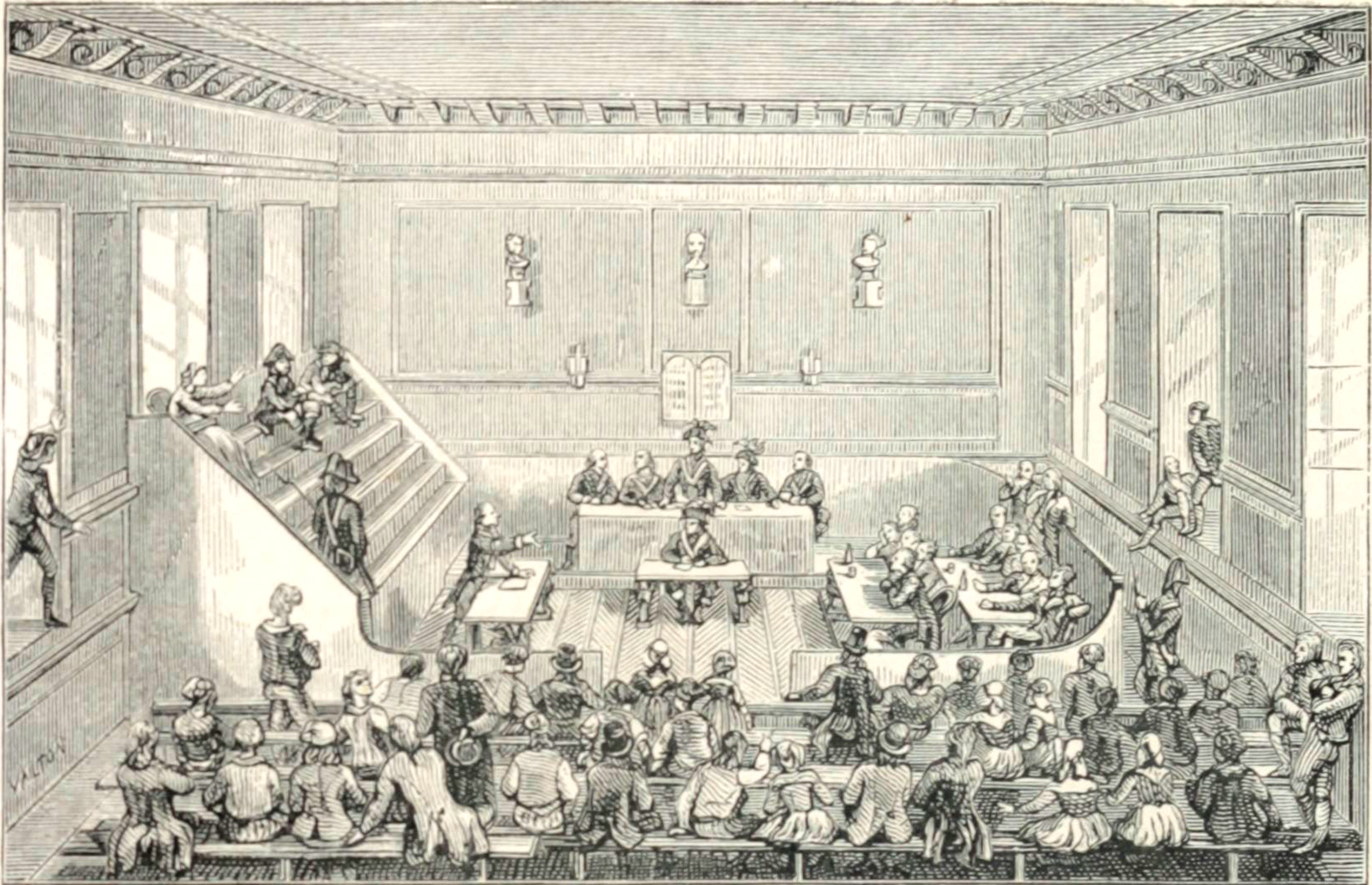
Революційний трибунал за роботою, 1793 р.
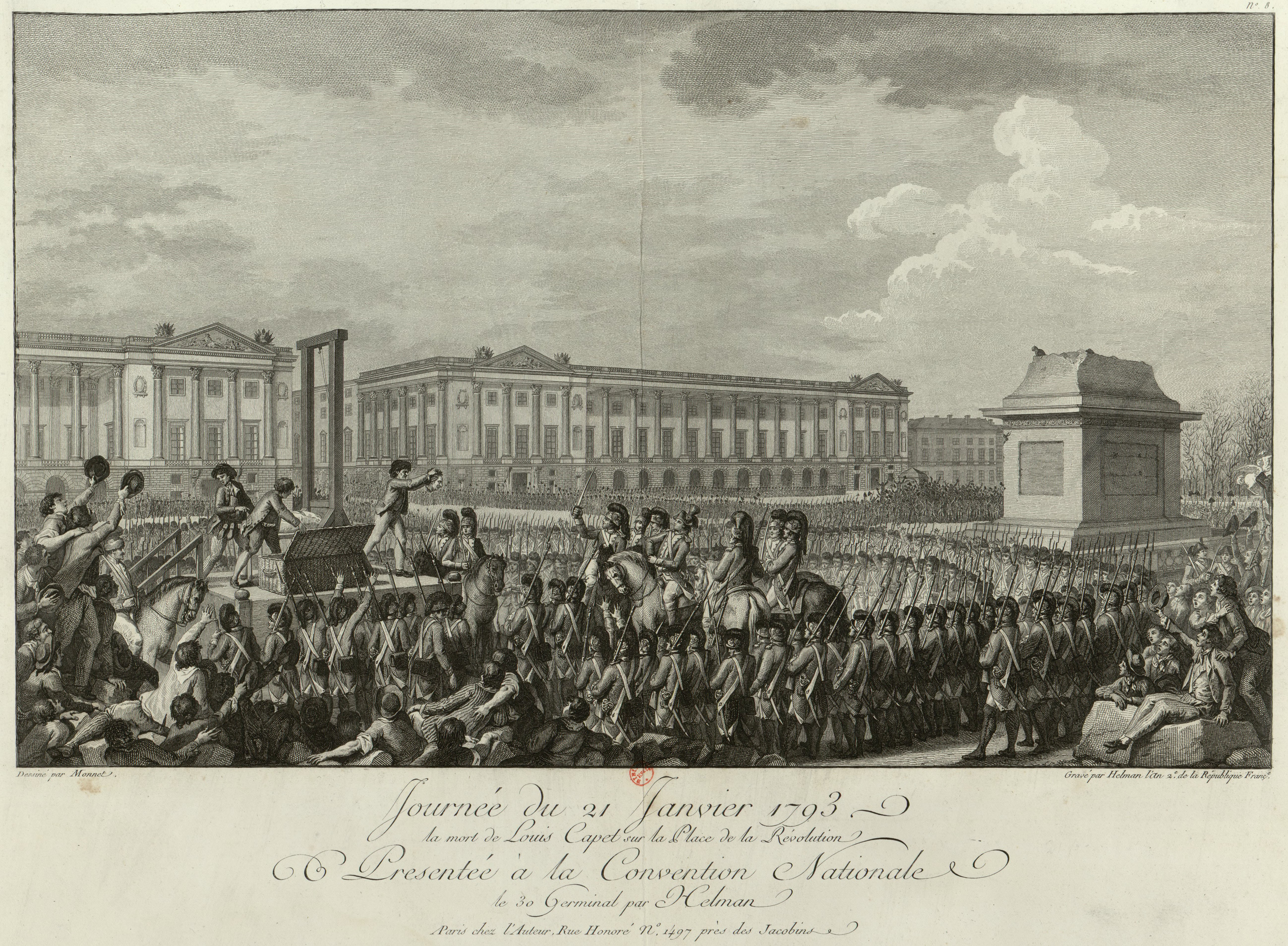
Страта Людовіка XVI (21 січня 1793 р.)

- 10 грудня: початок суду над Людовіком XVI.
- 11 грудня: Людовик XVI постає перед Конвентом. Він з'являється особисто двічі, 11 і 26 грудня.
- 26 грудня: захист короля представлено його адвокатом Раймоном де Сезом.
- 27-28 грудня: в Конвент вноситься пропозиція про всенародне голосування з питання долі короля. Проти неї виступає Робесп'єр, який заявляє, що «Людовик повинен померти, щоб нація могла жити». Конвент відхиляє цю пропозицію.
- 15 січня: Конвент 707 голосами оголошує Людовика XVI винним у змові проти суспільної свободи. Проти не голосує ніхто.
- 17 січня: в голосуванні тривалістю 21 годину 361 депутат голосує за смертну кару і 360 - проти (включаючи 26 за смертну кару з подальшим помилуванням). Конвент відкидає останнє звернення до народу.
- 21 січня: Страта Людовика XVI. О 10:22 Людовик XVI обезголовлений на площі Революції. Командувач стратою Антуан Жозеф Сантер наказує барабанним дробом заглушити останні слова короля, звернені до натовпу.

## 1793 - Франція веде війну проти Європи; якобінці захоплюють владу; початок терору
- 24 січня: розрив дипломатичних відносин між Англією і Францією.
- 1 лютого: Конвент оголошує війну Англії і Голландській республіці.
- 14 лютого: Конвент анексує князівство Монако.
- 14 лютого: Жан-Ніколя Паш обраний новим мером Парижа.
- 1 березня: декрет Конвенту приєднує Бельгію до Франції.
- 3 березня: У Бретані починається збройне повстання роялістів проти Конвенту.
- 7 березня: Конвент оголошує війну Іспанії.

### Повстання в Вандеї
- 7 березня: вандейська війна. В регіоні Вандея на заході центральної Франції починається збройне повстання проти правління Конвенту, особливо проти призову в армію.
- 10 березня: в Парижі засновано Революційний трибунал з Фук'є-Тенвілем як державним обвинувачувачем.
- 10 березня: невдале повстання в Парижі ультрареволюційної фракції, відомої як «скажені», на чолі з колишнім священником Жаком Ру.
- 18 березня: Конвент оголошує про смертну кару для прихильників радикальних економічних програм. Указ спрямований проти «скажених».
- 19 березня: Конвент оголошує про смертну кару для будь-якого учасника повстання у Вандеї.
- 21 березня: створення революційних наглядових комітетів у всіх комунах і їх секціях.
- 27 березня: генерал Дюмур'є засуджує революційну анархію.
- 30 березня: Конвент наказує Дюмур'є повернутися в Париж і посилає чотирьох комісарів і П'єра де Рієля, військового міністра, щоб заарештувати його.
- 1 квітня: Дюмур'є заарештовує комісарів Конвенту і військового міністра і передає їх австрійцям.
- 3 квітня: Конвент оголошує Дюмур'є поза законом.
- 3 квітня: арешт Філіпа Егаліте, депутата і глави Орлеанської гілки королівської сім'ї, який проголосував за страту Людовика XVI, свого двоюрідного брата.
- 4 квітня: Дюмур'є не вдається переконати свою армію рушити на Париж, і 5 квітня він переходить до австрійців.
- 5 квітня: Жан-Поль Марат обраний главою якобінського клубу.

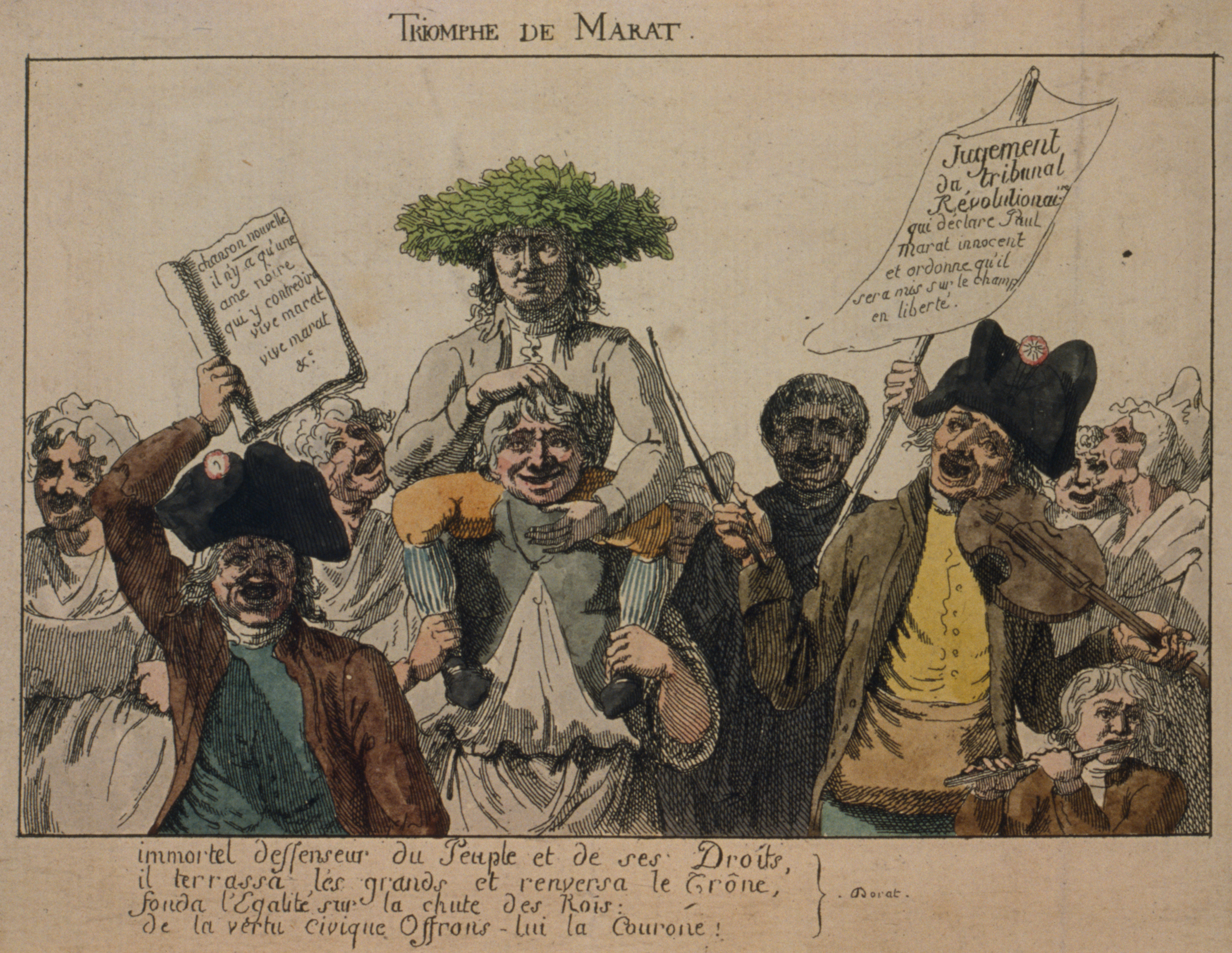
Тріумф Марата після звільнення з-під арешту

- 6 квітня: Конвентом засновується Комітет громадського порятунку для нагляду за міністерствами. Комітет стає головним виконавчим органом уряду. Серед його перших дев'яти членів були Бертран Барер, П'єр-Жозеф Камбон і Жорж Дантон.
- 6 квітня: перше засідання Революційного трибуналу
- 12 квітня: Конвент голосує за арешт Марата за використання його газети «Друг народу» для підбурювання до насильства і вбивств та вимоги припинити роботу Конвенту. Марат ховається.
- 15 квітня: мер Парижа Жан-Ніколя Паш вимагає, щоб Конвент виключив 23 депутата, що належать до помірної фракції жирондистів.
- 24 квітня: Марат постає перед Революційним трибуналом і виправданий за всіма пунктами звинувачення. Його звільнення викликає радість з боку його прихильників.
- 3 травня: повстанці Вандеї на чолі з аристократами Шарлем де Боншаном і Анрі де Ла Рошжакленом захоплюють Брессюїр.
- 4 травня: на вимогу паризької частини Сен-Антуан Конвент встановлює максимальну ціну на зерно.
- 24 травня: на вимогу жирондистів Конвент наказує заарештувати лідерів ультрареволюційної групи «скажених» Жака-Рене Ебера і Жана Варле.
- 25 травня: Паризька комуна вимагає звільнення Ебера і Варле.
- 26 травня: в Якобінському клубі Робесп'єр і Марат закликають до повстання проти Конвенту. Паризька комуна починає підготовку до захоплення влади.
- 27 травня: звільнення Ебера і Варле.
- 30 травня: лідери Ліона повстали проти Конвенту[en], заарештовуючи лідерів місцевих монтаньярів і «скажених».

### 31 травня - 2 червня 1793 - Якобінський державний переворот

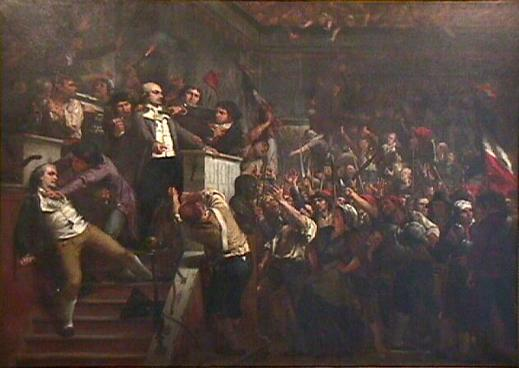
Санкюлоти загрожують депутату Ланжюіне на трибуні під час захоплення Конвенту (2 червня 1793 рік)

- 31 травня: Повстання 31 травня - 2 червня 1793 року. Збройний натовп санкюлотів, організований Комуною, штурмує зал Конвенту і вимагає його розпуску. Депутати чинять опір.
- 2 червня: санкюлоти і солдати Паризької комуни на чолі з Франсуа Анріо займають зал Конвенту і змушують його проголосувати за арешт 29 депутатів жирондистів і двох міністрів, Клавьере і Лебрена.
- 6 червня: повстання проти державного перевороту монтаньярів в Марселі, Німі й Тулузі.
- 7 червня: Бордо відкидає новий уряд.
- 10 червня: монтаньяри отримують контроль над Комітетом громадського порятунку.
- 10 червня: незважаючи на революцію, наукова діяльність триває. Відкриття Національного музею природної історії.
- 13 червня: керівники департаментів, що протистоять новому уряду, зустрічаються в Кані. Близько шістдесяти департаментів повстають проти уряду монтаньярів в Парижі.
- 24 червня: ратифікація Конвентом нової конституції.
- 25 червня: Жак Ру, лідер ультрареволюційної групи «скажені», представляє в Конвенті свою програму.
- 26 червня; Робесп'єр в Конвенті засуджує «скажених».
- 30 червня: Робесп'єр і Ебер очолюють делегацію якобінців, спрямовану в клуб кордельєрів, щоб вимагати виключення з клубу Ру та інших ультрареволюційних лідерів.
- 3 липня: восьмирічний Людовик XVII, король Франції в очах роялістів, за наказом Конвенту відібраний у Марії-Антуанетти і переданий шевцю на ім'я Антуан Симон.
- 4 липня: Марат люто засуджує «скажених».

### 13 липня 1793 - вбивство Жана-Поля Марата Шарлоттою Корде
- 13 липня: Шарлотта Корде вбиває Жана-Поля Марата в його ванній. За кілька днів на суді вона заявляє: «Я вбила одну людину, щоб врятувати сто тисяч».
- 17 липня: Шарлотта Корде постає перед судом; Революційним трибуналом їй виноситься смертний вирок за вбивство Марата. Після суду її страчують на гільйотині.
- 27 липня: Робесп'єр обраний до Комітету громадського порятунку.
- 27 липня: Конвент вводить смертну кару для тих, хто ховає дефіцитні товари.
- 1 серпня: Конвент проголошує політику випаленої землі проти всіх департаментів, які повстали проти його влади.
- 1 серпня: Конвент приймає принципи метричної системи.
- 1 серпня: за наказом Конвенту натовп оскверняє гробниці королів Франції в абатстві Сен-Дені.
- 2 серпня: Марію-Антуанетту переводять з Тампля в Консьєржері.
- 8 серпня: Конвент відправляє армію на чолі з генералом Келлерманом для облоги бунтівного міста Ліон.
- 22 серпня: Робесп'єр обирається президентом Конвенту.
- 23 серпня: Конвент голосує за масову мобілізацію. Всі працездатні неодружені чоловіки у віці від 18 до 25 років зобов'язані служити в армії.
- 25 серпня: солдати Конвенту захоплюють Марсель.
- 27 серпня: лідери повстання проти Конвенту в Тулоні закликають британський флот і армію зайняти місто.
- 4 вересня: санкюлоти займають Конвент і вимагають арешту підозрюваних противників революції і створення нової революційної армії чисельністю 60 тис. осіб.

### 17 вересня 1793 - початок епохи терору
- 17 вересня: Конвент приймає Закон про підозрілих, що дозволяє арешт і швидкий суд будь-якого підозрюваного у протидії революції. Початок епохи терору.
- 18 вересня: Конвент відновлює революційний уряд в Бордо. Його противників арештовано і поміщено у в'язницю.
- 21 вересня: всі жінки зобов'язані носити кокарду з триколором.
- 29 вересня: Конвент приймає закон про максимум цін, який встановлює ціни на багато товарів і послуги, а також максимальну заробітну плату.
- 3 жовтня: Конвент вимагає, щоб Марія-Антуанетта постала перед Революційним трибуналом.
- 3 жовтня: нові помірковані депутати звинувачуються і виключаються з Конвенту. Всього виключено 136 депутатів.
- 5 жовтня: щоб порвати з минулим і замінити традиційні релігійні свята, Конвент приймає недавно створений Республіканський календар: оголошується, що 22 вересня 1792 року розпочався рік I.
- 9 жовтня: Ліон захоплений армією Конвенту.
- 10 жовтня: указ Конвенту призупиняє прийняття нової Конституції. За пропозицією Сен-Жюста Конвент оголошує, що «уряд Франції буде революційним, поки не настане мир».
- 12 жовтня: Конвент постановляє, що місто Ліон буде зруйновано в покарання за повстання, і перейменовано в Вілль-Афранчі ( фр. Ville-Affranchie)
- 12 жовтня: Марію-Антуанетту викликають в Революційний трибунал і звинувачують в державній зраді.
- 16 жовтня: армія Конвенту перемагає австрійську армію в битві під Ваттіні.

### 16 жовтня 1793 - страта Марії-Антуанетти

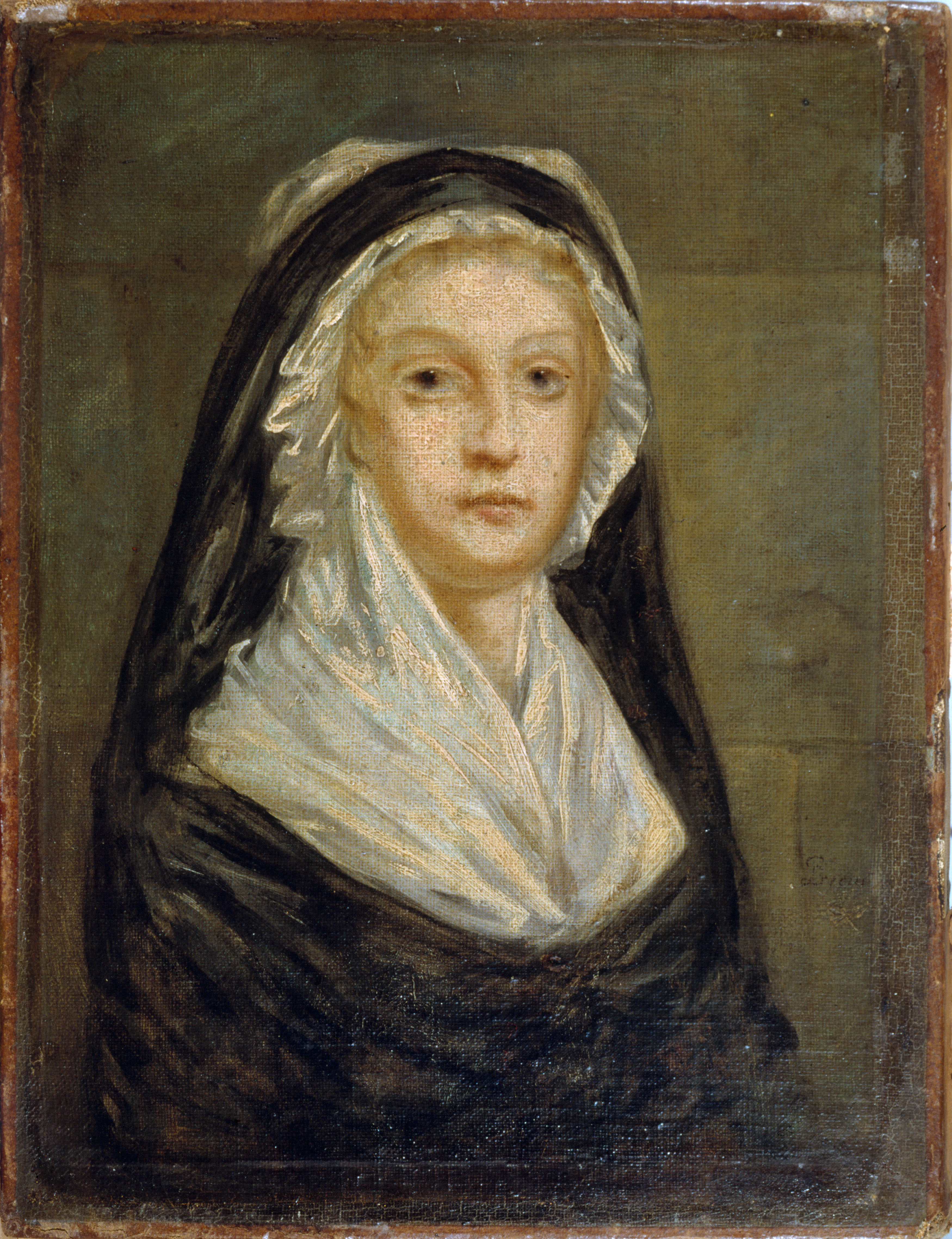
Марія-Антуанетта в тюрмі Тампля (1793)

- 16 жовтня: Марія-Антуанетта засуджена і гільйотинована на площі Революції.
- 17 жовтня: армія Конвенту під командуванням генералів Жана-Батіста Клебера і Франсуа-Северена Марсо-Деграв'є завдає поразки вандейським повстанцям під Шоле.
- 20 жовтня: Конвент наказує придушити ультрареволюційну групу «скажених».
- 28 жовтня: Конвент забороняє релігійне навчання священнослужителів.
- 30 жовтня: Революційний трибунал присуджує до страти 21 депутата- жирондиста.
- 31 жовтня: 21 депутати-жирондисти страчені на гільйотині.
- 3 листопада: Олімпію де Гуж, борчиню за права жінок, обвинувачену в симпатіях до жирондистів, страчують на гільйотині.
- 7 листопада: Філіпа Егаліте страчують на гільйотині.
- 8 жовтня: мадам Ролан гільйонтинована під час чистки жирондистів. Перед стратою вона кричить: «Свободо, які злочини скоюються твоїм ім'ям!»
- 9 листопада: в Сансі заарештований колишній міністр фінансів Брієнн.
- 10 листопада: собор Паризької Богоматері перейменований в Храм Розуму[en] в рамках Культу Розуму.
- 12 листопада: астроном і колишній мер Парижа Жан Сільвен Байї страчений на Марсовому полі за його роль в придушенні демонстрації 17 липня 1791 року.
- 17 листопада: за наказом Робесп'єра заарештовано прихильників Дантона.
- 20 листопада: Дантон повертається в Париж після відсутності з 11 жовтня. Він закликає до «поблажливості» по відношенню до противників і «національного примирення».
- 23 листопада: Паризька комуна наказує закрити всі церкви і культові споруди в Парижі.
- 25 листопада: Конвент голосує за вилучення останків Мірабо з Пантеону і поміщення туди замість них останків Марата.
- 5 грудня: депутат від кордельєрів Каміль Демулен, що підтримує Дантона, публікує заклик до національного примирення.
- 12 грудня: розгром повстанської армії вандейців в Ле-Мане.
- 19 грудня: британці  залишають Тулон після успішної військової операції, спланованої і проведеної молодим артилерійським офіцером Наполеоном Бонапартом.
- 23 грудня: армія генерала Франсуа-Жозефа Вестерманна знищує останню Вандейську армію в Савен. Шість тисяч ув'язнених стратили.
- 24 грудня: щоб покарати бунтівне місто Тулон, Конвент перейменував його в Порт-ла-Монтань (фр. Port-la-Montagne).

## 1794 - розпал терору,культ Верховної Істотиі падіння Робесп'єра

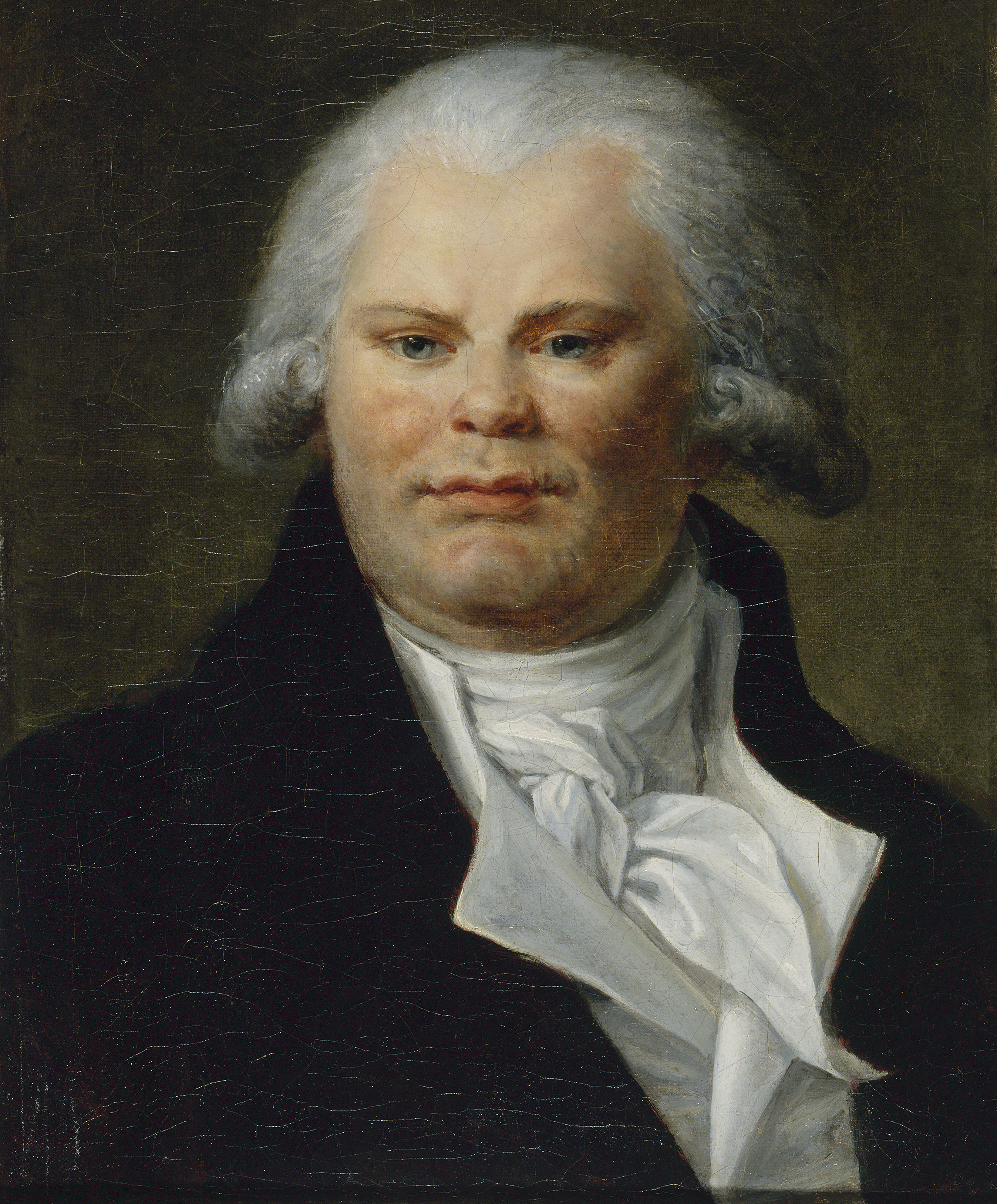
Жорж Дантон
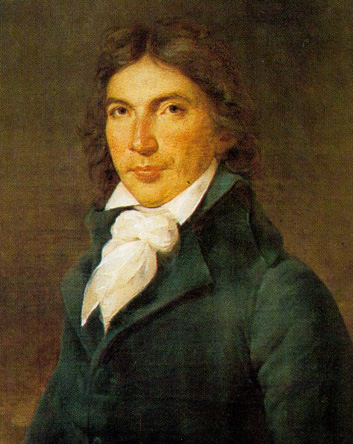
Каміль Демулен
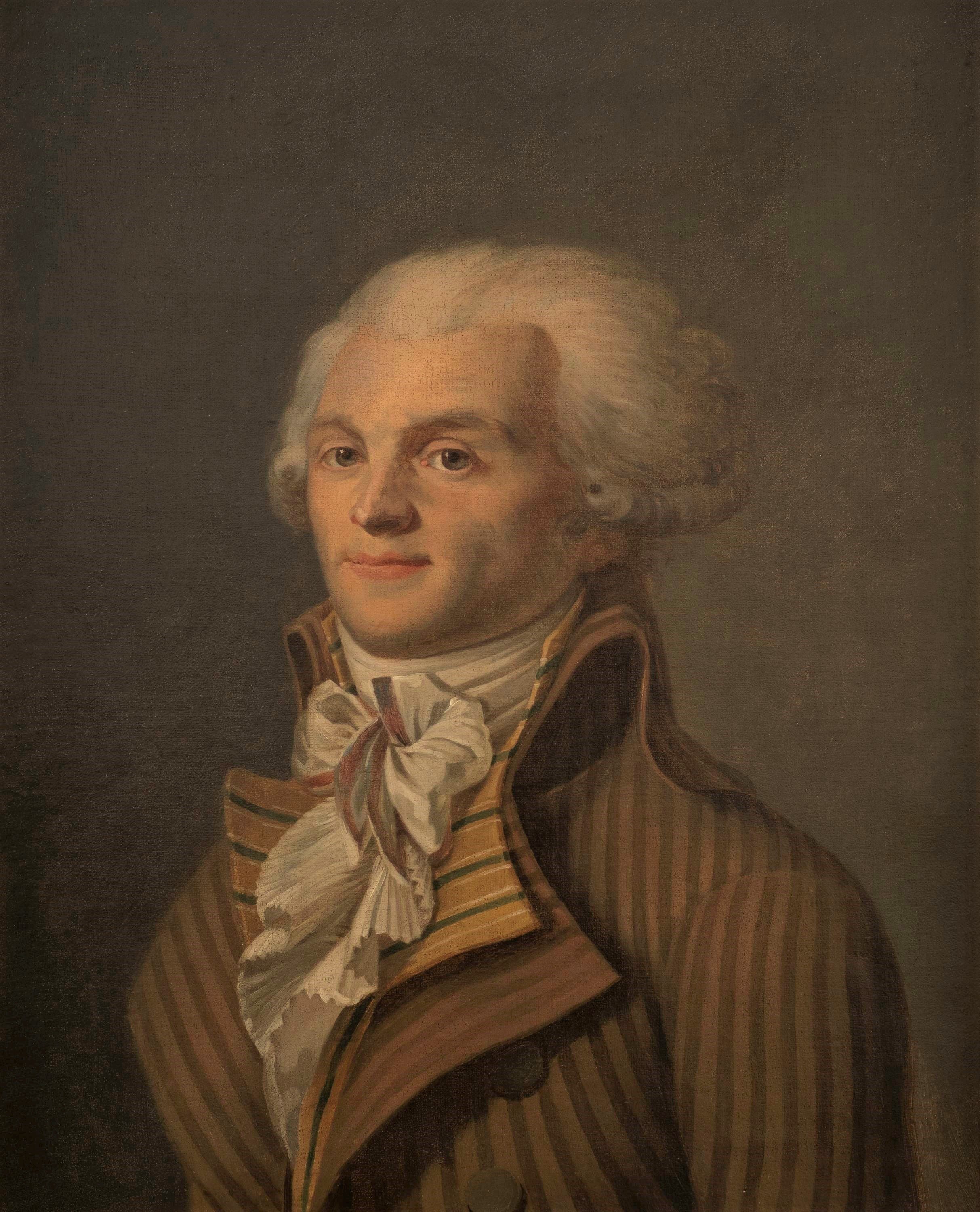
Максиміліан Робесп'єр
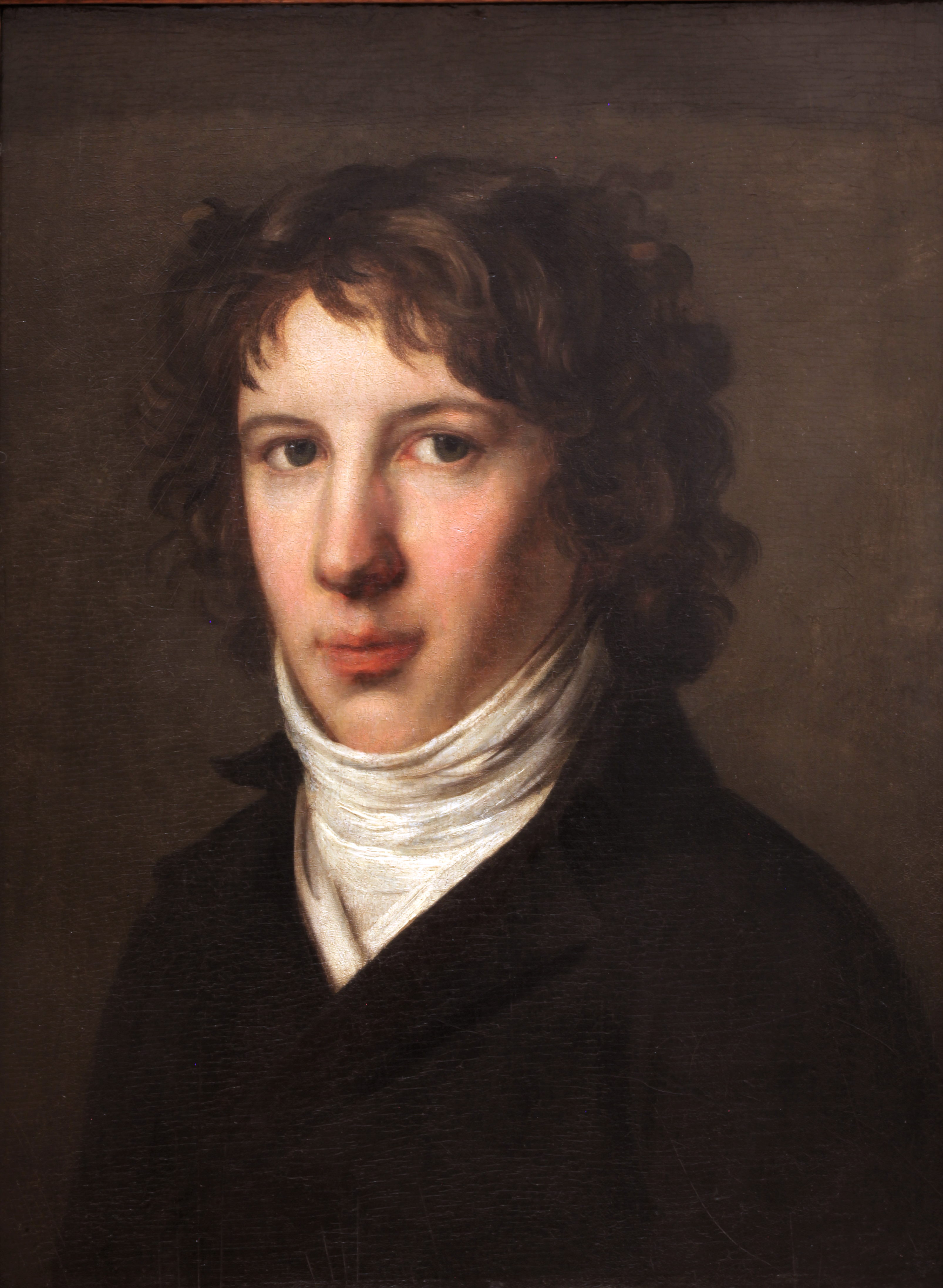
Луї Антуан Сен-Жюст
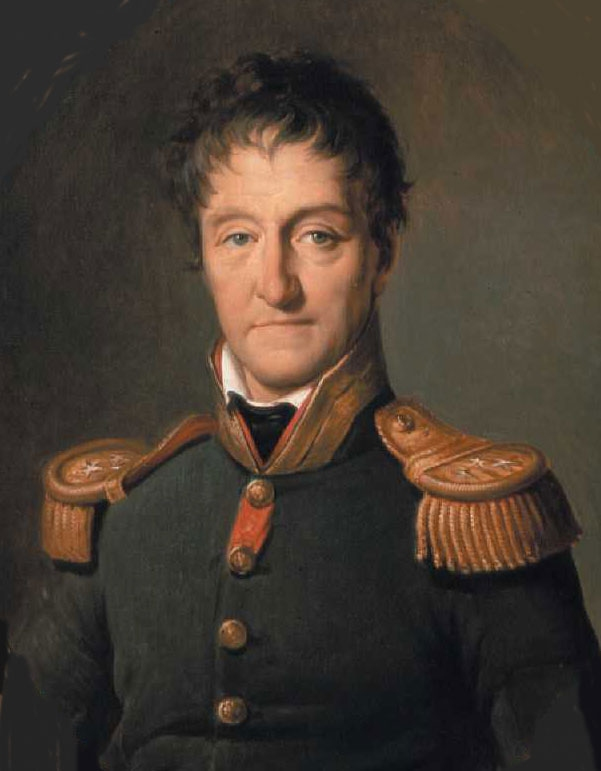
Лазар Карно

- 8 січня: на зборах якобінців Робесп'єр засуджує Фабра д'Еглантіна, одного з зачинателів вересневих убивств, батька республіканського календаря і союзника Дантона.
- 13 січня: арешт Фабра д'Еглантіна за звинуваченням в розтраті державних коштів.
- 29 січня: смерть Анрі де Ла Рошжаклена, рояліста і воєначальника вандейців, в бою під Нуайе.
- 4 лютого: Конвент голосує за скасування рабства у французьких колоніях.
- 5 лютого: Робесп'єр промовляє в Конвенті промову про необхідність терору:
- 6 лютого: за свою роль у вигнанні британців з Тулона Наполеон Бонапарт стає генералом.
- 6 лютого: відкликання Жана-Батіста Карр'є з Нанту. Як офіційний делегат Конвенту, він був відповідальний за те, що в Нанті були втоплені до десяти тисяч Вандейських ув'язнених.
- 10 лютого: Жак Ру здійснює самогубство у в'язниці.
- 22 лютого: в своїй промові в клубі кордельєрів Ебер нападає на фракції Дантона і Робесп'єра.
- 4 березня: в клубі кордельєрів Жан-Батист Карр'є закликає до повстання проти Конвенту.
- 11 березня: Комітет громадського порятунку і Комітет громадської безпеки засуджують сплановане повстання кордельєрів.
- 13 березня: Сен-Жюст, президент Конвенту, засуджує змову проти свободи і французького народу. Ебер і багато інших кордельєров заарештовані.
- 15 березня: Робесп'єр говорить в Конвенті, що «всі фракції повинні загинути від одного удару».
- 20 березня: арешт генерала Гоша, члена кордельєрів. Звільнений у серпні після поразки Робесп'єра.
- 21 березня: починається суд над ебертистами. Щоб сильніше їх скомпрометувати, їх судили разом з іноземними банкірами, аристократами і контрреволюціонерами.
- 24 березня: Ебер і лідери кордельєрів засуджені до смерті і гільйотиновані.
- 27 березня: заарештований філософ і математик Кондорсе. Два дні потому його знаходять мертвим у камері.

### 30 березня 1794 - арешт і суд Дантона і Демулена
- 30 березня: арештовані Дантон, Демулен та їх прихильники.
- 2 квітня: суд над Дантоном в Революційному трибуналі. Дантон використовує суд як привід, щоб висміяти і образити своїх супротивників.
- 4 квітня: Конвент постановляє, що будь-хто, хто ображає систему правосуддя, позбавлений права виступати, не дозволяючи тим самим Дантону захищатися.
- 5 квітня: Дантон і Демулен засуджені і в той же день гільйотиновані.
- 8 квітня: на зборах якобінців Робесп'єр висуває звинувачення проти делегата Конвенту Жозефа Фуше.
- 10 квітня: учасники ймовірної змови в Люксембурзі, що представляють собою групу послідовників Дантона, Ебера, постають перед судом. Семеро виправдані, а дев'ятнадцять засуджені і страчені, в тому числі Люсіль Демулен, вдова Демулена, генерал Артур Диллон[en], який брав участь в війні за незалежність США, П'єр Гаспар Шометт, Франсуаза Ебер[en], вдова Жака Ебера, і позбавлений сану єпископа Жан-Батист Гобель.
- 14 квітня: на вимогу Робесп'єра Конвент наказує перенести прах Жана-Жака Руссо в Пантеон.
- 15 квітня: звіт Сен-Жюста перед Конвентом про посилення централізації поліції під контролем Комітету громадського порятунку.
- 19 квітня: за Гаазьким договором між Великою Британією та Пруссією Британія погоджується профінансувати армію з 62 тис. прусських солдатів для продовження війни проти Франції[9].
- 20 квітня: в своїй промові в Конвенті депутат Бійо-Варенн виступає з завуальованою атакою на Робесп'єра: «Всі люди, яким дорога їхня воля, повинні бути насторожі навіть проти тих, хто займає видатні посади».
- 22 квітня: Мальзерб і депутати Ісаак Рене Гі ле Шапелье і Жак-Гійом Туре, чотири рази обраний президентом Установчих зборів, відправлені на ешафот.
- 23 квітня: Робесп'єр створює нове Бюро поліції при Комітеті громадського порятунку, на противагу існуючій поліції при Комітеті громадської безпеки[10][11].
- 7 травня: Робесп'єр просить Конвент ухвалити, «що французький народ визнав існування Верховної Істоти і безсмертя душі», і організувати святкування нового культу.
- 8 травня: хімік Антуан Лавуазьє разом з 26 іншими колишніми генеральними відкупниками постає перед судом і гільйотинований.
- 10 травня: арешт Жана Ніколя Паша, колишнього мера Парижа, після чого його змінює Жан-Батист Флері-Леско, близький союзник Робесп'єра.
- 10 травня: страта Єлизавети Французької, сестри Людовика XVI.
- 2 червня: морська битва між британським і французьким флотами біля Уессана. Французи втрачають сім бойових кораблів, але конвою з зерном з США вдається дістатися до Бреста.
- 4 червня: Робесп'єр одноголосно обирається президентом Конвенту.

### 8 червня 1794 - свято Верховної Істоти; посилення терору

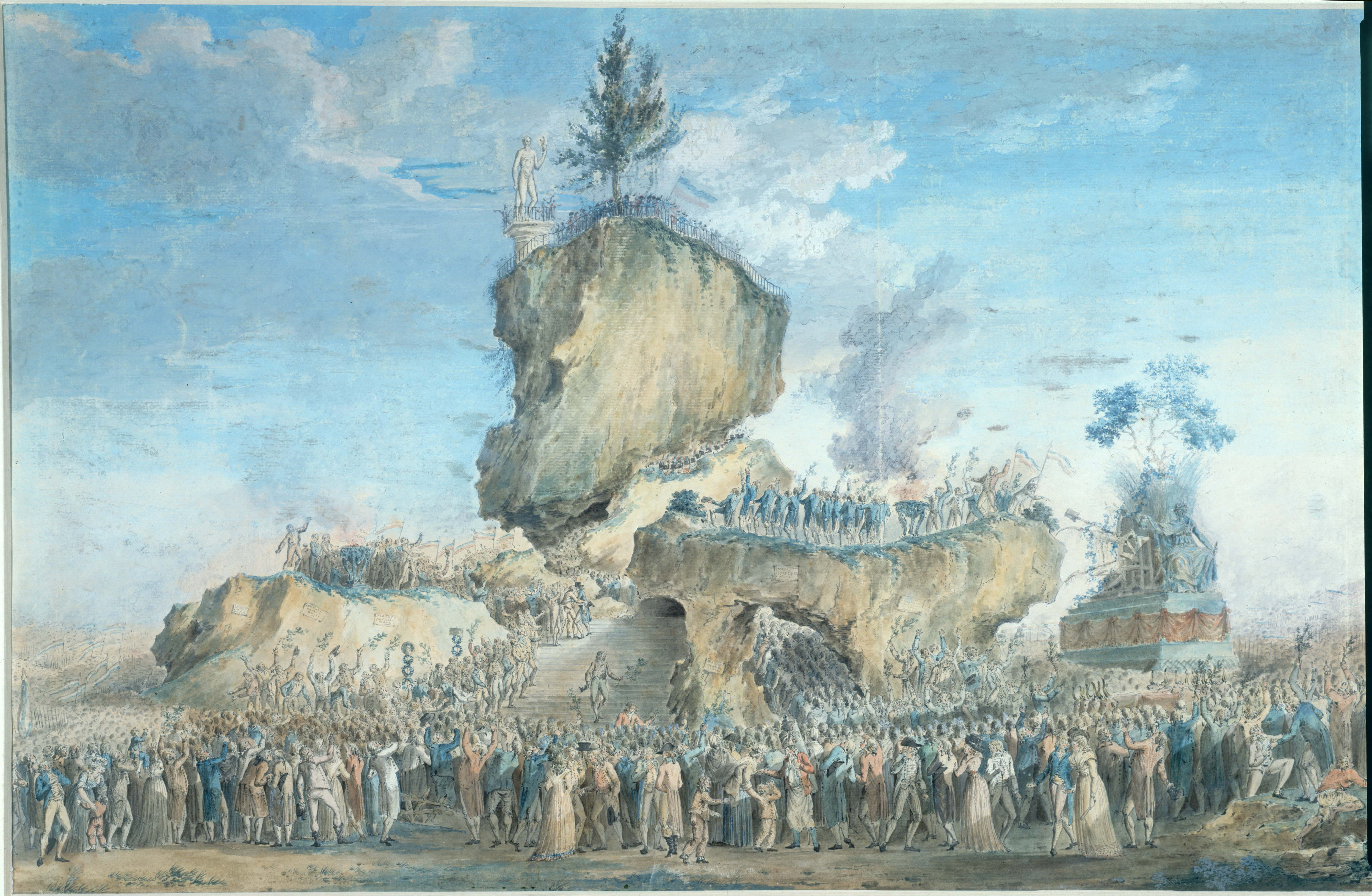
Сцена Свята Верховної Істоти (8 червня 1794 р.)
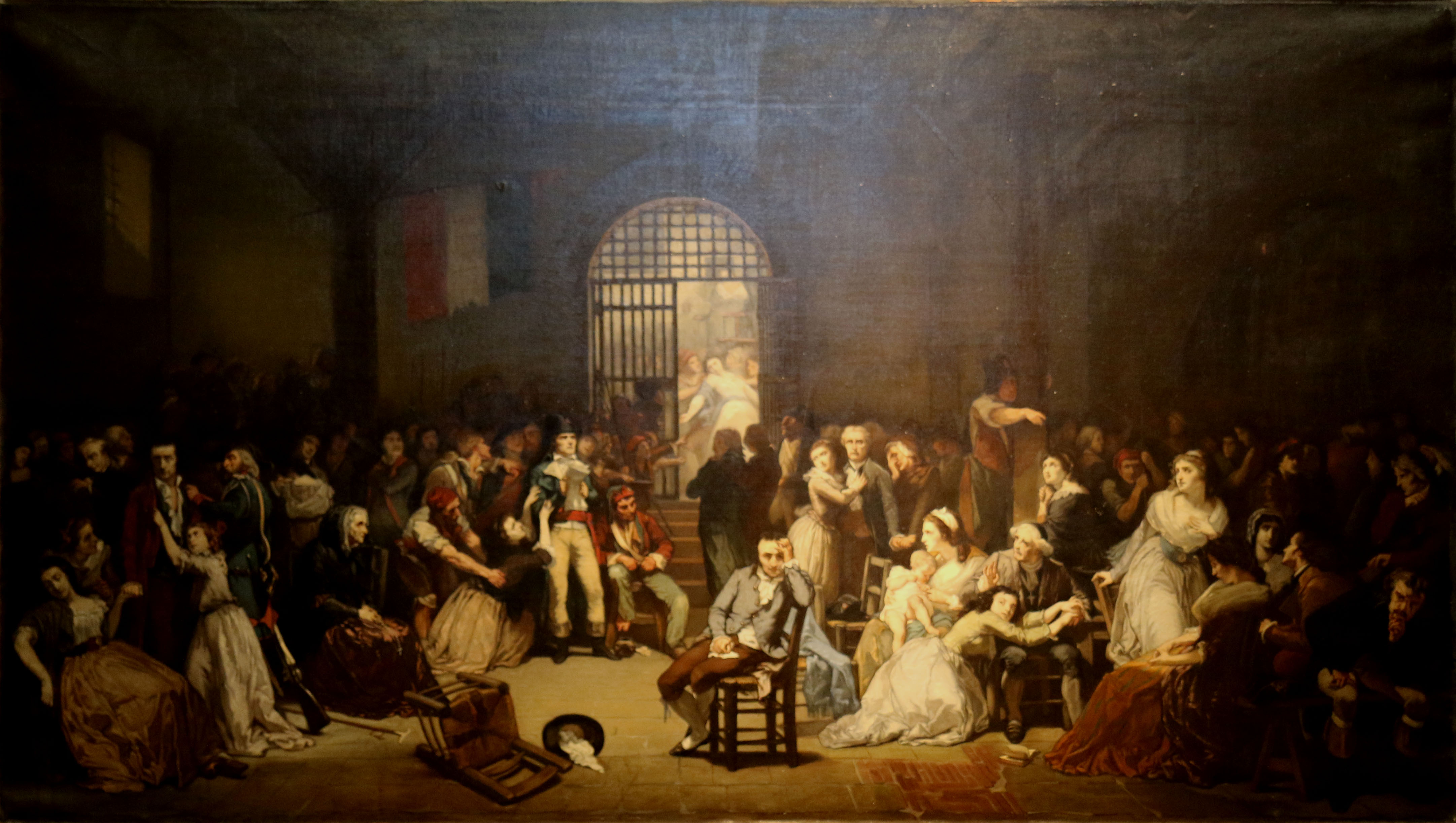
Поет Андре Шеньє і інші жертви терору очікують суду в Консьєржері (25 липня 1794 р.)
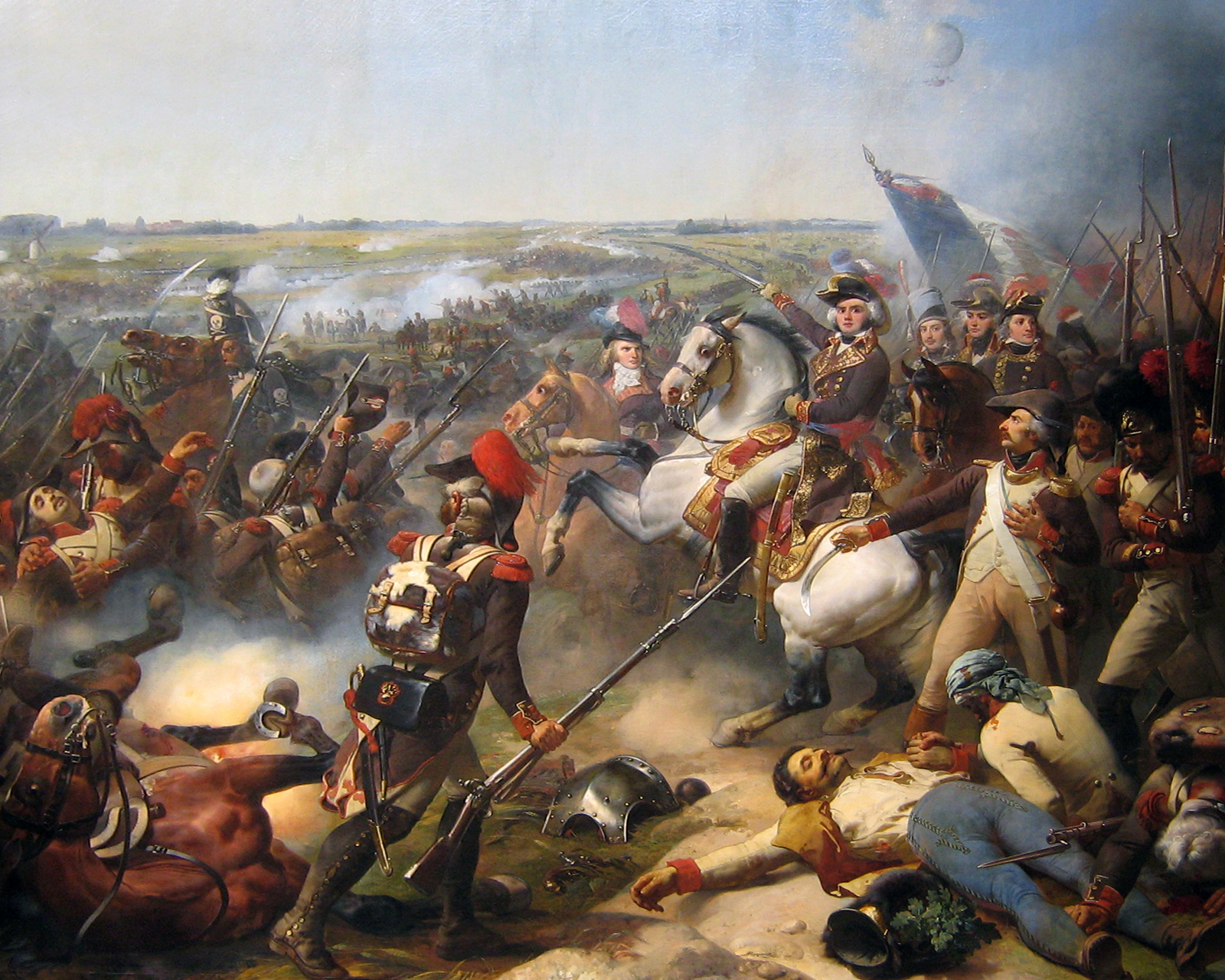
Перемога Франції в битві при Флерюсі (26 червня 1794 р.)

- 8 червня: Свято Верховної Істоти, проведено Робесп'єром. Деякі депутати явно виражають невдоволення його поведінкою на святі.
- 10 червня: закон від 22 преріаля. Оскільки в'язниці переповнені, Конвент прискорює проведення судових процесів над обвинуваченими. Свідки більше не зобов'язані давати показання. З 11 червня по 27 липня 1376 ув'язнених були засуджені до смертної кари без єдиного виправдувального вироку, в порівнянні з 1251 смертним вироком за попередні чотирнадцять місяців. Конвент також дає собі виняткове право заарештовувати своїх членів [12].
- 12 червня: не називаючи імен, Робесп'єр оголошує в Конвенті, що він зажадає голів «інтриганів», які планують змову проти Конвенту.
- 24 червня: Карно далекоглядно відправляє на фронт більшу частину паризької артилерії[13].
- 26 червня: французькі війська під командуванням Журдана перемагають австрійців в битві під Флерюсі.
- 29 червня: диспут в Комітеті громадського порятунку. Бійо-Варенн, Карно і Колло д'Ербуа звинувачують Робесп'єра в тому, що він поводиться як диктатор. Той залишає комітет і не повертається до 23 липня.
- 1 липня: Робесп'єр виступає в Якобінському клубі, засуджуючи змову проти нього в Конвенті, Комітеті громадського порятунку і Комітеті громадської безпеки.
- 8 липня: французькі війська під командуванням генералів Журдана і Пишегрю відбивають Брюссель у австрійців.
- 9 липня: Робесп'єр знову виступає в Якобінському клубі, заперечуючи, що він уже склав списки, і відмовляється назвати імена тих, кого він планує заарештувати.
- 14 липня: на прохання Робесп'єра Жозеф Фуше виключений з якобінського клубу.
- 23 липня: Олександра де Богарне судять і стратять; пізніше його вдова Жозефіна Богарне стала коханкою і дружиною (1796) Наполеона.
- 23 липня: Робесп'єр відвідує збори щодо примирення з членами Комітетів громадського порятунку і громадської безпеки, і розбіжності, судячи з усього, улагоджені.
- 25 липня: серед страчених поет Андре Шеньє.
- 27 липня: страта принцеси Монако Марі Терези де Шуазель[en]. Її страта стане однією з останніх під час епохи терору.

### 26-28 липня 1794 - арешт і страта Робесп'єра; кінець епохи терору

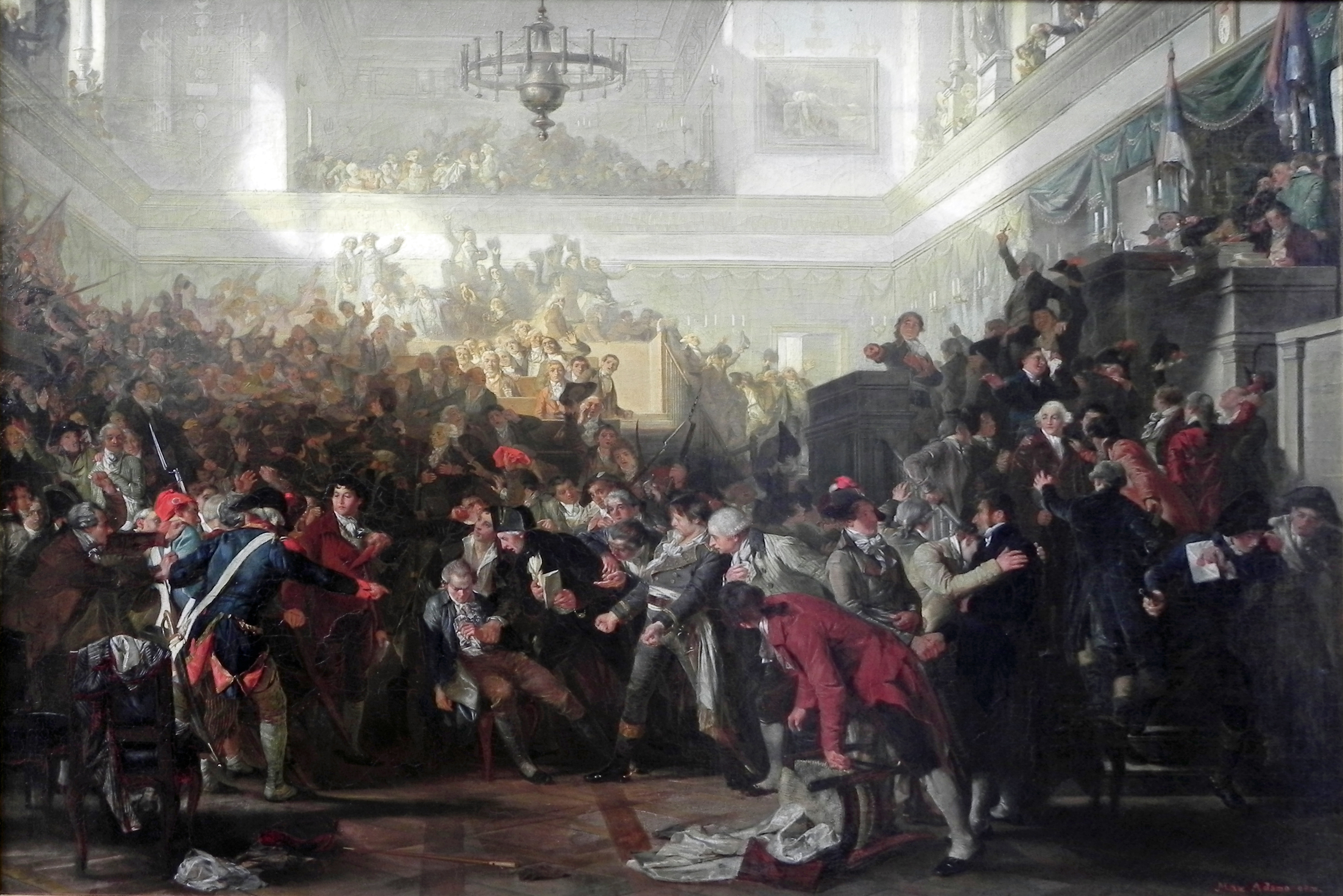
Конвент повстає проти Робесп'єра (27 липня 1794 р.)
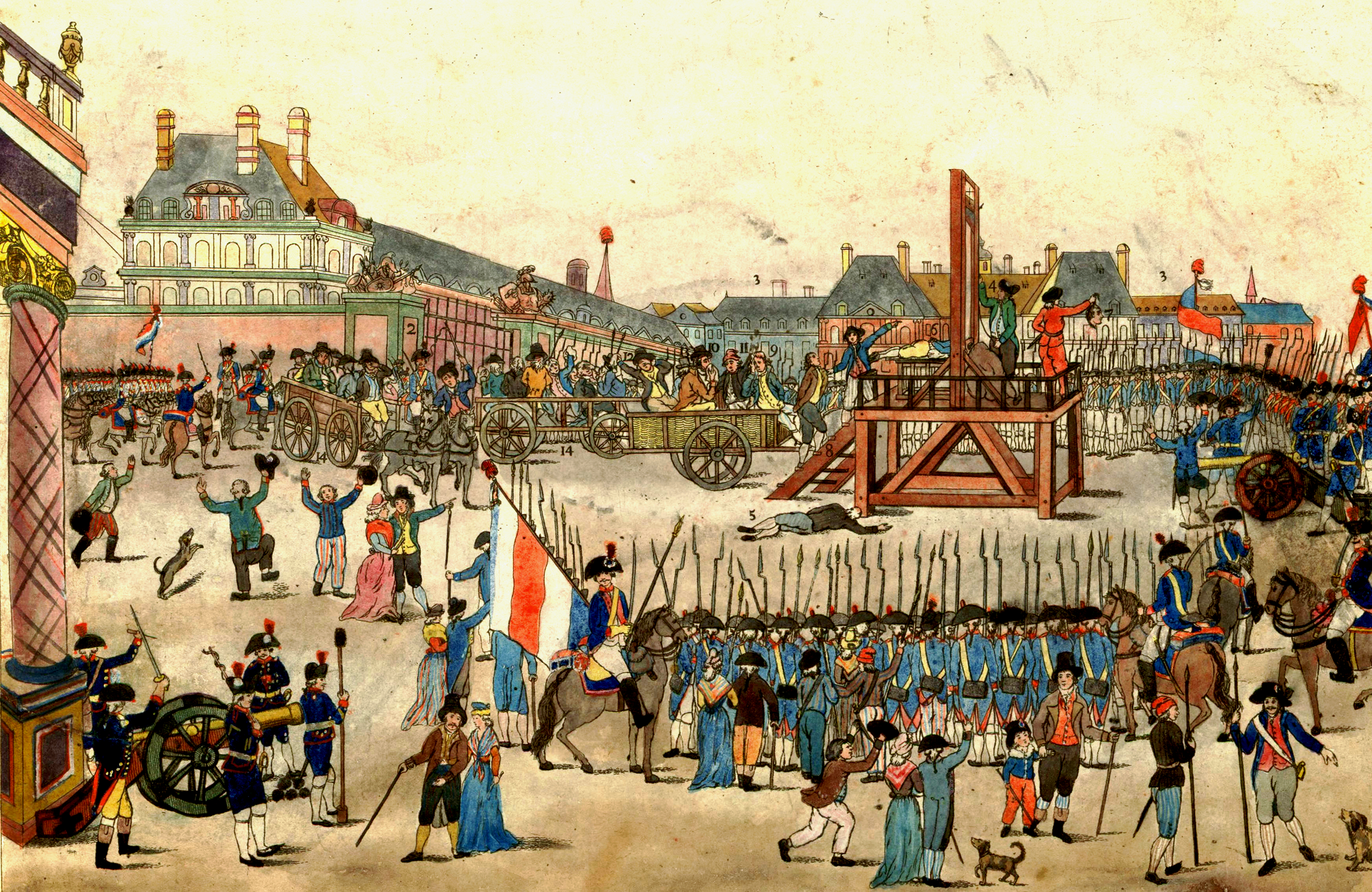
Страта Робесп'єра (28 липня 1794 р.)

- 26 липня: Робесп'єр вимовляє жорстку промову на з'їзді, вимагаючи (не називаючи імен) арешту і покарання «зрадників» в обох комітетах. Конвент спочатку голосує за публікацію промови, але Бійо-Варен і Камбон вимагають імен та критикують Робесп'єра. Конвент відправляє промову Робесп'єра комітетам для подальшого вивчення, без будь-яких дій.
- 27 липня: Термідоріанський переворот. Опівдні Сен-Жюст починає свою промову в Конвенті, готовий звинуватити Бійо, Колло д'Ербуа і Карно. Через кілька хвилин Тальєн перериває його і починає свою атаку. Після озвучування звинувачень Конвент голосує за арешт Робесп'єра і його молодшого брата Огюстена, Сен-Жюста, Кутона і Леба. Франсуа Анріо попереджає секції, що буде зроблена спроба вбити Робесп'єра, і мобілізує 2400 гвардійців перед ратушею. Тим часом п'ятеро звинувачених відправлені до в'язниці, але там їх не прийняли. Начальник поліції доставляє Робесп'єра-старшого близько 20:00 в префектуру[fr] на острові Сіте; Робесп'єр наполягає на тому, щоб його помістили у в'язницю[14]. Близько 22:00 мер призначає делегацію, щоб переконати Робесп'єра приєднатися до руху Комуни. Потім Конвент оголошує п'ятьох депутатів (і тих, що їх підтримують) поза законом. Вони очікували, що вночі до обвинувачених приєднається натовп їх прихильників, але ті втрачають час в безплідних дискусіях, не маючи ні озброєння, ні планів.
- 28 липня: о другій годині ночі вірні Конвенту солдати без бою захоплюють Отель-де-Віль. Робесп'єр отримує вогнепальне поранення в щелепу, постріл був здійнсений жандармом, або ним самим. Його брат отримує важку травму, намагаючись, вистрибнути з вікна. Вранці Робесп'єра і його прихильників доставляють в Революційний трибунал для офіційного впізнання. Оскільки вони були оголошені поза законом, судовий розгляд не вважається необхідним. Увечері 28 липня Робесп'єр і його прихильники, в тому числі його брат, Сен-Жюст, Кутон і Анріо, всього 22 людини, страчені на гільйотині.
- 29 липня: початок термідоріанської реакції. Арешт і страта 73 союзників Робесп'єра в Паризькій Комуні. Всього гільйотовано 106 робесп'єристів.
- 5 серпня: звільнені ув'язнені паризьких в'язниць, заарештовані за Законом про підозрюваних.
- 9 серпня: Наполеон Бонапарт заарештований в Ніцці, але звільнений 20 серпня.
- 24 серпня: Конвент реорганізує уряд, розподіляючи владу між шістнадцятьма різними комітетами.
- 29 серпня: перша антиякобінська демонстрація в Парижі розчарованих молодих парижан з середнього класу, яких називають мюскаденами.
- 30 серпня: французька армія відбиває Конде-сюр-л'Еско. Вся французька територія тепер звільнена від іноземної окупації.
- 31 серпня: Конвент ставить Париж під прямий контроль національного уряду.
- 1 вересня: заснування Музею французьких пам'яток[en] для захисту релігійної архітектури і мистецтва, що перебувають під загрозою руйнування.
- 13 вересня: абат Грегуар, член Конвенту, вводить термін «вандалізм» для опису руйнування релігійних пам'яток по всій Франції.
- 18 вересня: Конвент перестає платити офіційно санкціонованим священникам і перестає утримувати церковну власність.
- 21 вересня: останки Марата поміщені в Пантеон.
- 1 жовтня: зіткнення на мітингах паризьких секцій прихильників і противників терору.
- 3 жовтня: арешт лідерів банд збройних санкюлотів в Парижі.
- 6 жовтня: французька армія захоплює Кельн.
- 22 жовтня: заснування Центральної школи громадських робіт, майбутньої Політехнічної школи.
- 9 листопада: Мюскадени нападають на Якобінський клуб.
- 11 листопада: Мюскадени нападають на Якобінський клуб знову.
- 12 листопада: Конвент постановляє призупинити засідання Якобінського клубу.
- 19 листопада: лондонський договір між Сполученими Штатами й Англією закликає до спільної боротьби з французькими корсарами і блокаді французьких портів.
- 3 грудня: Конвент формує комітет з шістнадцяти членів для завершення роботи над Конституцією 1793 року.
- 8 грудня: 73 депутати-жирондисти, що залишилися в живих, знову отримують місця в Конвенті.
- 16 грудня: засудження і страту якобінця Карр'є за наказ про масове утоплення 10 тис. полонених у Вандеї.
- 24 грудня: Конвент скасовує закон, що встановлює максимальні ціни на зерно та інші продукти харчування.

## 1795 - Директорія змінює Конвент

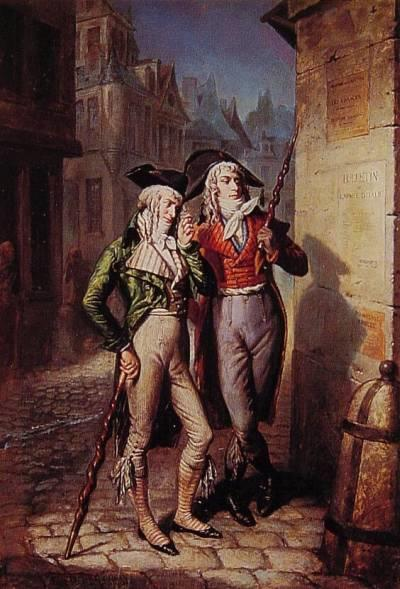
Два мюскадени в Парижі (1795 рік)
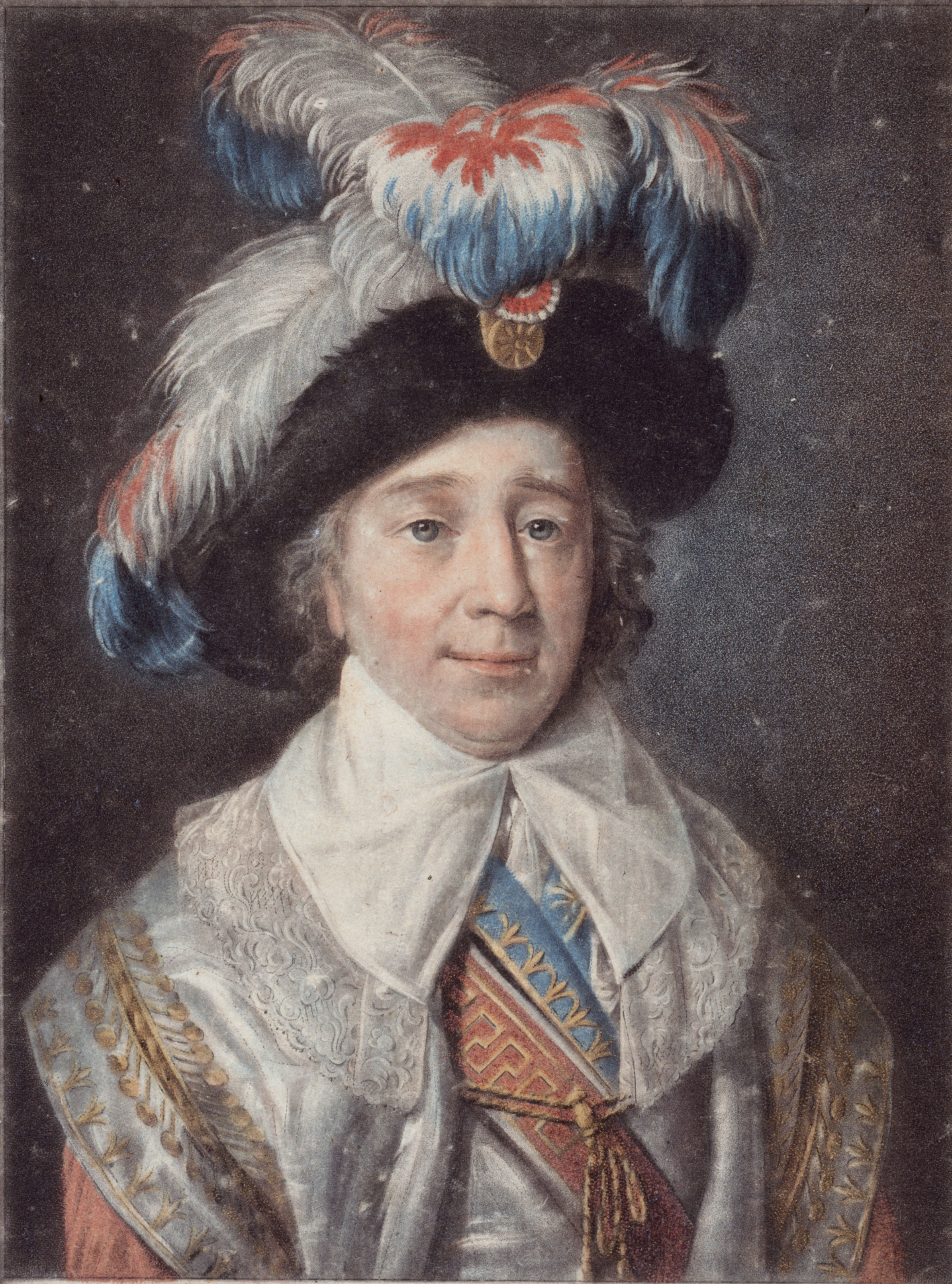
Поль Баррас в церемоніальному одязі директора Франції

- 19 січня: французька армія Пишегрю захоплює Амстердам.
- 21 січня: французька кавалерія захоплює голландський флот, що застряг в льодах у Ден-Гелдера.
- 2 лютого: протистояння мюскаденів і санкюлотів на вулицях Парижа.
- 5 лютого: напів офіційна урядова газета «Le Moniteur universel» засуджує попередні підбурювання до насильства і терору з боку Марата і його союзників.
- 8 лютого: винос останків Марата і трьох інших крайніх якобінців з Пантеону.
- 14 лютого: в Ліоні вбиті кілька колишніх якобінських лідерів, які проводили там політику терору, що стало початком так званого Першого білого терору.
- 17 лютого: амністія, надана колишнім вандейським повстанцям, відновлює свободу віросповідання.
- 21 лютого: за пропозицією Буассі д'Англа Конвент проголошує свободу релігії і відділення церкви від держави.
- 22 лютого: в Конвенті депутат Ровер вимагає покарання якобінців, які здійснювали терор. У кількох містах заарештовані колишні лідери якобінців. Чотири якобінця в Німі, які влаштовували там терор, вбиті.
- 2 березня: Конвент наказує заарештувати Барера, Бійо-Варенн, Колло д'Ербуа і Вадьє, якобінців, які організували падіння Робесп'єра.
- 5 березня: у Тулоні арешт якобінців, які проводили масові страти населення.
- 8 березня: бунт санкюлотів в Тулоні, які страчують сімох ув'язнених емігрантів.
- 17 березня: продовольчі бунти в Парижі.
- 19 березня: запаси зерна в Парижі вичерпані. Ціна ассігнатів падає до 8% від їх первісної вартості.
- 21 березня: за пропозицією Сієса Конвент голосує за смертну кару для лідерів рухів, які намагаються повалити уряд.
- 28 березня: початок судового процесу над Фукьє-Тенвілем, главою Революційного трибуналу, який вів процеси під час терору.
- 1 квітня: Жермінальське повстання. Санкюлоти вторгаються в Конвент, але відступають, коли прибуває Національна гвардія. У Парижі оголошено стан облоги.
- 1 квітня: Конвент наказує депортувати у Французьку Гвіану Барера, Бійо-Варенн і Колло д'Ербуа, а також заарештувати вісім депутатів вкрай лівого спрямування.
- 2 квітня: французька армія під командуванням Пішегрю придушує збройне повстання в передмісті Сен-Антуан.
- 5 квітня: підписання мирної угоди між Пруссією і Францією в Базелі. Пруссія приймає анексію Францією лівого берега Рейну.
- 10 квітня: Конвент наказує роззброїти якобінців, причетних до терору.
- 11 квітня: Конвент відновлює цивільні права всіх громадян, оголошеним поза законом з 31 травня 1793 року.
- 19 квітня: вбивство шести якобінців, які брали участь в терорі в Бурк-ан-Брес.
- 23 квітня: Конвент призначає комісію з восьми членів для перегляду Конституції.
- 2 травня: останні Вандейські повстанці погоджуються скласти зброю в обмін на амністію.
- 4 травня: розправа над 25 якобінцями в тюрмі в Ліоні.
- 7 травня: колишній головний прокурор Фукье-Тенвіль і 14 присяжних членів Революційного трибуналу засуджені до смерті і гільйотиновані.

### 20-24 травня 1795 - останнє повстання якобінців і санкюлотів в Парижі
- 20 травня: Преріальське повстання якобінців і санкюлотів проти Конвенту. Вони втручаються в зал Конвенту і вбивають депутата Феро[fr]. Армія швидко реагує і розчищає зал. Конвент голосує за арешт депутатів, які брали участь у повстанні.
- 21 травня: нове повстання якобінців і санкюлотів в Парижі; вони займають Готель-де-Віль.
- 22 травня: третій день повстання в Парижі. Конвент наказує армії зайняти передмісті Сен-Антуан.
- 24 травня: армія захоплює передмісті Сен-Антуан, роззброює і заарештує учасників повстання.
- 28 травня: арештовані останні якобінці, колишні члени Комітетів громадського порятунку і громадської безпеки.
- 31 травня: Конвент скасовує Революційний трибунал.
- 8 червня: смерть 10-річного Людовика XVII, ув'язненого в Тамплі. Його дядько у вигнанні, граф де Прованс, успадковує титул короля Франції Людовіка XVIII.
- 10 червня: Конвент скасовує кримінальну відповідальність емігрантів, які втекли з Франції після захоплення влади якобінцями 26 травня 1793 року.
- 12 червня: депутати, які підтримали повстання 20-22 травня, притягнуті до суду.
- 17 червня: самогубство шести депутатів, засуджених до смертної кари за участь у повстанні 20-22 травня.

### 25 червня - 27 липня 1795 - відновлення повстань в Вандеї і вторгнення роялістів в Бретань
- 23 червня: повстанці Вандеї під командуванням Шаретта відновлюють боротьбу.
- 23 червня: для підтримки шуанів в Кібероне висадилася армія емігрантів під командуванням Жозефа де Пюїзе.
- 26 червня: британці висаджують в затоці Карнак в Бретані армію з чотирьох тисяч емігрантів-роялістів.
- 30 червня: армія емігрантів-роялістів в Бретані зазнає поразки під Ваном від генерала Гоша.
- 30 червня: Шуани змушені покинути Оре. Армія роялістів відступає на півострів Кіберон, де 7 липня їх бере в облогу Гош.
- 15 липня: Ще дві тисячі роялістів-емігрантів висаджуються в Кіберон і також виявляються в пастці Гоша.
- 17 липня: в Іспанії французька армія Західних Піренеїв[en] під командуванням Монсея захоплює Віторія-Гастейс і 19 липня бере Більбао.
- 21 липня: армія роялістів в Кібероні здається. 748 емігрантів розстріляні.
- 22 липня: між Іспанією і Францією підписано Базельський мир. Франція отримує від Іспанії західну частину острова Санто-Домінго (нині Домініканська Республіка). Після того, як Іспанія виходить з війни, Франція воює тільки з Австрією і Англією.
- 9 серпня: Конвент наказує заарештувати Жозефа Фуше і декількох інших депутатів-монтаньярів.
- 15 серпня: Конвент приймає франк як французьку грошову одиницю.

### 22 серпня - 23 вересня 1795 - прийнята нова конституція: до влади приходить Директорія.
- 22 серпня: Конвент приймає конституцію III року. Вона передбачає створення верхньої і нижньої палати парламенту за американським і британським зразком і виконавчу Директорію з п'яти членів. Згідно з положеннями конституції, дві третини депутатів нових Зборів є колишніми депутатами Конвенту.
- 23 вересня: нова конституція, прийнята на всенародному референдумі, набуває чинності.

### 5 жовтня 1795 - Бонапарт придушує повстання роялістів у Парижі.
- 5 жовтня: Вандем'єрський заколот. Збройне повстання роялістів загрожує Конвенту. За наказом Поля Барраса, відповідального за оборону Парижа, армію очолює генерал Бонапарт. Він використовує гармати з картеччю, щоб розігнати мітинг повстанців перед церквою святого Роха на вулиці Сент-Оноре[en].
- 12 жовтня: початок виборів в нові палати законодавчих зборів, Рада п'ятисот і Рада старійшин.
- 12 жовтня: армійські офіцери-монтаньяри, звільнені при Конвенті, повернуті в армію.
- 23 жовтня: ассигнати впали до 3% від номінальної вартості. В обіку перебуває 20 мільярдів ассигнатів.
- 26 жовтня: Бонапарт призначається головнокомандувачем внутрішньої армії[en].
- 31 жовтня: законодавчими зборами обирається перша Директорія ; її членами стають Луї Марі де Ларевельер-Лепо, Жан-Франсуа Рьобелль, Етьєн-Франсуа Летурнер, Поль Баррас і Емманюель Жозеф Сієс, який відмовився і був замінений Лазаром Карно.
- 10 грудня: Законодавчі збори голосують за примусовий займ в шістсот мільйонів франків, що буде взятий у найбагатших французьких громадян.
- 26 грудня: дочка Людовика XVI і Марії-Антуанетти, мадам Рояль, яка перебуває в ув'язненні в Тамплі з серпня 1792, обмінюється на групу республіканських ув'язнених, які утримуються в Австрії.
- 31 грудня: перемир'я на Рейні припиняє бої між французькою і австрійською арміями.

## 1796 - похід Наполеона в Італію; поразка роялістів у Вандеї; невдале повстання в Парижі

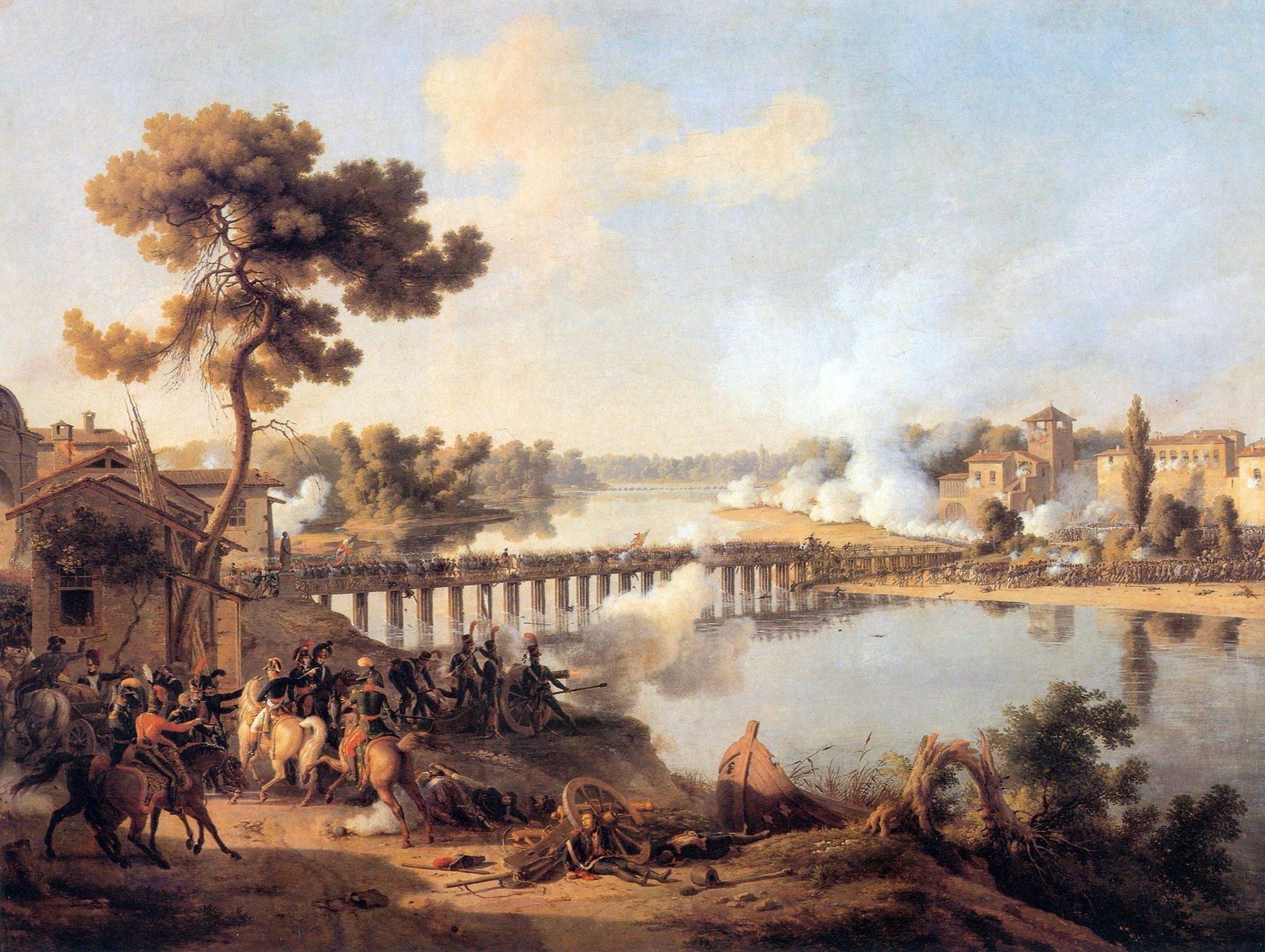
Генерал Бонапарт перемагає австрійців в битві під Лоді (10 травня 1796 р.)
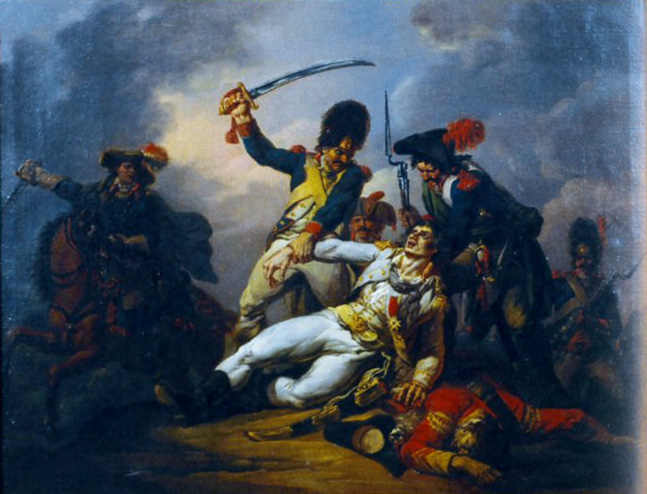
Захоплення Франсуа Шаретта, вождя роялістів у Вандеї (23 лютого 1796 р.)
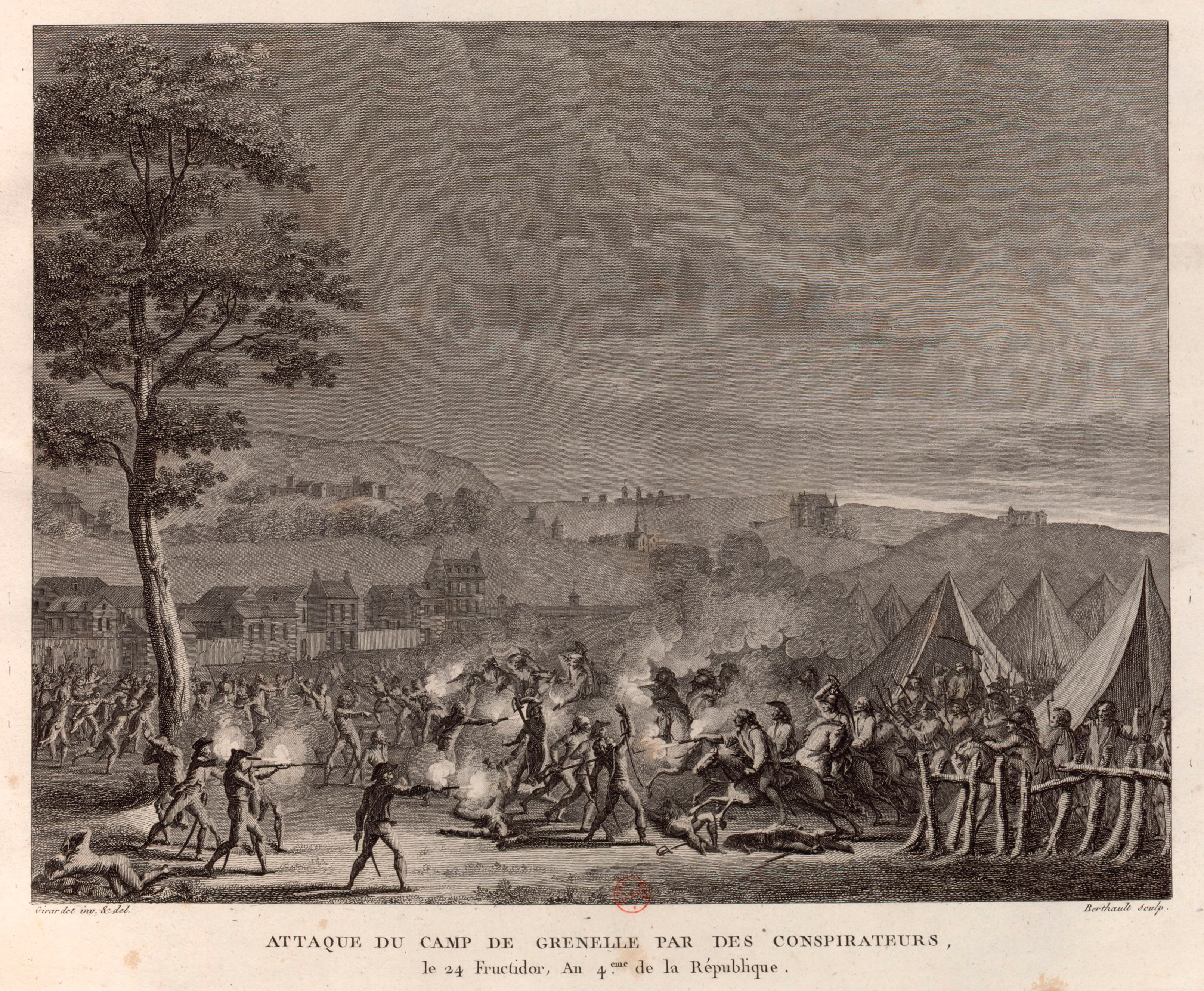
Невдале повстання у військовому таборі Гренель монтаньярів і послідовників Бабефа (9 вересня 1796 р.)
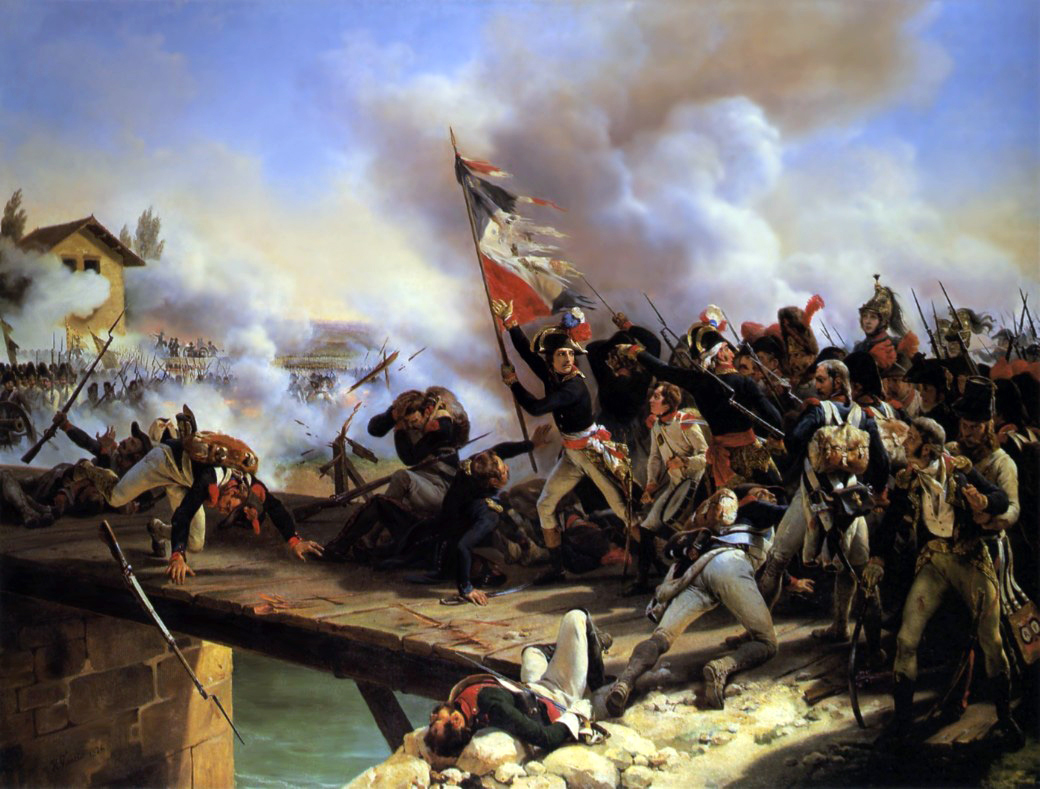
Генерал Бонапарт веде своїх солдатів через міст під час битви під Арколе (15-17 листопада 1796 р.)

- 2 січня: Директорія створює Міністерство поліції під керівництвом Мерло де Дуе[15].
- 21 січня: святкування річниці страти Людовика XVI. Директор Рьобелль виступає з промовою, яка засуджує лівий екстремізм.
- 25 січня: Директорія отримує тимчасове право призначати адміністраторів міст.
- 26 січня: рояліст і лідер повстанців Нікола Стоффле намагається відновити війну в Вандеї.
- 2 лютого: Вольф Тон, лідер ірландських революціонерів, прибуває до Франції в пошуках військової підтримки для звільнення Ірландії.
- 19 лютого: уряд припиняє випуск ассігнатів, які втратили більшу частину своєї вартості. В обігу перебуває тридцять дев'ять мільярдів  ассігнатів.
- 20 лютого: Сполучені Штати і Велика Британія продовжують договір від 19 листопада 1794 року. Відносини між Францією і США погіршуються.
- 23 лютого: лідер Вандейських повстанців і роялістів Нікола Стоффле схоплений в Анже і розстріляний наступного дня.
- 28 лютого: за наказом Директорії генерал Бонапарт закриває крайньо-лівий Клуб Пантеону, заснований послідовником Марата.
- 2 березня: Директорія призначає генерала Бонапарта командувачем італійською армією. Початок італійської кампанії.
- 9 березня: весілля Наполеона Бонапарта і Жозефіни Богарне, вдови Олександра де Богарне, французького генерала і політичного лідера, страченого під час епохи терору.
- 18 березня: Директорія замінює ассігнатів на два мільярди чотириста мільйонів територіальних мандатів, які можуть бути використані для покупки націоналізованої власності. Протягом трьох тижнів вони втрачають 80% своєї вартості.
- 23 березня: Франсуа Шаретт, останній лідер повстання роялістів у Вандеї, схоплений і розстріляний в Нанті.
- 30 березня: Франсуа-Ноель Бабеф, відомий як «Гракх Бабеф», ультралівих лідер і попередник комунізму, формує повстанський комітет і рух під назвою Les Égaux ( «Рівні»), щоб повалити уряд. 6 квітня вони проводять демонстрацію в Парижі.
- 10 квітня: Бонапарт починає свою італійську кампанію з перемогами над австрійцями у Монтенотті (12 квітня) і сардинцями під Міллезимо (13 квітня).
- 2 травня: послідовники Бабефа і монтаньяри складають загальний план повалення Директорії.
- 9 травня: Бонапарт примушує до перемир'я герцога Пармського.
- 10 травня: арешт Бабефа і його спільників припиняє розвиток Змови Рівних.
- 10 травня: Бонапарт перемагає австрійців в битві під Лоді.
- 15 травня: в Парижі підписано договір між Директорією і королем Сардинії Віктором Амадеєм III. Король погоджується поступитися Савойєю і Ніццею Франції.
- 19 травня: в Мілані Бонапарт обіцяє Італії «незалежність».
- 20 травня: австрійці відмовляються від перемир'я на Рейні, і війна[en] на цьому фронті поновлюється.
- 4 червня: Бонапарт починає облогу Мантуї, останнього італійського міста, що утримується Австрією.
- 5 червня: Бонапарт підписує перемир'я з королем Сицилії.
- 12 червня: армія Бонапарта входить в Романью, одну з папських областей.
- 22 червня: закінчення громадянської війни на заході Франції з розгромом Жоржа Кадудаля і від'їздом Луї де Фротте в Англію.
- 23 червня: Бонапарт підписує Болонське перемир'я[en] зі Святим Престолом, яке дозволяє французам окупувати північні папські землі.
- 9 липня: острів Ельба окупований британцями.
- 10 липня: нова австрійська армія під командуванням Вурмзера прибуває в Італію.
- 16 липня: генерал Клебер захоплює Франкфурт.
- 18 липня: французька армія під командуванням генерала Лорана де Гувіона Сен-Сіра захоплює Штутгарт.
- 20 липня: Генерал Гош призначений главою армії, яка вторглася в Ірландію для підтримки ірландського руху за незалежність.
- 5 серпня: Бонапарт перемагає австрійців під командуванням Вюрмзера в битві при Кастильоне[en]. Австрійська армія відступає в Тіроль.
- 19 серпня: в Сан-Ільдефонсо між Францією та Іспанією підписаний Договір про союз.
- 8 вересня: Бонапарт перемагає австрійців під командуванням Вюрмзера в битві біля Бассано.
- 9 вересня: невдале повстання в армійському таборі Гренель в Парижі послідовників Гракха Бабефа і монтаньярів, розкрите агентами поліції.
- 5 жовтня: Іспанія, тепер в союзі з Францією, оголошує війну Великій Британії.
- 10 жовтня. 32 лідера повстання Бабефа 9-10 вересня постають перед військовим трибуналом і засуджуються до смертної кари.
- 16 жовтня: Бонапарт закликає до проголошення Циспаданської республіки в північній Італії, що складається з Модени і деяких папських земель.
- 2 листопада: Австрія відправляє ще дві армії в північну Італію, щоб протистояти Бонапарту.
- 15-17 листопада: вирішальна перемога Бонапарта над австрійцями в битві під Арколе.
- 4 грудня: скасування найсуворіших законів від 25 жовтня 1795 року про покарання емігрантів і неприсягнулих священників.
- 15-17 грудня: відправка з Бреста флоту з французькою армією під командуванням Гоша для вторгнення в Ірландію.
- 24-25 грудня: шторми не дають французькому флоту вторгнення наблизитися до берегів Ірландії і змушують його повернутися до Франції.

## 1797 - Бонапарт виганяє австрійців з Італії; республіканський державний переворот проти роялістів в Парижі

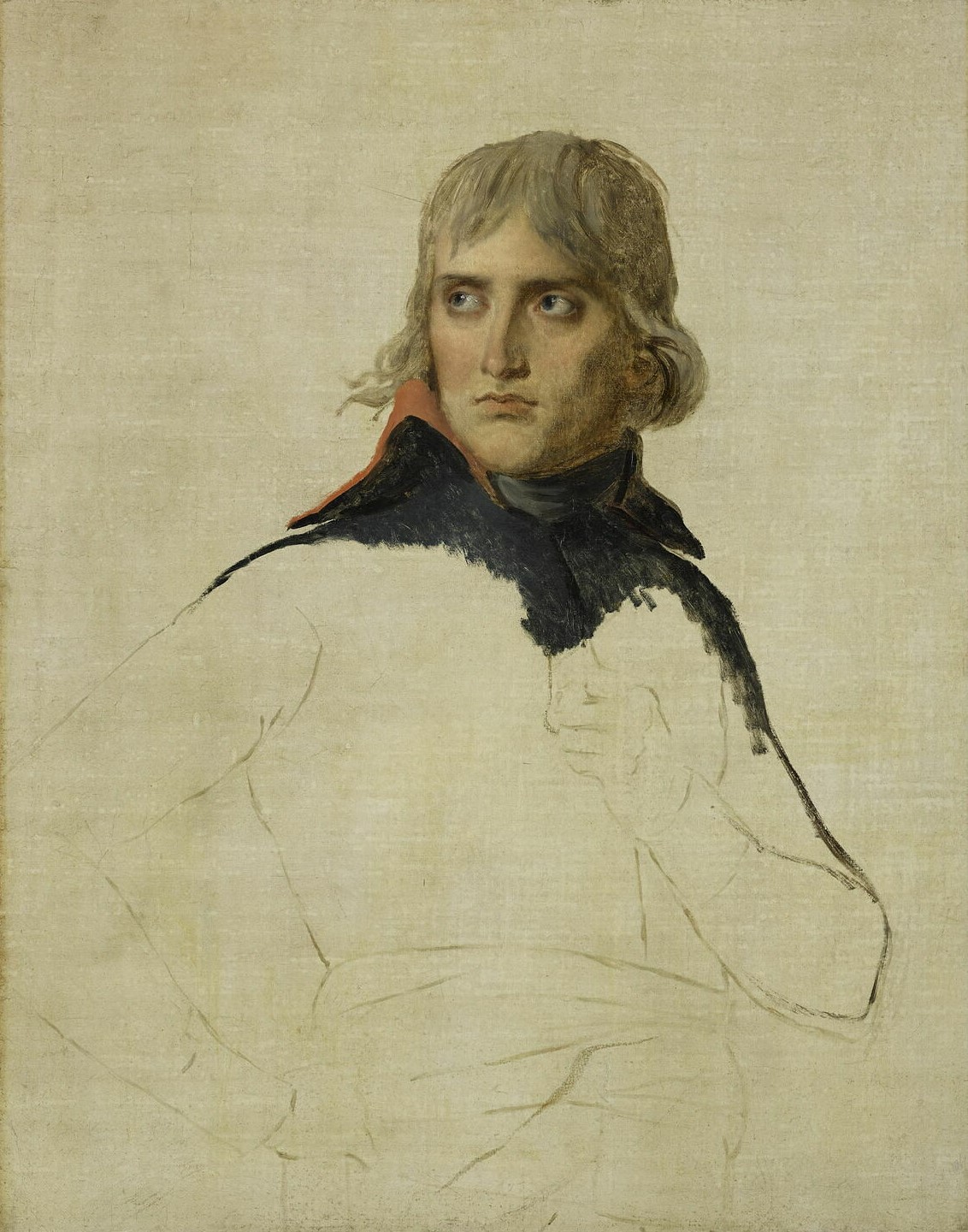
Генерал Бонапарт. Картина Давида (1797)
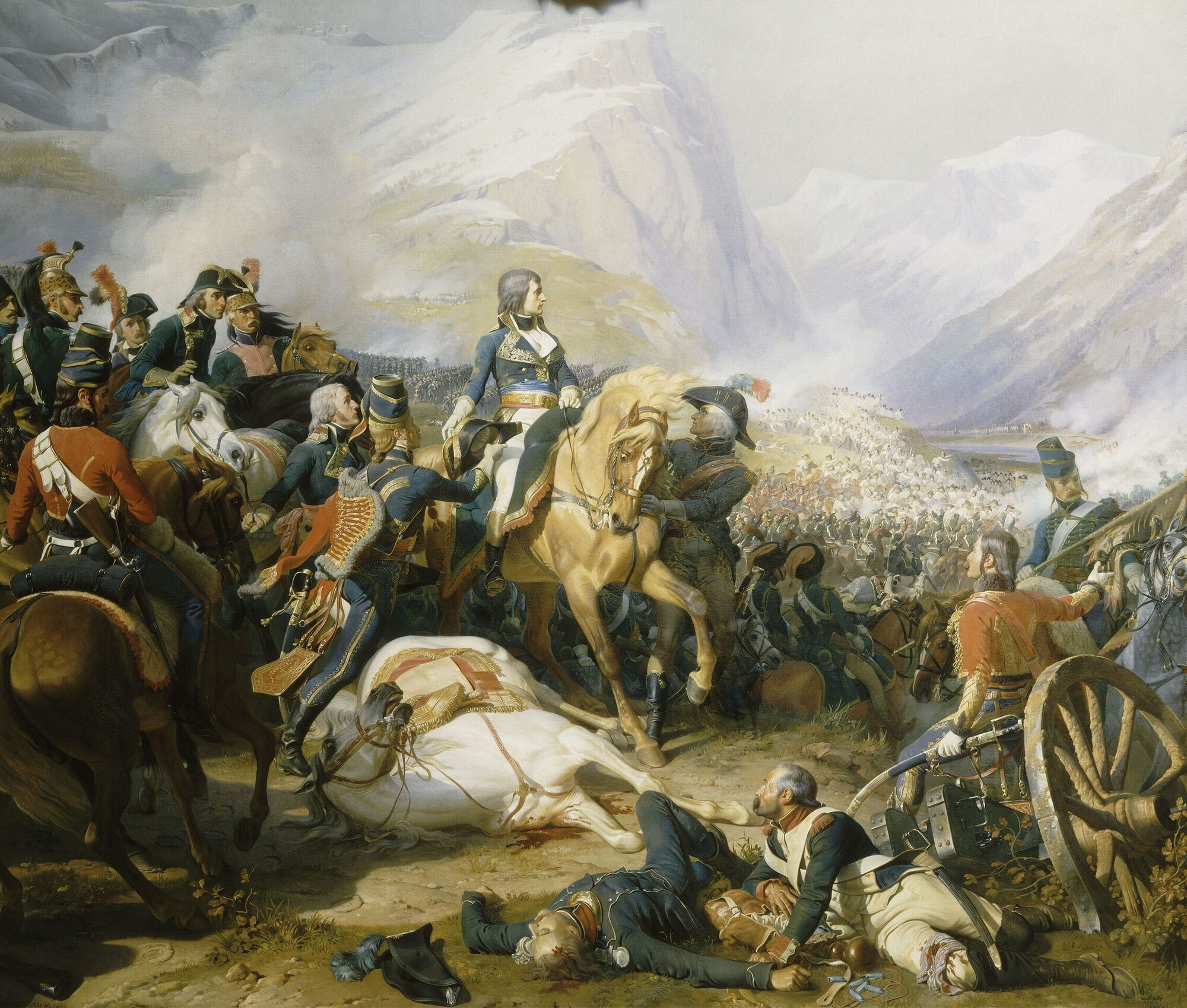
Бонапарт перемагає австрійців в битві при Ріволі (14 січня 1797 р.)
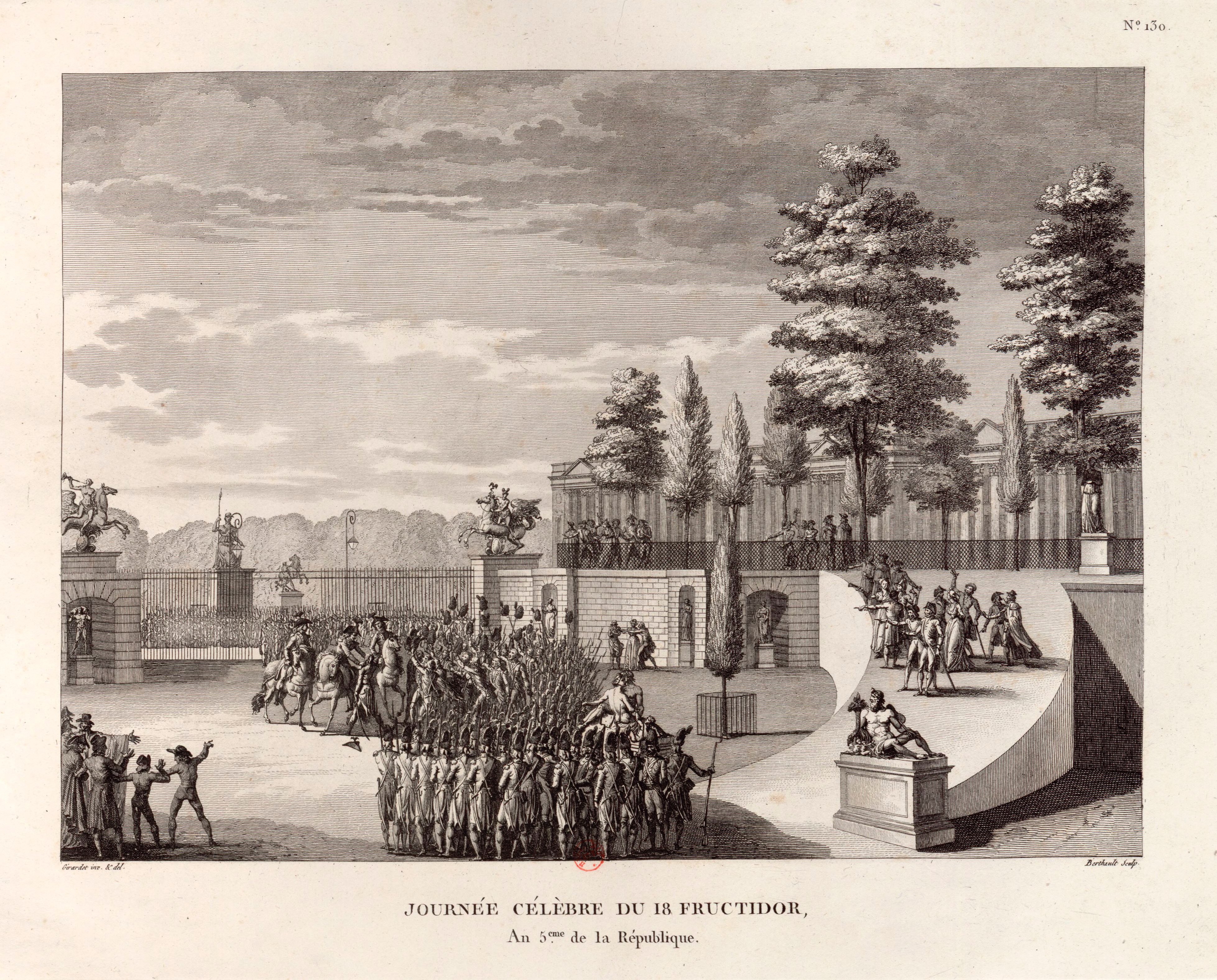
Республіканський переворот 4 вересня 1797 року. Арешт генерала Пишегрю та інших роялістських лідерів законодавчих зборів армією в палаці Тюїльрі.
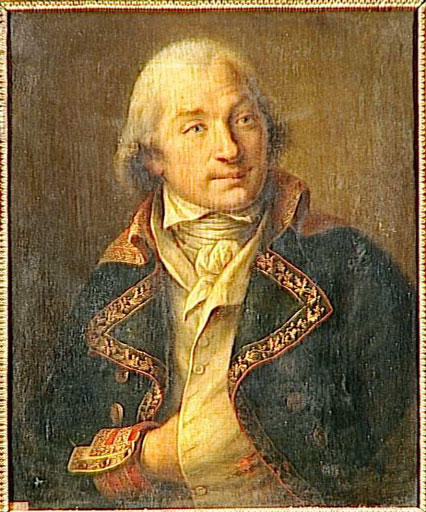
Генерал Пишегрю, лідер партії роялістів

- 7 січня: нова австрійська армія під командуванням генерала Йозефа Альвінці вирушає на битву з генералом Бонапартом в Італії.
- 14 січня: Бонапарт перемагає австрійців в битві при Ріволі.
- 2 лютого: здача останніх австрійських військ в Мантуї Бонапарту.
- 9 лютого: Бонапарт окупує Анкону, змушуючи папу Пія VI вести з ним переговори. Переговори починаються 12 лютого.
- 14 лютого: поразка іспанського флоту, союзника французів, в битві біля мисі Сан-Вінсент.
- 19 лютого: Пій VI поступається Конта-Венессіном і північною частиною італійських папських держав новій Циспаданській республіці.
- 20 лютого: початок судового процесу над Бабефом і його основними послідовниками у Вищому суді справедливості в Вандомі.
- 2 березня: у відповідь на договір між Британією і США від 20 лютого 1796 року Директорія дозволяє французьким військовим кораблям захоплювати кораблі США.
- 9 березня: Бонапарт починає новий наступ в Італії проти армії ерцгерцога Карла, герцога Тешенського.
- 18 березня: французькі виборці повинні присягнути на вірність уряду перед голосуванням 18 квітня.
- 7 квітня: після серії перемог Бонапарта австрійці погоджуються на переговори.
- 18 квітня: попередній договір в Леобені; Австрія відмовляється від претензій на Австрійські Нідерланди ( «Бельгійські провінції»); секретна угода ділить території Венеції між Австрією і Францією.
- 18 квітня: результати часткових виборів в законодавчий орган. 205 з 216 депутатів зазнали поразки, багато замінені роялістами.
- 27 квітня: різанина французькою армією антифранцузьких повстанців в Вероні.
- 30 квітня: Директорія ратифікує Леобенський договір.
- 2 травня: Бонапарт оголошує війну Венеції.
- 12 травня: Революціонери скидають урядову раду (Патриціат[en]) Венеції.
- 16 травня: Бонапарт починає переговори з дожем Венеції Людовіко Маніном.
- 20 травня: починається нове засідання законодавчих зборів Франції. Рояліст Пишегрю обирається президентом Ради п'ятисот, а інший рояліст, Франсуа Барбе-Марбуа, стає президентом Ради старійшин.
- 20 травня: шляхом жеребкування з директорів вибуває поміркований республіканець Етьєн-Франсуа Летурнер. 6 червня його замінює роялістський дипломат Франсуа Бартелемі.
- 26 травня: політичний агітатор Бабеф і один з його прихильників, Дарте[en], засуджені до смертної кари. Їх стратять в Вандомі 27 травня.
- 4 червня: перше засідання «Cercle Constitutionnel», клубу видних поміркованих республіканських депутатів. У число його лідерів входять Сьейес, Талейран і Гара.
- 14 червня: Бонапарт встановлює новий уряд в Генуї з метою створення Лігурійської республіки.
- 24 червня: директор Поль Баррас зв'язується з генералом Гошем в пошуках підтримки державного перевороту проти роялістської більшості в двох Радах.
- 27 червня: роялістська більшість в Радах скасовує закон від 25 жовтня 1795 року, який вводив покарання для неприсягнувших священників і емігрантів.
- 28 червня: французькі війська висаджуються на Корфу, що раніше належав Венеції.
- 28 червня: генерал Гош відправляє 15 тис. солдат з Рейну в Брест через Париж під приводом планування вторгнення в Ірландію.
- 3 липня: Талейран пропонує французьку експедицію в Єгипет.
- 9 липня: французи підтримують створення Цизальпійської республіки, що складається з колишньої Циспаданської республіки і Ломбардії.
- 16 липня: конфлікт всередині Директорії між монархістами Бартелемі і Карно і трьома про-республіканськими директорами: Баррасом, Ларевельєром-Лепо і Рьобеллем.
- 17 липня: армія Гоша підходить на відстань в три ліги (див. Також: Одиниці вимірювання Франції до Французької революції[en]) від Парижа, що порушує конституцію. Протест роялістських Рад.
- 20 липня: Баррас представляє докази того, що генерал Пишегрю вів таємне листування з Людовіком XVIII і монархістами. Карно приєднується до трьох республіканським директорам.
- 25 липня: Ради голосують за закон, який забороняє політичні клуби, в тому числі республіканський Cercle Constitutionnel.
- 27 липня: Бонапарт відправляє генерала Ожеро в Париж як військового коменданта міста, щоб підтримати державний переворот проти роялістів.
- 16 серпня: Бонапарт пише Директорії, пропонуючи військову інтервенцію в Єгипті, «щоб повністю знищити Англію».

### 4 вересня 1797 - республіканський державний переворот проти роялістів
- 4 вересня: державний переворот 18 фрюктідора проти роялістів в законодавчому органі. Ожеро заарештовує Бартелемі, Пишегрю і провідних депутатів-роялістів.
- 5 вересня: Директорія змушує Ради прийняти нові закони, що скасовують вибори 200 депутатів-роялістів в 53 департаментах і депортують 65 лідерів роялістів і журналістів.
- 8 вересня: обрання двох нових республіканських директорів, Мерло де Дуе і Франсуа де Нефшато, замість Карно і Бартелемі.
- 23 вересня: генерал Ожеро, який здійснив переворот 4 вересня, призначається командувачем нової Рейнської армії
- 29 вересня: Директорія доручає Бонапарту домогтися великих поступок в переговорах з Австрією і, в разі відмови, виступити на Відень.
- 17 жовтня: підписання Кампо-Формійського миру між Австрією і Францією. Австрія отримує Венецію і її володіння, а Франція Бельгію і правий берег Рейну до Кельна.
- 21 грудня: Бонапарт зустрічається з ірландським лідером Вольфом Тоном, щоб обговорити майбутню висадку французів в Ірландії.
- 28 грудня: антифранцузькі заворушення в Римі і вбивство французького генерала Леонара Матюрена Дюфо.
- 29 грудня: папа Пій VI приносить вибачення Франції за безлад в Римі; вибачення відхилені Директорією.

## 1798 - нові республіки в Швейцарії та Італії; анулювання виборів; Бонапарт вторгається в Єгипет

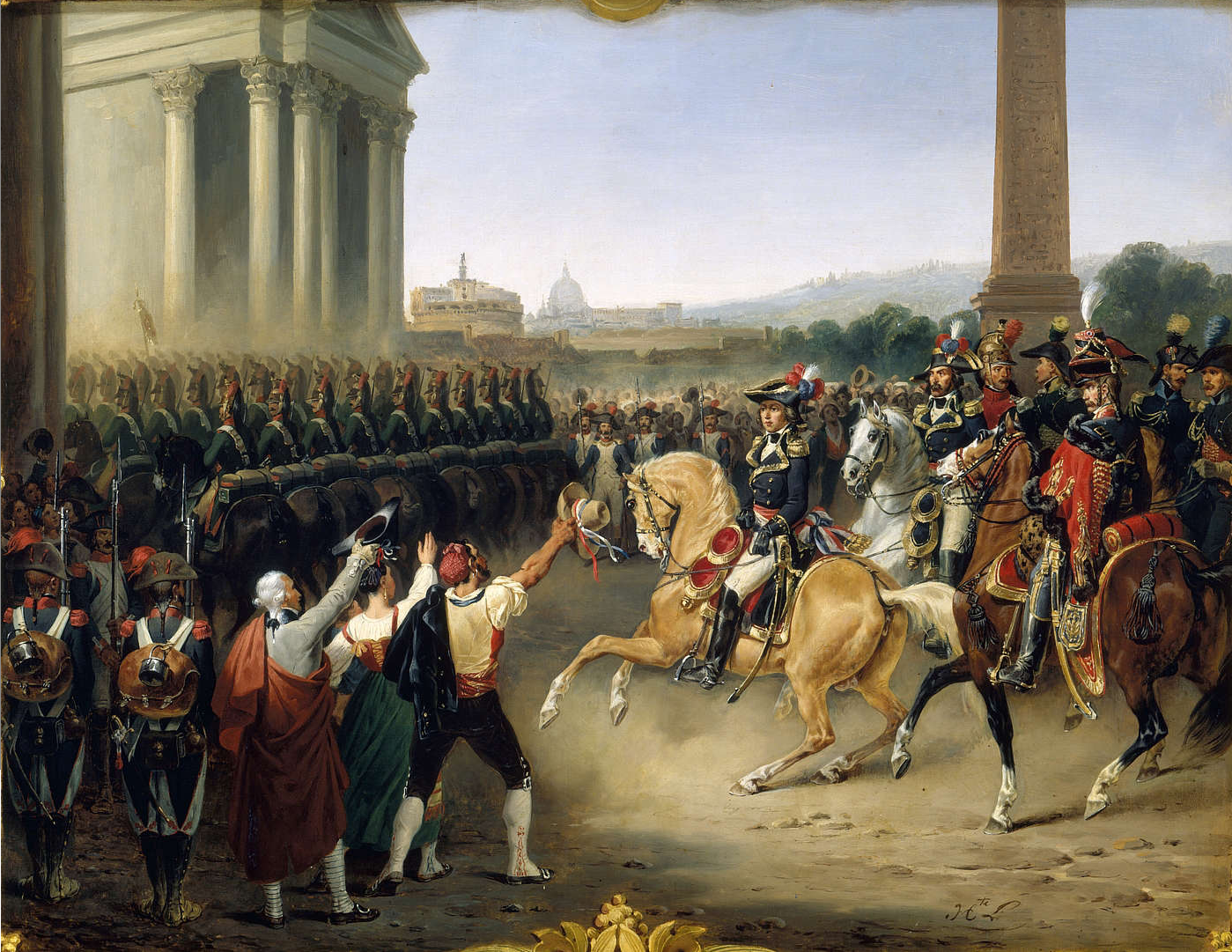
Французька армія під командуванням генерала Бертьє входить в Рим (10 лютого 1798 р.)
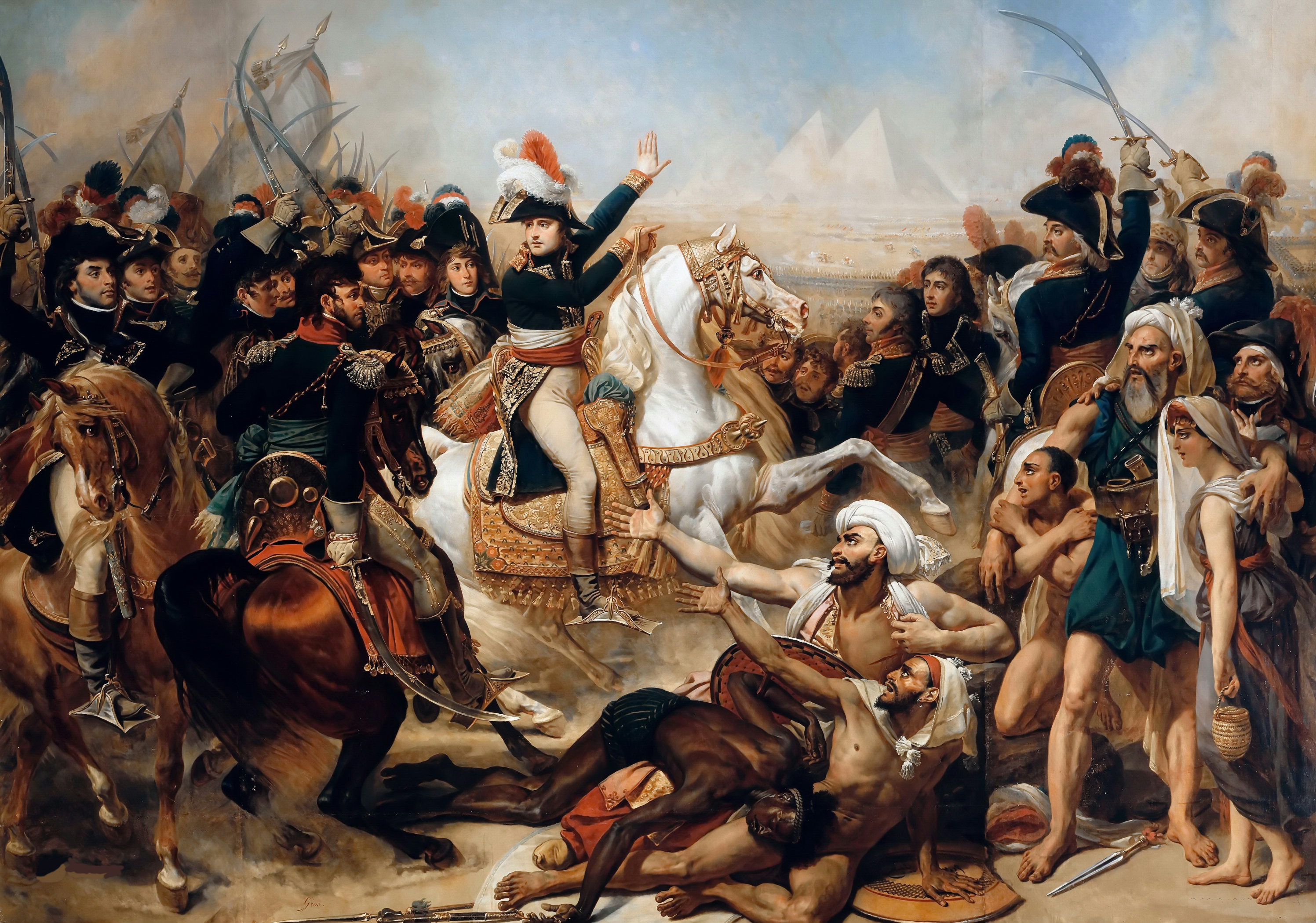
Генерал Бонапарт в битві біля пірамід (21 липня 1798 р)
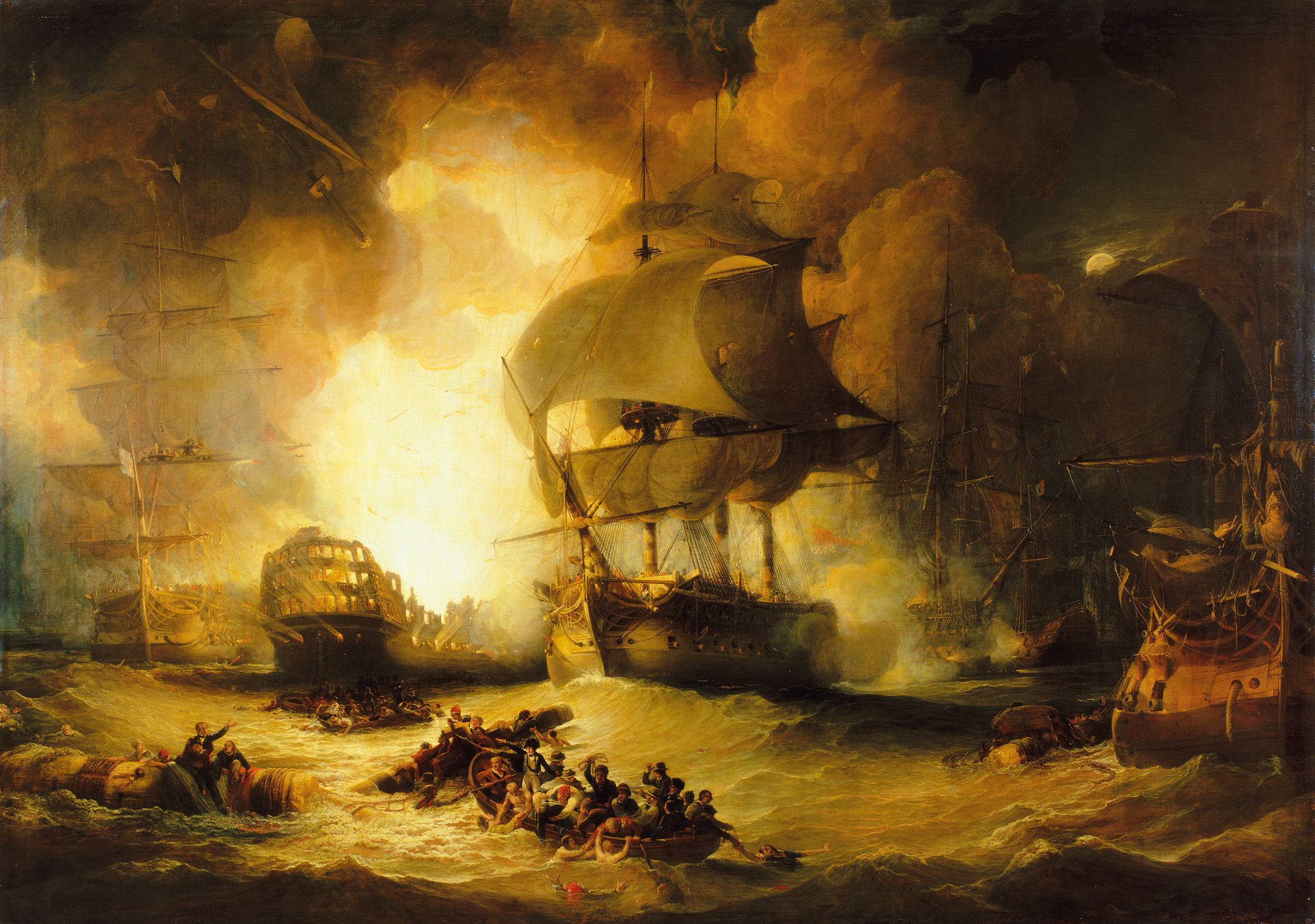
Французький флот зазнає поразки від адмірала Нельсона в битві під Абукіром (1 серпня 1798 р.)

- 5 січня: французькі законодавці приймають закон, що дозволяє позику в вісімдесят мільйонів франків для підготовки вторгнення в Англію.
- 11 січня: Директорія наказує генералу Бертьє і його армії йти на Рим, щоб покарати папський уряд за вбивство генерала Дюфо.
- 12 січня: Бонапарт представляє Директорії план вторгнення в Англію.
- 18 січня: Законодавчий орган дозволяє французьким кораблям захоплювати нейтральні кораблі, що перевозять британські товари.
- 24 січня: регіон Во в Швейцарії за підтримки Франції оголошує незалежність від уряду Швейцарії в Берні.
- 26 січня: Директорія дозволяє французьким військам виступити від імені швейцарського повстання проти швейцарського уряду.
- 10 лютого: Бертьє і його армія входять в Рим.
- 14 лютого: Талейран представляє Директорії проект французького завоювання Єгипту.
- 15 лютого: генерал Бертьє в Римі проголошує нову Римську республіку під захистом Франції.
- 23 лютого: Бонапарт рекомендує Директорії відмовитися від вторгнення в Англію і замість цього вторгнутися в Єгипет.
- 5 березня: Директорія схвалює план Бонапарта по вторгненню в Єгипет.
- 6 березня: французька армія захоплює Берн.
- 9 березня: парламент німецьких земель, що зібрався в Раштадті, приймає анексію Францією лівого берега Рейну.
- 22 березня: під заступництвом генерала Брюна збори в Арау проголошують Гельветійську республіку.
- 4 квітня: слідуючи французькій моделі, нова Гельветійська республіка оголошує себе світською республікою.
- 9-18 квітня: вибори однієї третини місць в законодавчих зборах Франції.
- 26 квітня: Договір про возз'єднання формально об'єднує Женевську республіку з Францією[16].
- 7 травня: звіт Ради п'ятисот оголошує вибори у Франції незаконними і рекомендує виключити крайніх лівих кандидатів.
- 11 травня: законом від 22-го флореаля VI року Рада старійшин і Рада п'ятисот анулюють вибори 106 якобінських депутатів.
- 15 травня: Жан-Батист Трельяр обраний в Директорію замість Франсуа де Нёвшато.
- 19 травня: Бонапарт і його армія відпливають з Тулона до Єгипту.
- 23 травня: в Ірландії починаються антибританські повстання; ірландські повстанці вважають, що Бонапарт пливе в Ірландію.
- 9-11 червня: Бонапарт вторгається на Мальту і захоплює її.
- 1-2 липня: Бонапарт висаджується в Єгипті і захоплює Александрію.
- 14 липня: ірландське повстання придушене британською армією.
- 21 липня: Бонапарт перемагає мамлюків в битві біля пірамід.
- 24 липня: Бонапарт і його армія входять до Каїра.
- 1 серпня: адмірал Нельсон і британський флот знищують французький флот в битві при Абукірі, блокуючи Бонапарта в Єгипті.
- 6 серпня: французький флот і експедиційний корпус відправляються до Ірландії, щоб допомогти ірландським повстанцям, хоча повстання вже придушене.
- 22 серпня: французькі війська під командуванням генерала Юмбера висаджуються в Кіллалі на північному заході Ірландії.
- 27 серпня: генерал Юмбер перемагає британців в битві при Каслбаре[en] і оголошує Ірландську республіку.
- 2 вересня: придушення повстання роялістів на півдні Центрального масиву у Франції і арешт його лідерів.
- 5 вересня: законодавчий орган Франції вимагає, щоб всі французи у віці від 20 до 25 років несли військову службу.
- 9 вересня: війська генерала Юмбера оточені британської армією в битві при Баллінамакке[en] і змушені здатися.
- 16 вересня: новий французький експедиційний корпус відправляється з Бреста в Ірландію.
- 24 вересня: французький уряд закликає 200 тис. осіб на військову службу.
- 8 жовтня: Франсуа де Ньовшато, міністр внутрішніх справ, створює першу Вищу раду з державного утворення.
- 11 жовтня: французький флот і експедиційний корпус розбиті біля берегів Ірландії; шість з восьми кораблів захоплені.
- 12 жовтня: бельгійські селяни повстають проти обов'язкової служби у французькій армії.
- 21 жовтня: населення Каїра повстає проти французької окупації. Повстання придушене Бонапартом 22 жовтня.
- 4 листопада: Директорія наказує депортувати бельгійських священників, звинувачених у селянське повстання.
- 5 листопада: російсько-турецький флот блокує Корфу, окуповану французькою армією.
- 16 листопада: Австрія і Англія погоджуються співпрацювати, щоб повернути Францію до кордонів 1789 року.
- 23-24 листопада: Директорія, відчайдушно вводить новий податок на нерухомість і додаткові податки в залежності від кількості дверей і вікон.
- 27 листопада: армія короля Неаполя захоплює Рим.
- 4 грудня: французькі війська завдають поразки бельгійським повстанцям в Хасселті і знищують повстанців. Кінець селянського повстання в Бельгії.
- 6 грудня: французька армія під командуванням Жана Етьєна Шампіонне завдає поразки армії короля Неаполя в битві під Чівіта-Кастельяна.
- 14 грудня: французька армія під командуванням Шампіонне відбиває Рим.
- 21 грудня: французька армія атакує Неаполь і змушує короля Неаполя сховатися на флагманському кораблі адмірала Нельсона.
- 29 грудня: створення Другої коаліції між Росією, Великою Британією та королівствами Неаполя і Сицилії проти Франції.

## 1799 - війна Франції з Італією і Німеччиною; Бонапарт повертається з Єгипту; Консулат захоплює владу; кінець революції

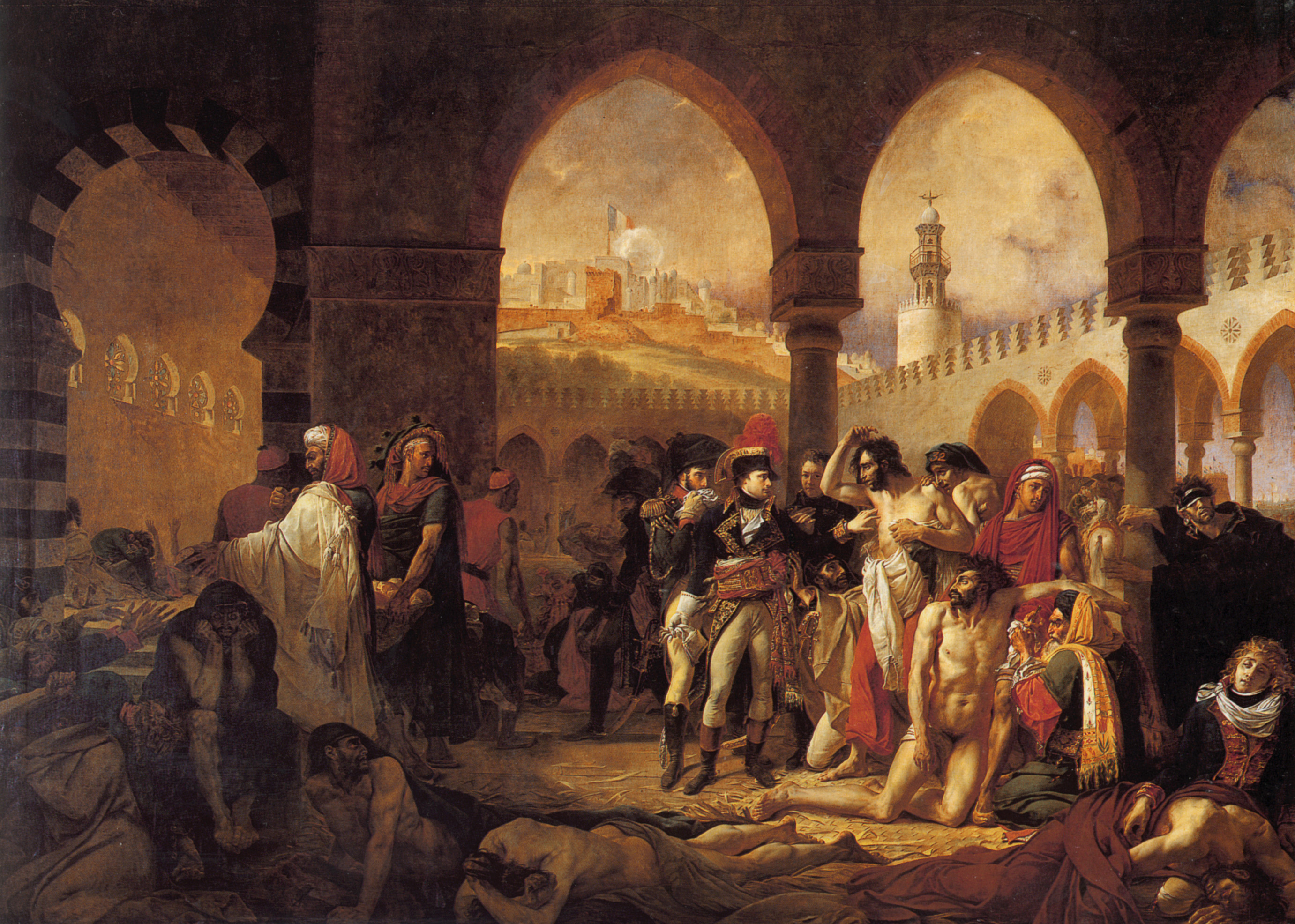
Генерал Бонапарт відвідує чумну лікарню в Яффо (31 березня 1799 року). Антуан-Жан Гро, Лувр
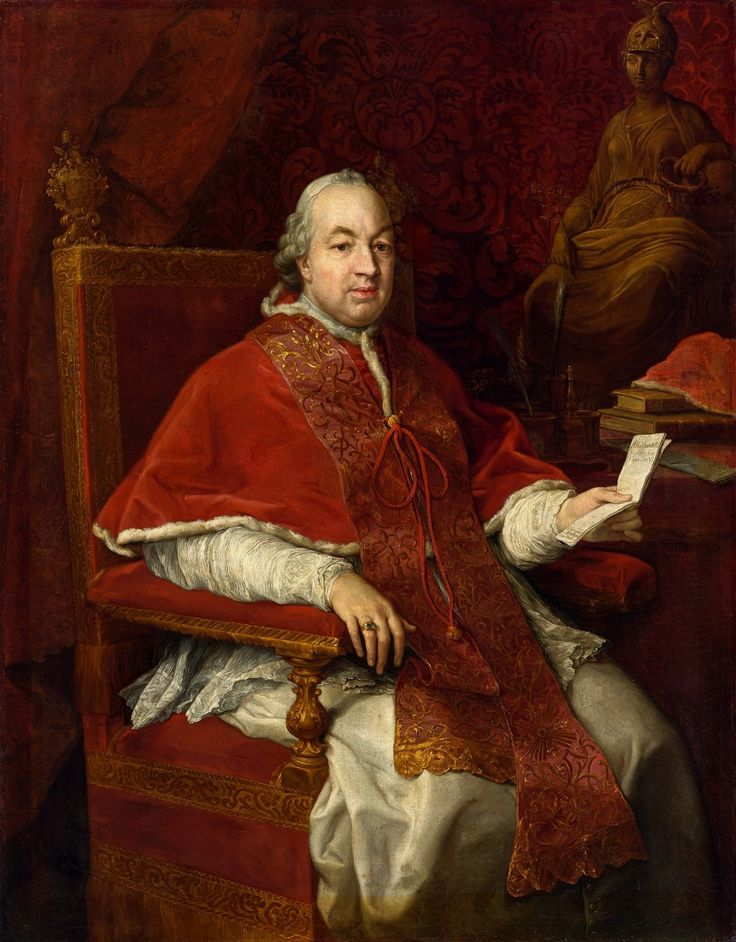
Папа Пій VI був переведений до Франції як бранець Директорії (10 квітня 1799 р.)
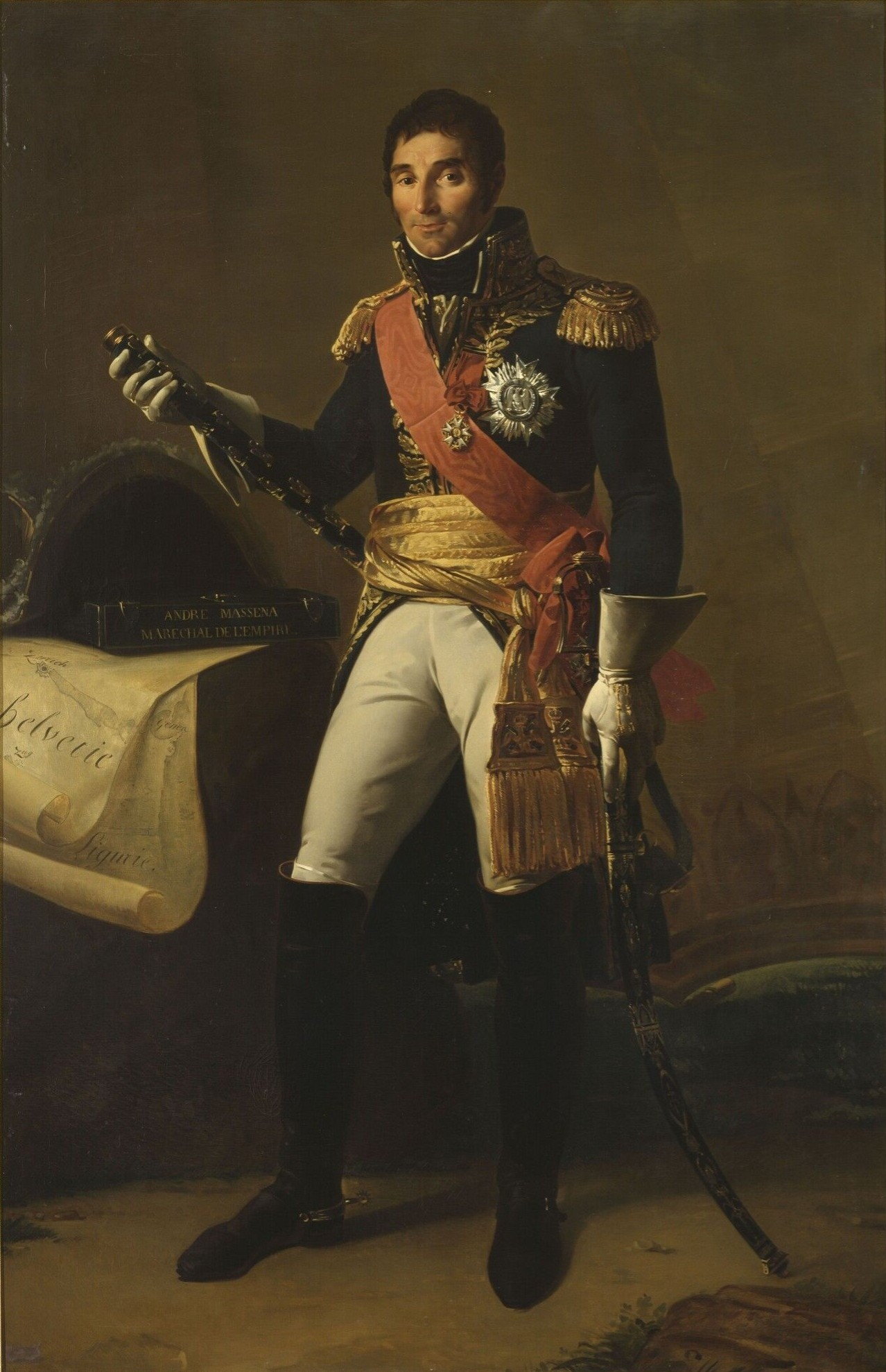
Генерал Андре Массена вигнав російські війська з Швейцарії (26 вересня 1799 р.)

- 10 січня: армія генерала Шампіонне захоплює Капую.
- 23 січня: французька армія окупує Неаполь.
- 26 січня: проголошення нової республіки в Неаполі, названої Директорією Партенопейською.
- 1 лютого: перемога генерала Луї Дезе над мамелюками в Асуані завершує французьке завоювання Верхнього Єгипту.
- 3 лютого: конфлікт між генералами Шампіонне і Фепу[en] через командування французькими військами в Неаполі.
- 6 лютого: Шампіонне наказує вигнати Фепу з Неаполя.
- 20 лютого: Бонапарт веде свою армію з Каїра в Сирію.
- 20 лютого: Бонапарт завдає поразки турецькій армії і окупує Ель-Аріш на Синайському півострові.
- 24 лютого: Директорія наказує заарештувати генерала Шампіонне.
- 24 лютого: генерал Жан-Батист Журдан збирає Армію Дунаю[en] і готується перетнути Рейн і вторгнутися в німецькі держави і Австрію.
- 1-2 березня: французькі армії під командуванням Журдана і Бернадота переходять через Рейн.
- 3 березня: французькі війська на Корфу здаються після тривалої облоги російсько-турецьким флотом.
- 7 березня: Бонапарт захоплює Яффу в Палестині. Багато його солдат заражені чумою.
- 11 березня: Бонапарт відвідує лікарню для постраждалих від чуми в Яффі.
- 12 березня: Директорія оголошує війну Австрії і Великому герцогству Тосканському.
- 19 березня: Бонапарт тримає в облозі Акко в Палестині.
- 21 березня: французькі війська входять в Велике герцогство Тосканське.
- 23 березня: армія генерала Массена розбита австрійцями в битві при Фельдкирсі[en].
- 25 березня: поразка Журдана від австрійців в битві при Штокаху.
- 28 березня: Бонапарт безуспішно намагається захопити Акко.
- 1 квітня: Бонапарту знову не вдається взяти Акко.
- 3 квітня: Журдан йде з поста командувача Дунайської армією. 6 квітня його армія відступає до західного берега Рейну.
- 9 квітня: початок парламентських виборів у Франції однієї третини депутатів.
- 10 квітня: папа Пій VI, полонений французами, переводиться до Франції.
- 14 квітня: австрійська армія Меласа і російська армія Олександра Суворова об'єднуються в Італії.
- 16 квітня: Бонапарт завдає поразки османської армії на чолі з Абдуллой[en] в битві біля гори Табор.
- 18 квітня: вибори у Франції призводять до серйозних втрат для прихильників уряду і до перемоги вкрай лівих.
- 24 квітня: Бонапарту в третій раз не вдається захопити Акко.
- 27 квітня: російсько-австрійська армія Олександра Суворова завдає поразки французьким військам під командуванням генерала Моро в битві на річці Адде.
- 29 квітня: Суворов в'їжджає в Мілан.
- 1 травня: Бонапарту в четвертий раз не вдається захопити Акко.
- 10 травня: п'ята і остання спроба Бонапарта захопити Акко. 17 травня він знімає облогу.
- 16 травня: в результаті жеребкування Рьобелль залишає Директорію, і його змінює Сьейес, якого вважають поміркованим лівим.
- 19 травня: англійський флот висаджує солдат в Остенде в Бельгії. Експедиція зазнає невдачі і евакуюється на наступний день.
- 26 травня: російсько-австрійська армія входить в Турин.
- 4-6 червня: Массена змушений вивести свої війська з Цюриха[en].
- 14 червня: Бонапарт повертається в Каїр.

### Червень 1799 - конфлікти між Директорією і законодавчими зборами

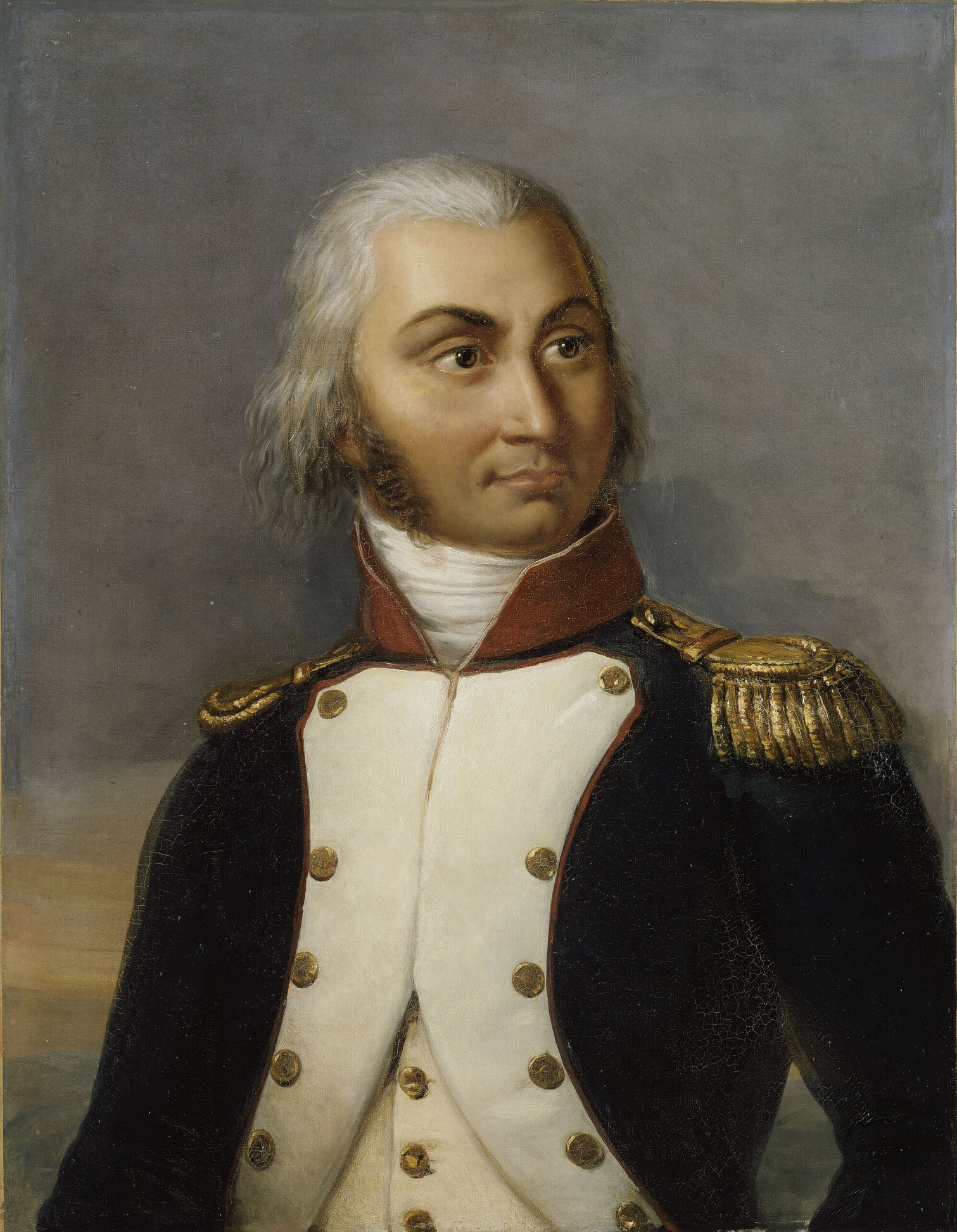
Генерал Журдан, лідер якобінців в армії
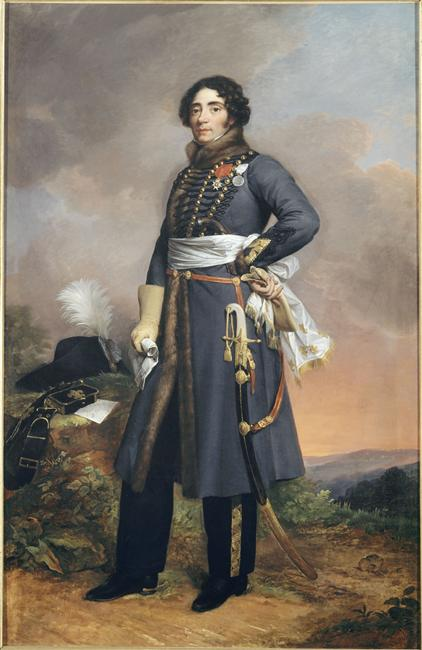
Генерал-рояліст Луї де Фротте очолив нове повстання проти Парижа на заході Франції.
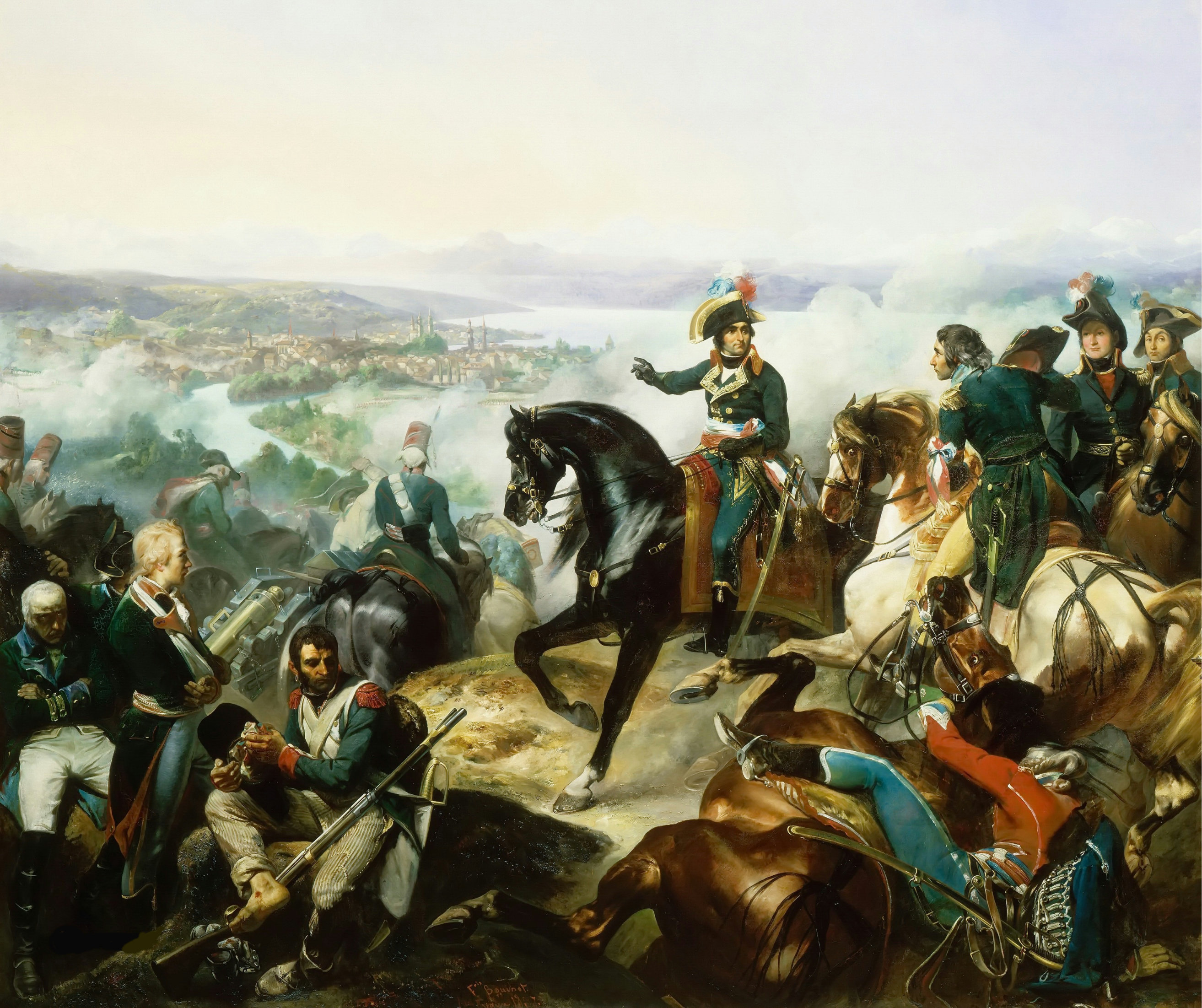
Французька армія під командуванням генерала Массени здобуває вирішальну перемогу над австрійцями і росіянами в другій битві під Цюрихом (24-25 вересня 1799).
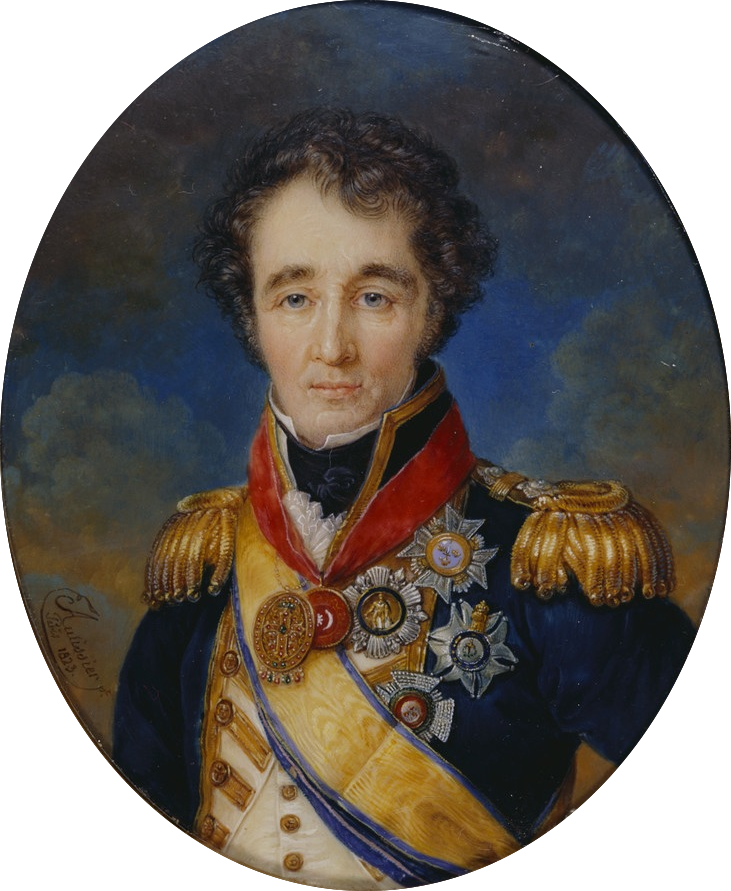
Британський адмірал сер Сідней Сміт

- 16 червня: починається серйозна боротьба між новообраними лівими членами Ради п'ятисот і Директорією через серію військових поразок Франції. Законодавча влада вимагає нових заходів «громадської безпеки».
- 17 червня: Рада п'ятисот і Рада старійшин скасовують обрання Жана-Батіста Трельяра в Директорію і замінюють його членом лівого спрямування Луї-Жеромом Гойї.
- 18-19 червня: Преріальський переворот. Два члена Директорії, роялісти Філіп-Антуан Мерлен і Ларевельер-Лепо, змушені піти у відставку під загрозою засудження Радами. Їх замінюють два помірних лівих, Роже Дюко і Жан-Франсуа Мулен.
- 19 червня: французька армія під командуванням Жака Макдональда зазнає поразки від росіян під командуванням Суворова в битві при Треббії.
- 19 червня: здача французького гарнізону Неаполя.
- 28 червня: Рада голосує за примусову позику в сто мільйонів франків від багатих громадян для оснащення нових армій.
- 5 липня: Директорія просуває двох командирів з неоякобінськимі симпатіями: Жубер призначається новим командувачем італійської армією, а Шампіонне призначається командувачем Альпійською армією[en].
- 7 липня: в Парижі засновано неоякобінський клуб «Товариство друзів свободи і рівності» ( фр. Société des amis de la Liberté et de l'Égalité l'Égalité ).
- 12 липня: Рада п'ятисот голосує за новий закон про заручників, вимагає складання списків роялістів в кожному департаменті і висуває звинувачення проти колишніх роялістсько налаштованих членів Директорії.
- 14 липня: на святкуванні річниці революції генерал Журдан закликає «повернути піки», зброю вуличних якобінців під час терору. У той же день Сьеєс виголошує промову, яка засуджує нових якобінців.
- 17 липня: османська армія під командуванням Саїда Мустафи-паші, переправлена в Єгипет британським флотом сера Сіднея Сміта, висаджується в Абукірі.
- 25 липня: Бонапарт завдає поразки османської армії Саїда Мустафи-паші в битві під Абукіром.
- 6 серпня: повстання роялістів у Тулузі і Бордо. Обидва швидко придушені армією.
- 13 серпня: Сьеєс наказує закрити новий якобінський клуб в Парижі.
- 15 серпня: поразка французької армії Італії під командуванням генерала Жубера в битві біля Нові. Жубер убитий.
- 18 серпня: Рада п'ятисот вирішує не заарештовувати і не судити колишніх членів Директорії, звинувачених в симпатіях до роялістів. Голоси розділилися як 217 до 214.
- 23 серпня: Бонапарт вже шість місяців не отримує новин з Франції. Британський адмірал Сідней Сміт відправляє йому пачку французьких газет, які він прочитує за одну ніч. Він передає командування армією генералу Клеберу і залишає Єгипет з невеликою групою на борту фрегата «Мюїрон»[17].
- 29 серпня: в Валенсії у французькому полоні вмирає папа Пій VI.
- 29 серпня: Шампіонне, відомий серед якобінських генералів, призначається новим командувачем італійської армією.
- 13 вересня: генерал Журдан, лідер якобінців в армії, просить Раду п'ятисот оголосити надзвичайний стан.
- 14 вересня: Рада п'ятисот відмовляється оголошувати надзвичайний стан.
- 14 вересня: директор Сьейес домагається відставки Жана Бернадота з поста військового міністра на тій підставі, що Бернадот планував якобінський державний переворот.
- 15 вересня: лідери роялістів на заході Франції, включаючи лідера бретонських шуанів Жоржа Кадудаля, зустрічаються, щоб організувати нове повстання проти Парижа.
- 24 вересня: роялістський воєначальник Луї де фротте висаджується в Нормандії, щоб очолити нове повстання.
- 25-26 вересня: генерал Массена завдає поразки російсько-австрійській армії Олександра Римського-Корсакова у другій битві при Цюриху.
- 29 вересня: російська армія під командуванням Суворова змушена відступити через Альпи.
- 6 жовтня: французько-голландська армія під командуванням генерала Брюна завдає поразки російсько-британським військам в битві при Кастрикумі[en]. Англійці і росіяни виводять свої війська з Нідерландів.

### 9 жовтня 1799 - Бонапарт повертається до Франції
- 9 жовтня: Бонапарт висаджується в Сен-Рафаелі.
- 14 жовтня: Сієс пропонує генералу Моро організувати державний переворот проти якобінців в Радах, але Моро відмовляється.
- 16 жовтня: Бонапарт прибуває в Париж.
- 17 жовтня: Бонапарт прийнятий Директорією.
- 19 жовтня: війська роялістів на заході, шуани, захоплюють Нант, але на наступний день змушені відступити.
- 23 жовтня: російський цар Павло I наказує вивести російські війська з війни проти французів.
- 23 жовтня: Люсьєн Бонапарт, молодший брат генерала Наполеона Бонапарта, обраний президентом Ради п'ятисот.
- 23-29 жовтня: сили роялістів в Бретані і Вандеї ненадовго захоплюють кілька міст, але швидко витісняються французькою армією.
- 1 листопада: Бонапарт зустрічається з Сієсом; у них виникає взаємна антипатія, але вони погоджуються на парламентський державний переворот, щоб замінити Директорію.
- 3 листопада: Бонапарт зустрічається з міністром поліції Фуше, який погоджується не втручатися в державний переворот.
- 6 листопада: Ради старійшин і П'ятсот пропонують Бонапарту влаштувати бенкет в колишній церкві Сен-Сюльпіс.
- 7 листопада: Генерал Журден пропонує Бонапарту приєднатися до нього в якобінському перевороті проти Директорії. Бонапарт відмовляється.
- 8 жовтня: Бонапарт обідає з Камбасерес і обговорює останні деталі державного перевороту.

### Державний переворот 9-10 листопада

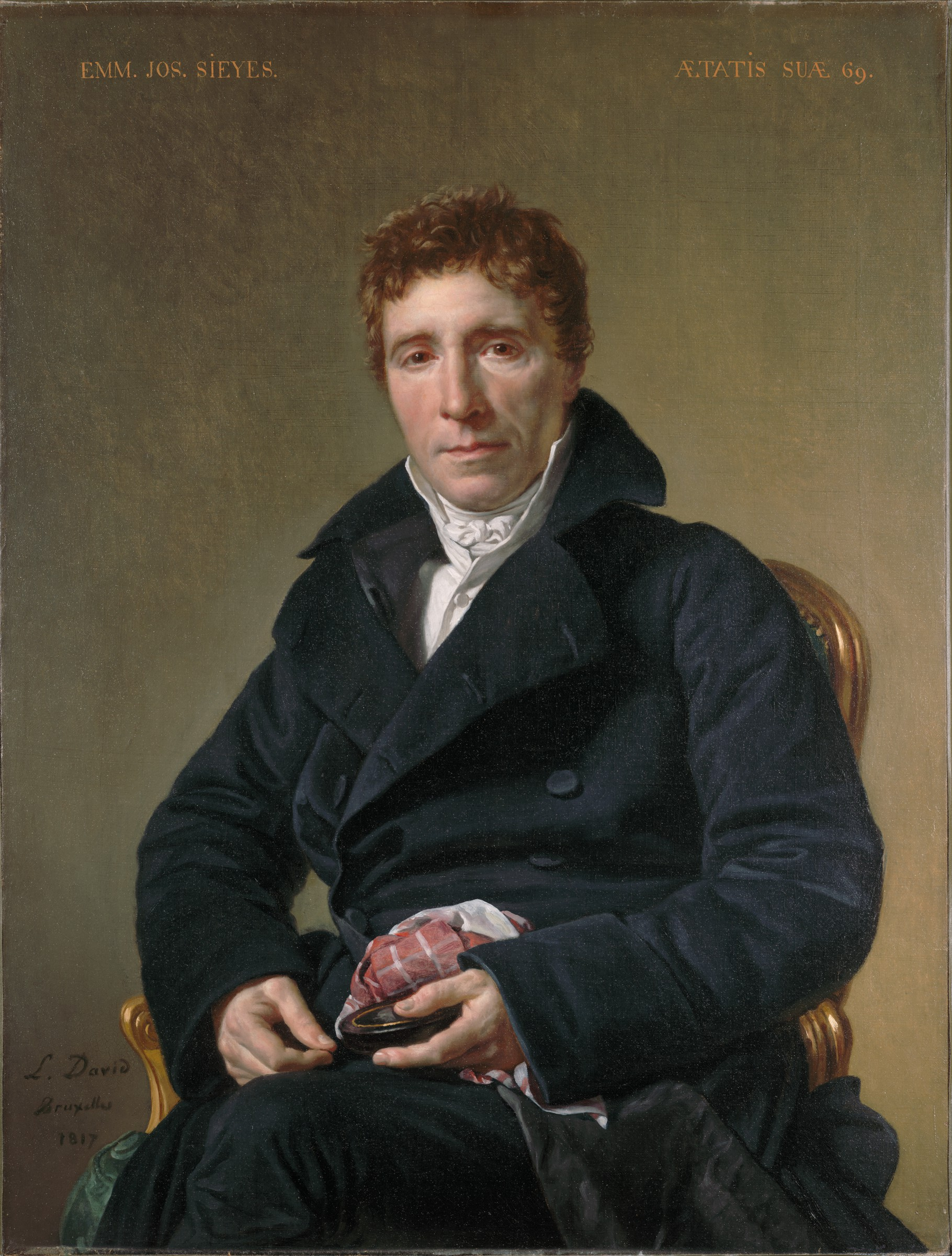
Емманюель Жозеф Сієс запропонував державний переворот, але в результаті не ввійшов до складу уряду.
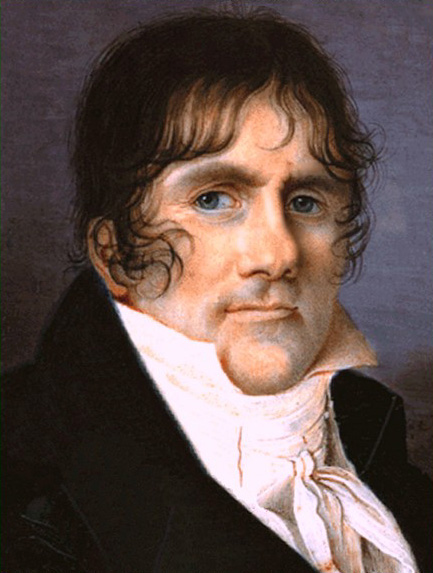
Директора Поля Барраса переконали не виступати проти державного перевороту Бонапарта
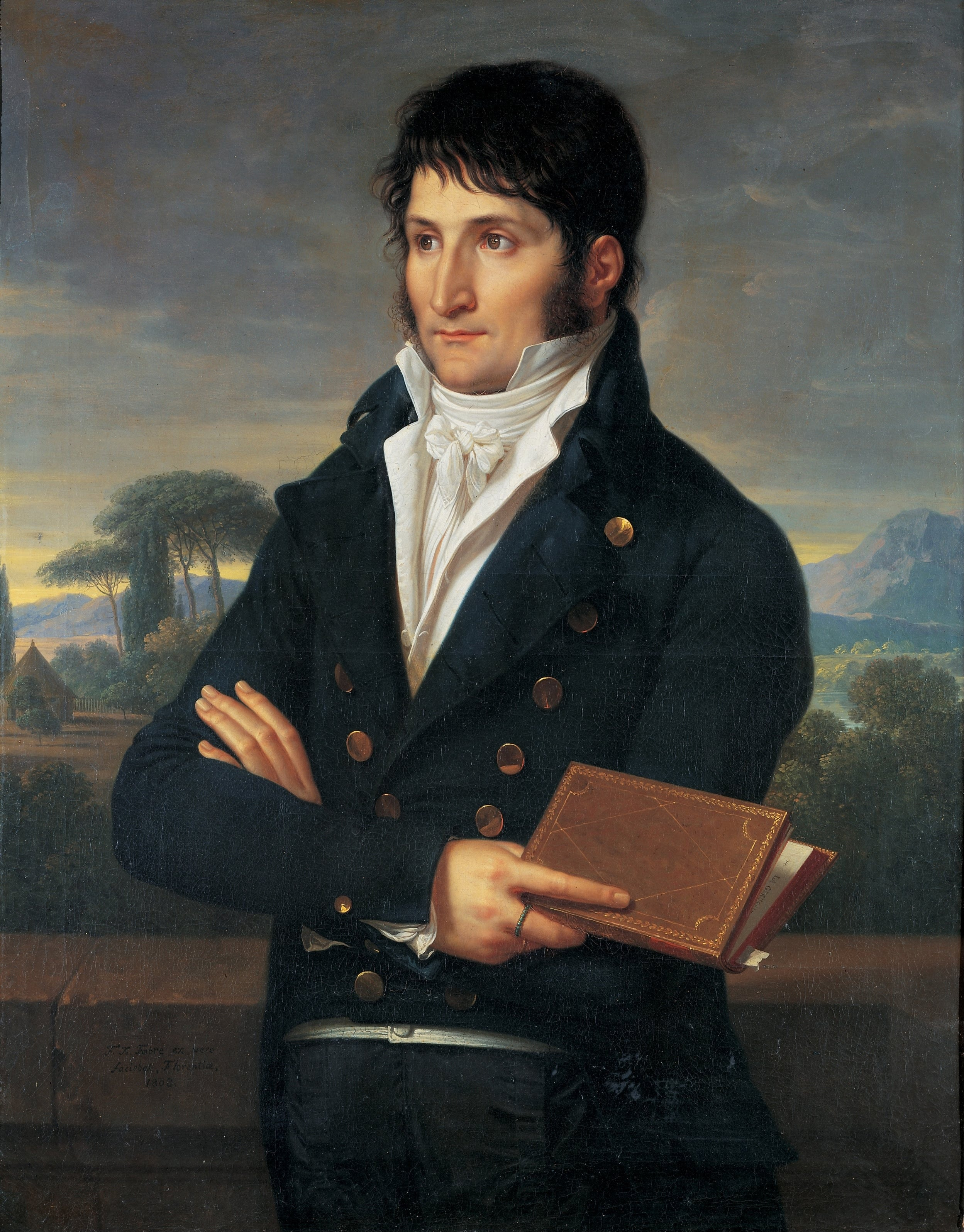
Люсьєн Бонапарт, 24 роки, був обраний головою Ради п'ятисот і брав участь в державному перевороті Бонапарта
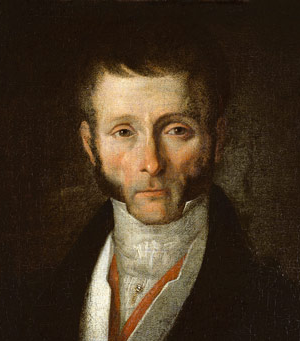
Жозеф Фуше, міністр поліції, запевнив, що поліція не буде втручатися під час захоплення влади Бонапартом
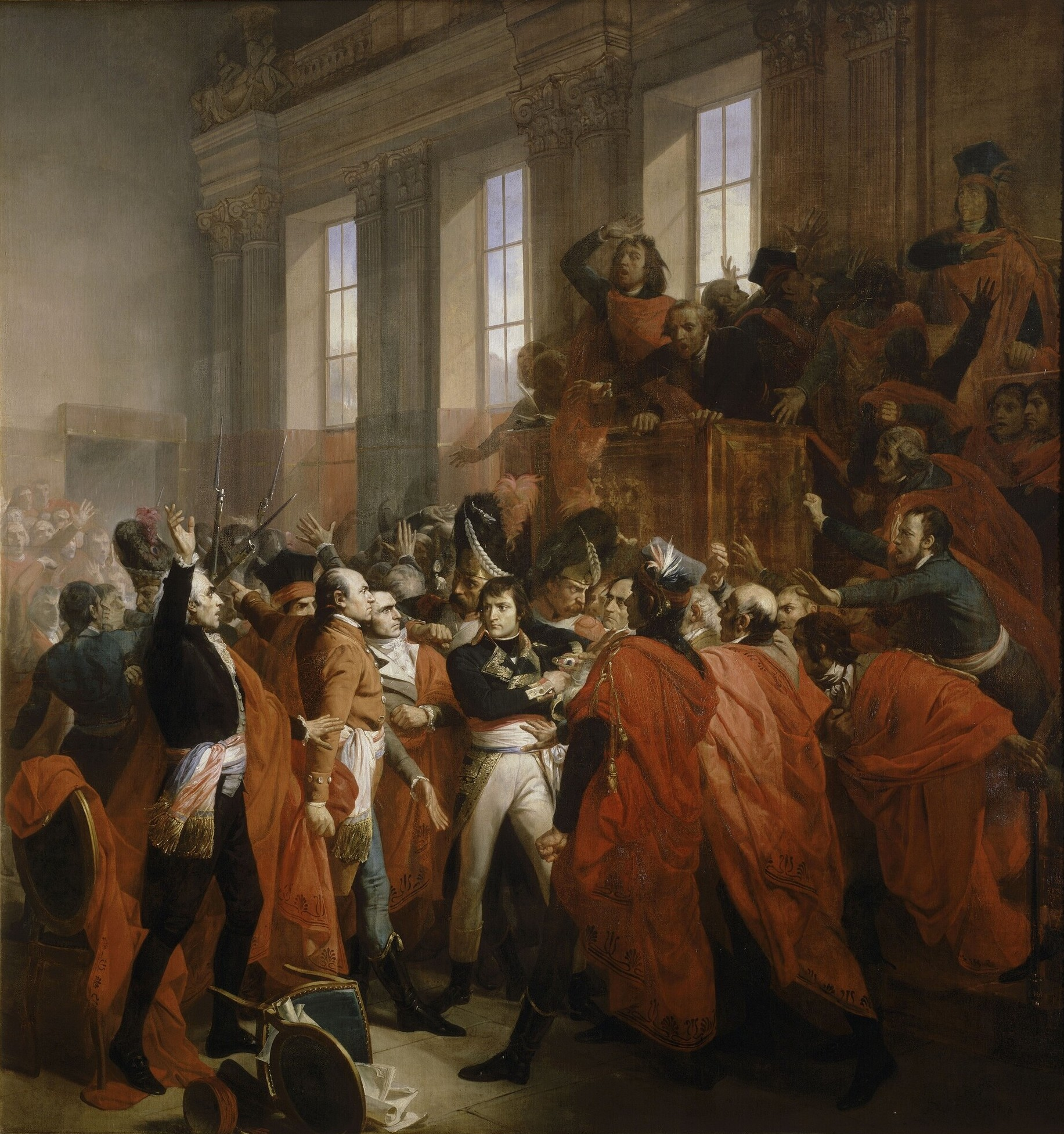
Бонапарт протистоїть депутатам Ради п'ятисот (10 листопада 1799 року)
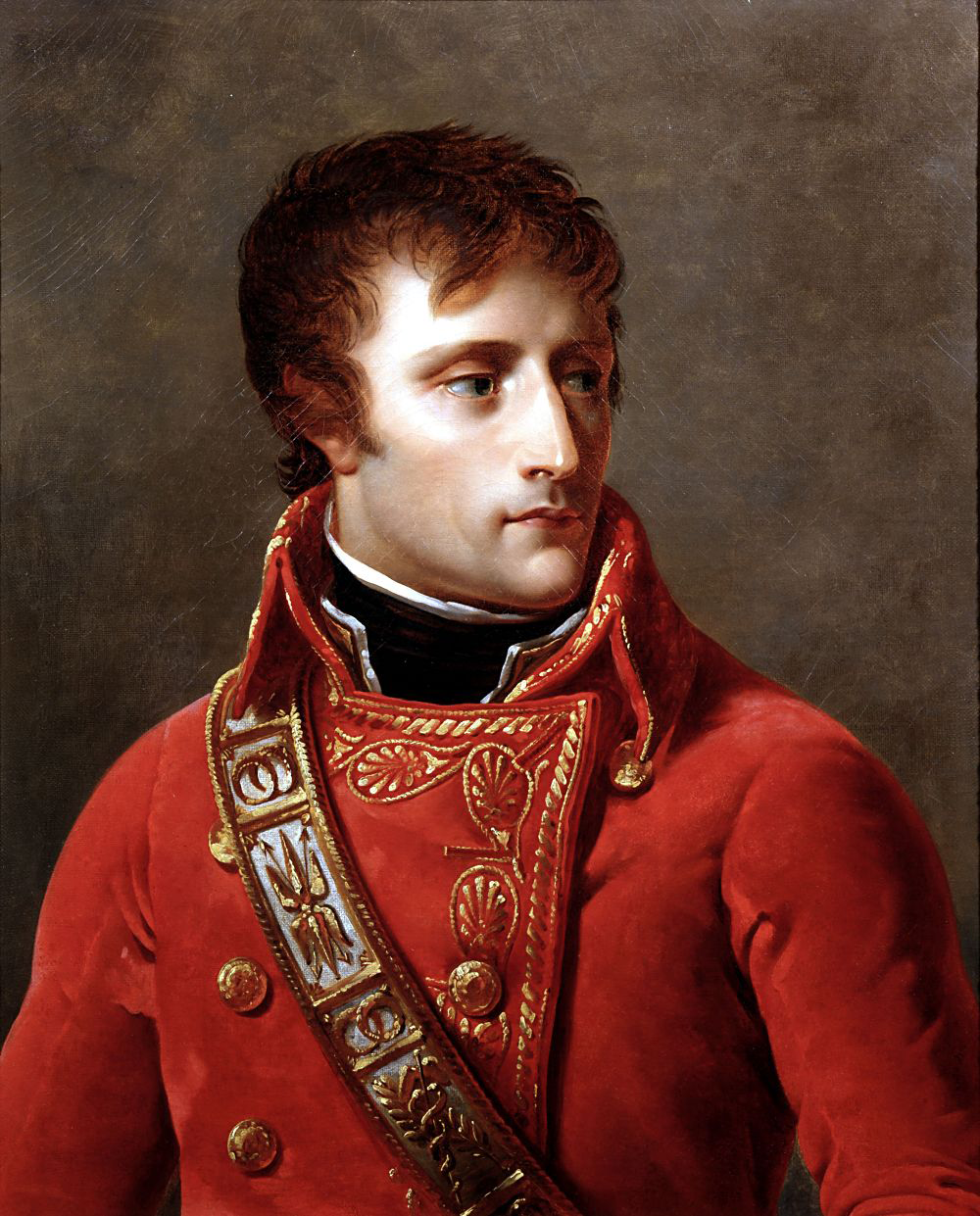
Бонапарт як перший консул (1804 року). Антуан Гро, Музей Почесного легіону[en], Париж

- 9 листопада: початок державного перевороту 18 брюмера. Вірні Бонапарту французькі війська займають ключові точки в Парижі. Люсьєн Бонапарт, президент Ради п'ятисот, попереджає депутатів, що розкрито «терористичну» змову проти законодавчого органу, і просить перенести засідання Рад, заплановані на наступний день, для їх безпеки в замок Сен-Клу, приблизно в 10 км на захід від Парижа. Бонапарт призначений головнокомандувачем армією в Парижі.
- За попередньою домовленістю два члена Директорії, замішані в перевороті, Сієс і Дюко, подають у відставку. Талейран вмовляє третього, Барраса, піти у відставку. Два якобінських директора, Гойї і Мулен, заарештовані солдатами генерала Моро і відправлені в Люксембурзький палац. Фуше пропонує заарештувати провідних якобінських членів Ради п'ятисот, але Бонапарт вважає це непотрібним, що виявляється помилкою. До кінця дня Париж повністю знаходиться під контролем Бонапарта і лояльних йому офіцерів.
- 10 листопада: за пропозицією Бонапарта членів обох Рад переправляють в замок Сен-Клу. Бонапарт зібрав там 6000 вояків, які налаштовані вороже по відношенню до Рад через затримки з виплатою зарплатні.
- Бонапарт спочатку звертається до Ради старійшин, пояснюючи необхідність зміни уряду. Рада мовчки вислуховує його і голосує без заперечень, приймаючи пропозицію Бонапарта. Потім Бонапарт звертається до Ради п'ятисот, котра зібралася в оранжереї Сен-Клу. Тут йому наданий зовсім інший прийом: якобінці гнівно протестують, ображають і кричать на Бонапарта, погрожуючи оголосити його поза законом, що привело б до його негайного арешту. У той час як Рада у великому замішанні дискутує, Люсьєн Бонапарт виводить Бонапарта на вулицю і повідомляє солдатам, які очікують, що депутати намагалися вбити Бонапарта. Розлючені солдати вторгаються в зал засідань і багнетами виганяють депутатів. За відсутності депутатів від опозиції дві парламентські комісії призначають Бонапарта, Сієса і Дюко тимчасовими консулами нового уряду.
- 11-22 листопада: Бонапарт і два інших тимчасових консула формують новий уряд. Бертьє стає військовим міністром, Талейран - міністром закордонних справ, Фуше - міністром поліції, а Камбасерес - міністром юстиції.
- 1 грудня: Бонапарт відкидає конституцію, запропоновану Сієсом.
- 24 грудня: Ради, що знаходяться тепер під твердим контролем Бонапарта, приймають Конституцію VIII року. Формально заснований новий консулат: Бонапарт - перший консул, Камбасерес - другий, а Шарль-Франсуа Лебрен - третій. Історики вважають цю дату кінцем Французької революції [18].

### Французькою мовою
- Cobban, Alfred. " The Beginning of the French Revolution [Архівовано 19 грудня 2020 у Wayback Machine.] " History 30 # 111 (1945), pp. 90–98
- Doyle, William. The Oxford History of the French Revolution [Архівовано 2 лютого 2020 у Wayback Machine.] (3rd ed. 2018)
- Mignet, François, Member of the Institute of France, History of the French Revolution, from тисяча сімсот вісімдесят дев'ять to 1814 Bell & Daldy, London, 1873.
- Popkin, Jeremy. A Short History of the French Revolution [Архівовано 2 лютого 2020 у Wayback Machine.] (2014 року)
- Bezbakh, Pierre (2004). Petit Larousse de l'histoire de France (фр.). Larousse. ISBN 2-03505369-2.
- Gallo, Max (2009). Révolution française (фр.). XO Editions. ISBN 978-2-84563-350-6.
- Thiers, Adolphe (1839). Histoire de la Révolution française (фр.). Project Gutenberg.
- Tulard, Jean; Fayard, Jean-François; Fierro, Alfred (1998). Histoire et dictionnaire de la Révolution française (фр.). Robert Laffont. ISBN 2-221-08850-6.